# Édouard Manet
Pour les articles homonymes, voir Manet.
Édouard Manet, né le 23 janvier 1832 à Paris et mort le 30 avril 1883 dans la même ville, est un peintre et graveur français majeur de la fin du XIXe siècle. Précurseur de la peinture moderne, qu'il affranchit de l'académisme, Édouard Manet est à tort considéré comme l'un des pères de l'impressionnisme : il s'en distingue en effet par une facture soucieuse du réel qui n'utilise pas (ou peu) les nouvelles techniques de la couleur et le traitement particulier de la lumière. Il s'en rapproche cependant par certains thèmes récurrents comme les portraits, les paysages marins, la vie parisienne ou les natures mortes, tout en peignant de façon personnelle, dans une première période, des scènes de genre : sujets espagnols notamment d'après Vélasquez et odalisques d'après Le Titien.
Il refuse de suivre des études de droit et il échoue à la carrière d'officier de marine militaire. Le jeune Manet entre en 1850 à l'atelier du peintre Thomas Couture où il effectue sa formation de peintre, le quittant en 1856. En 1860, il présente ses premières toiles, parmi lesquelles le Portrait de M. et Mme Auguste Manet.
Ses tableaux suivants, Lola de Valence, La Femme veuve, Combat de taureau, Le Déjeuner sur l'herbe ou Olympia, font scandale. Manet est rejeté des expositions officielles et joue un rôle de premier plan dans la « bohème élégante ». Il y fréquente des artistes qui l'admirent, comme Henri Fantin-Latour ou Edgar Degas, et des hommes de lettres comme le poète Charles Baudelaire ou le romancier Émile Zola, dont il peint un portrait, Portrait d'Émile Zola. Zola prend activement la défense du peintre au moment où la presse et les critiques s'acharnent sur Olympia. À cette époque, il peint Le Joueur de fifre (1866), le sujet historique de L'Exécution de Maximilien (1867) inspiré de la peinture de Francisco de Goya, Tres de mayo (1814).
Son œuvre comprend des marines comme Clair de lune sur le port de Boulogne (1869) ou des courses : Les Courses à Longchamp en 1864, qui valent au peintre un début de reconnaissance.
Après la guerre franco-allemande de 1870, à laquelle il participe, Manet soutient les impressionnistes, parmi lesquels il a des amis proches comme Claude Monet, Auguste Renoir ou Berthe Morisot, laquelle devient sa belle-sœur et dont sera remarqué le célèbre portrait, parmi ceux qu'il fera d'elle, Berthe Morisot au bouquet de violettes (1872). À leur contact, il délaisse en partie la peinture d'atelier pour la peinture en plein air à Argenteuil et Gennevilliers, où il possède une maison. Sa palette s'éclaircit, comme en témoigne Argenteuil de 1874. Il conserve cependant son approche personnelle faite de composition soignée et soucieuse du réel, et continue à peindre de nombreux sujets, en particulier des lieux de loisirs comme Au Café (1878), La Serveuse de Bocks (1879) et sa dernière grande toile, Un bar aux Folies Bergère (1881-1882), mais aussi le monde des humbles dans Paveurs de la Rue Mosnier ou des autoportraits (Autoportrait à la palette, 1879).
Manet parvient à donner des lettres de noblesse aux natures mortes, genre qui occupait jusque-là dans la peinture une place décorative, secondaire. Vers la fin de sa vie (1880-1883), il s'attache à représenter fleurs, fruits et légumes en leur appliquant des accords de couleur dissonants, à l'époque où la couleur pure meurt, ce qu'André Malraux est un des premiers à souligner dans Les Voix du silence. Le plus représentatif de cette évolution est L'Asperge, qui témoigne de sa faculté à dépasser toutes les conventions. Manet multiplie aussi les portraits de femmes (Nana, La Blonde aux seins nus, Berthe Morisot) ou d'hommes qui font partie de son entourage (Stéphane Mallarmé, Théodore Duret, Georges Clemenceau, Marcellin Desboutin, Émile Zola, Henri Rochefort). À partir des années 1880, il est de plus en plus reconnu. Il reçoit la Légion d'honneur le 1er janvier 1882. Cependant, victime de syphilis et de rhumatismes, il souffre, depuis 1876, de sa jambe gauche, qu'il faudra finalement amputer.
En 1883, Édouard Manet meurt à 51 ans de la syphilis et d'une gangrène qu'il a contractée à Rio de Janeiro, et laisse plus de quatre cents toiles, des pastels, des esquisses et des aquarelles. Ses plus grandes œuvres sont visibles dans la plupart des musées du monde, particulièrement au musée d'Orsay à Paris.

Ni impressionniste, ni réaliste, Manet adresse aux critiques d'art des questions restant sans réponse : 

« S'agit-il du dernier des grands peintres classiques ou du premier des révolutionnaires ? Fut-il l'enfant terrible du grand art persistant, l'élève un peu espiègle des maîtres, le restaurateur de la vraie tradition au-delà de celle qu'on enseignait à l'école des Beaux-Arts ? — ou bien le grand précurseur, l'initiateur de la peinture pure ? Bien évidemment, tout cela à la fois, (répond Françoise Cachin), et dans des proportions dont seules les alternances du goût sont juges. »

## Jeunesse et formation

### Enfance

Portrait de M. et Mme Auguste Manet, 1860,, Paris, musée d'Orsay.

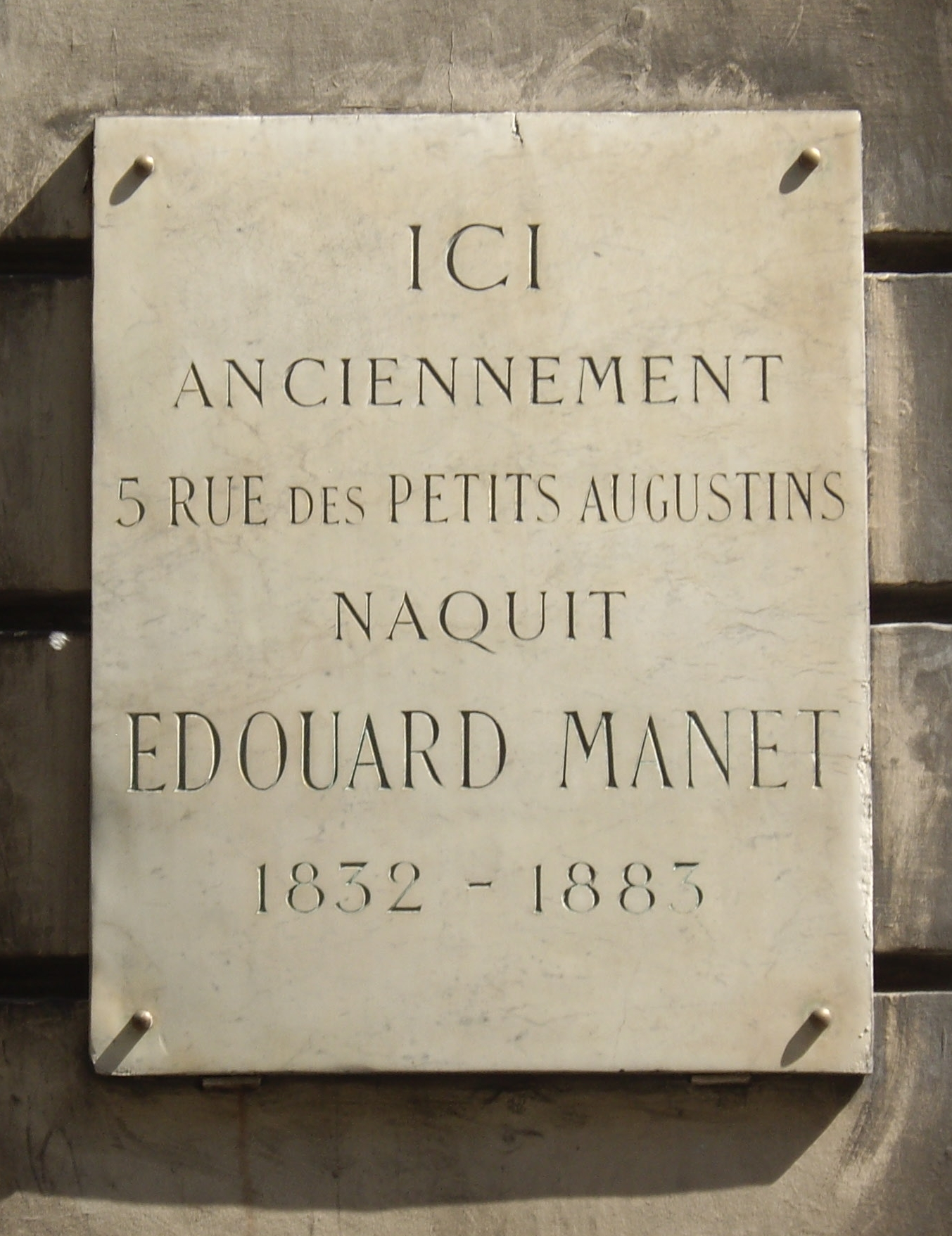
Plaque au no 5 rue Bonaparte (ancienne rue des Petits-Augustins).

Édouard Manet naît le 23 janvier 1832 au 5 rue des Petits-Augustins, dans le quartier Saint-Germain-des-Prés dans une famille de la bourgeoisie parisienne. Son père, Auguste Manet (31 août 1796-25 septembre 1862), était un haut fonctionnaire au ministère de la Justice. Selon les biographes, il occupait le poste de chef de cabinet du garde des Sceaux ou de secrétaire général du ministère de la Justice. La mère d'Édouard, Eugénie Désirée Manet (née Fournier) (11 février 1811-8 janvier 1885), était la fille d’un diplomate affecté à Stockholm et la filleule du maréchal Bernadotte,.
Bien qu’élevé dans une famille austère, le jeune Édouard découvre rapidement le monde artistique grâce à l’influence d’un oncle monarchiste assez excentrique (l'enfant est témoin de ses discussions politiques avec son père, fervent républicain), le capitaine Édouard Fournier, qui fait apprécier les grands maîtres à ses neveux Édouard et Eugène, son frère, dans les galeries du musée du Louvre, les faisant notamment visiter la Galerie espagnole.
À l’âge de douze ans, Édouard Manet est envoyé au collège Rollin, aujourd’hui collège-lycée Jacques-Decour, situé à l'époque rue des Postes (aujourd'hui rue Lhomond), dans le quartier du Val-de-Grâce où loge sa famille, non loin du jardin du Luxembourg. Il a notamment pour professeur d’histoire le jeune Henri Wallon, dont l'amendement allait plus tard constituer la pierre angulaire de la Troisième République. La scolarité de Manet semble avoir été décevante : le jeune garçon se montre régulièrement dissipé, assez peu appliqué et fait parfois preuve d’insolence. Son camarade Antonin Proust rapporte par exemple une altercation du futur peintre révolté avec Wallon au sujet d’un texte de Diderot sur la mode : le jeune homme se serait exclamé qu’« il faut être de son temps, faire ce que l’on voit sans s’inquiéter de la mode ».
On sait très peu de chose sur la petite enfance de Manet qui est expédiée en quelques pages, en référence à sa famille, aisée dans toutes les biographies depuis celle de Théodore Duret jusqu'aux plus récentes qui évoquent rapidement l'environnement familial pour passer à l'adolescence, puis au peintre lui-même : « L'artiste perçoit pendant quatre ans 20 000 fr de loyer annuel sur une propriété foncière héritée à la mort de son père en 1862; il n'a pas besoin de gagner sa vie à ce moment-là, encore que sa mère semble avoir pris des mesures pour l'arrêter sur la pente ruineuse où il s'est engagé. »
En fait, on ignore beaucoup de choses sur l'intimité de Manet en général, car l'artiste s'est évertué à dresser des barrières pour la préserver et préserver les convenances.

### Études et apprentissage à l'atelier Couture
Manet obtient des résultats convenables au collège Rollin, où il rencontre Antonin Proust dont les souvenirs seront précieux pour la connaissance de l'artiste. Pendant cette période, Proust et Manet vont souvent au Louvre sous la conduite de l'oncle maternel de Manet, le capitaine Édouard Fournier qui encourage le talent de son neveu. Manet quitte le collège Rollin en 1848 et demande à entrer dans la marine, mais il échoue au concours du Borda. Il décide alors de se placer comme pilotin sur un bateau-école à destination de Rio de Janeiro.
Il embarque le 9 décembre 1848, au Havre sur Le Havre et Guadeloupe, le voyage dure jusqu'au mois de juin 1849. Manet revient avec une multitude de dessins ; pendant le voyage, il a fait des portraits et des dessins de tout l'équipage, des caricatures aussi, de ses camarades comme des officiers. Il contracte la syphilis à Rio. À son retour au Havre, il échoue une deuxième fois au concours d'entrée à l'École navale ; sa famille consent à ce qu'il poursuive une carrière artistique.
Ses voyages en bateau lui inspireront par la suite des paysages marins avec scènes de port (Clair de lune sur le port de Boulogne, 1869 - Le Départ du vapeur de Folkestone, 1869) ou sujets historiques comme Le Combat du Kearsarge et de l'Alabama (1865) ou L'Évasion de Rochefort (1881).
Après son deuxième échec au concours d'officier de marine, Manet refuse de s'inscrire aux Beaux-Arts. Il entre avec Antonin Proust dans l’atelier du peintre Thomas Couture, en 1850, où il reste environ six années. Il s'inscrit comme élève de Couture sur le registre des copistes du Louvre. Il perd bien vite confiance en son maître, prenant le contre-pied de ses enseignements.
Thomas Couture est l’une des figures emblématiques de l’art académique de la seconde moitié du XIXe siècle, avec un attrait marqué pour le monde antique qui lui vaut un immense succès avec son chef-d'œuvre Les Romains de la décadence au salon de 1847. Élève de Gros et de Delaroche, Couture est alors au sommet de sa gloire ; c'est Manet lui-même qui insiste auprès de ses parents pour s'inscrire dans l'atelier du maître.
Manet consacre l’essentiel de ces six années à l’apprentissage des techniques de base de la peinture et à la copie de quelques œuvres de grands maîtres exposées au musée du Louvre, notamment : l’Autoportrait du Tintoret, le Jupiter et Antiope attribué au Titien ou Hélène Fourment et ses enfants, œuvre de Pierre Paul Rubens. Il rend également visite à Delacroix auquel il demande la permission de copier La Barque de Dante, alors exposée au musée du Luxembourg. Mais ce sont surtout ses voyages en Hollande, en Italie, en Espagne, où il visite des musées, qui vont compléter sa formation et nourrir son inspiration.

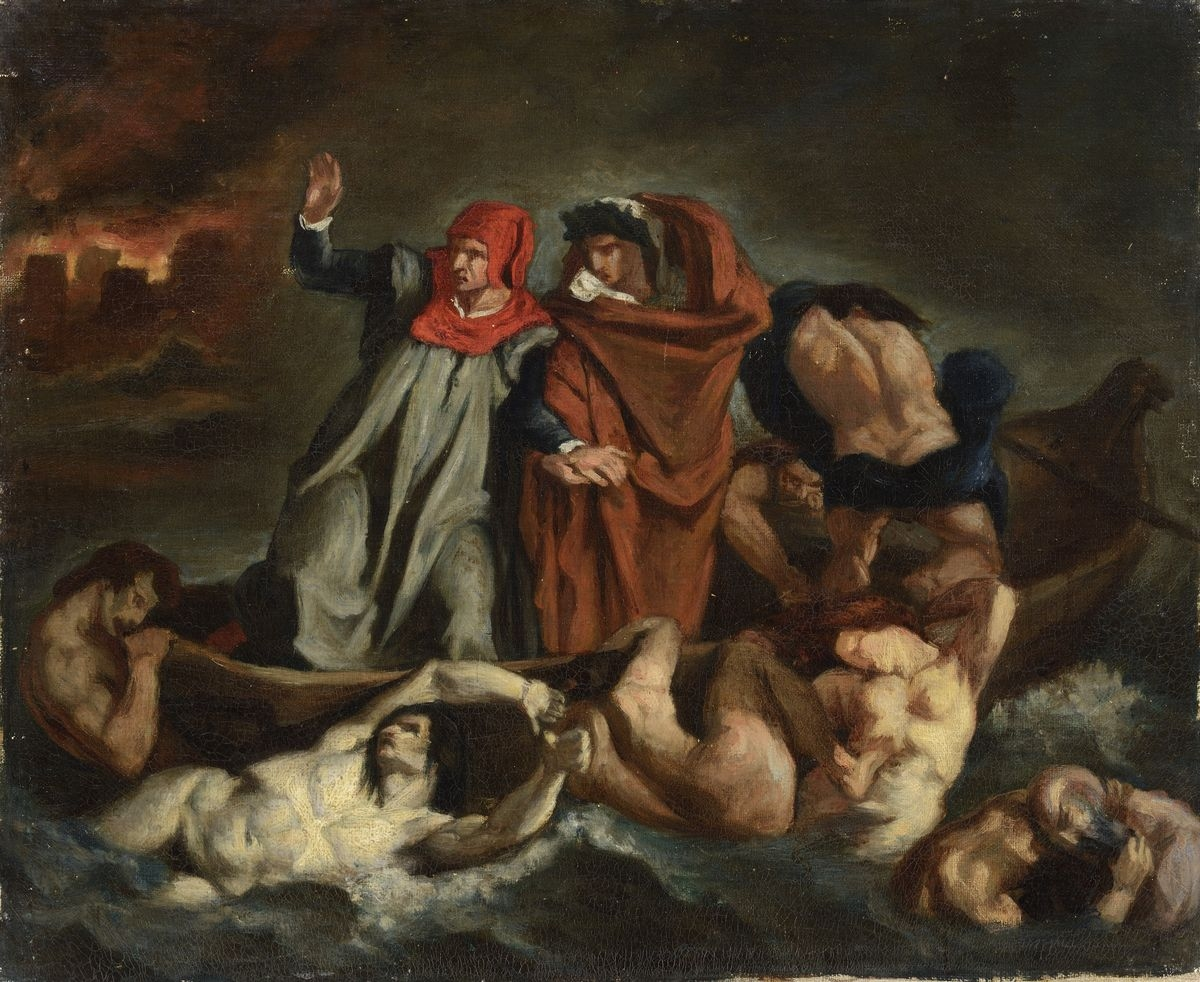
Copie d'après La Barque de Dante de Delacroix, entre 1854 et 1858, musée des beaux-arts de Lyon.
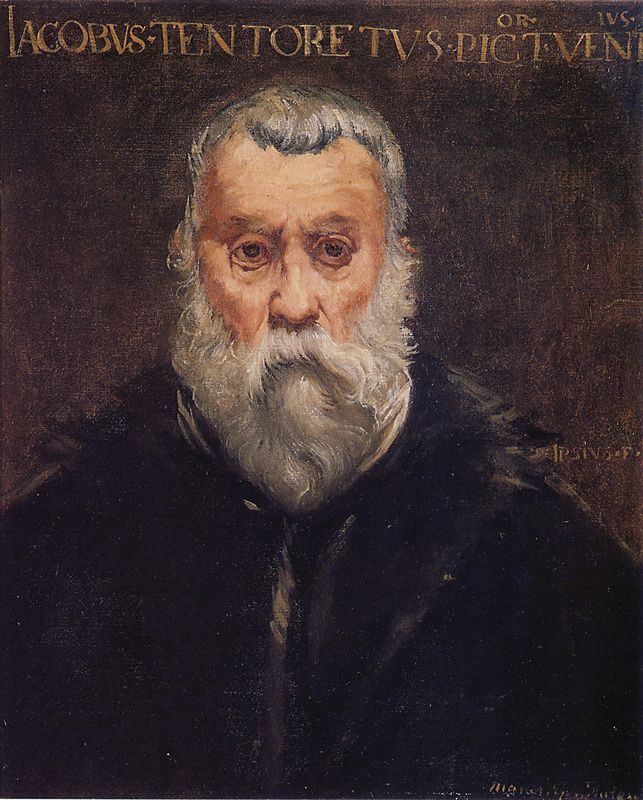
Portrait du Tintoret par lui-même, d'après le tableau du Louvre, 1854 (61 × 51 cm), musée des beaux-arts de Dijon.
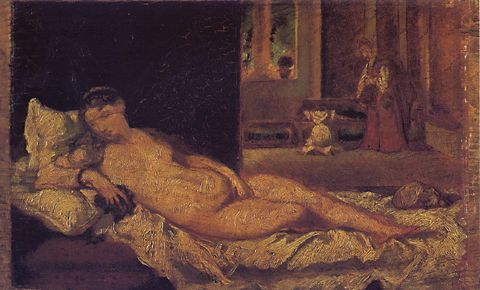
Vénus d'Urbin, copie d'après le tableau de la galerie des Offices de Florence, 1856 (24 × 37 cm), collection particulière.

Manet complète sa formation par une série de voyages à travers l’Europe : le Rijksmuseum d’Amsterdam garde la trace de sa venue en juillet 1852. Il séjourne deux fois en Italie : en 1853, en compagnie de son frère Eugène et du futur ministre Émile Ollivier, le séjour lui offre l'occasion de copier la célèbre Vénus d'Urbin du Titien, à la galerie des Offices de Florence et à La Haye, il copie La Leçon d'anatomie de Rembrandt. Manet y copie les maîtres, rapportant une copie de la Vénus d'Urbin d'après Le Titien et de Tête de jeune homme de Fra Filippo Lippi faites au musée des Offices. Cette même année 1853, il part ensuite pour Rome. Au cours du second voyage en Italie, en 1857, Manet revient dans la cité des Médicis pour y croquer des fresques d’Andrea del Sarto au cloître de l’Annunziata. Outre les Pays-Bas et l’Italie, l’artiste visite en 1853 l’Allemagne et l’Europe centrale, en particulier les musées de Prague, Vienne, Munich ou Dresde.
L’indépendance d’esprit de Manet et son obstination à choisir des sujets simples déroute Couture qui pourtant, demande son opinion à son élève sur l'un de ses propres tableaux : Portrait de Mlle Poinsot. Manet s'inspire des portraits de Couture : tableaux aux visages éclairés, peinture énergique dans laquelle pointent déjà des éléments de la vie moderne (costume noir, accessoires de la mode). Manet vient de terminer en 1859 Le Buveur d'absinthe que Couture ne comprend pas ; les deux hommes se brouillent. Dès ses premiers jours à l'atelier, Manet disait déjà : « Je ne sais pas pourquoi je suis ici; quand j'arrive à l'atelier, il me semble que j'entre dans une tombe ». En réalité, Manet supportait mal l'enseignement de Couture. Antonin Proust, qui fut son camarade d'atelier, rapporte dans ses souvenirs : « Manet avait invariablement le lundi, jour où on donnait la pose pour toute la semaine, des démêlés avec les modèles du professeur [...] qui prenaient des attitudes outrées.-Vous ne pouvez donc pas être naturels s'écriait Manet ». Manet quitte l’atelier Couture en 1856 pour emménager dans son propre local, rue Lavoisier, avec son ami, Albert de Balleroy.
C'est dans cet atelier qu'il peint, en 1859, le portrait intitulé L'Enfant aux cerises. L'enfant était alors âgé de 15 ans lorsque Manet l'avait engagé pour laver ses brosses. Il a été retrouvé pendu dans l'atelier de Manet qui l'avait réprimandé et menacé de le renvoyer à ses parents. Le peintre, impressionné par ce suicide, s'installe en 1860 dans un autre local rue de la Victoire où il ne reste pas, puis il déménage encore rue de Douai. Cette année-là, il fait la connaissance de Baudelaire L'épisode dramatique de L'Enfant aux cerises inspirera plus tard à Charles Baudelaire un poème : La Corde, qu'il dédie à Édouard Manet.
Manet n'a pas choisi l'atelier de Couture par hasard. En 1850, il se donnait les moyens d'entrer dans la carrière par la grande porte. Couture était alors une personnalité importante, prisé par les amateurs, soutenu par les pouvoirs publics, il avait atteint des prix très élevés dès la fin 1840. La « leçon de Couture » est bien plus importante que l'on a voulu l'admettre. Le long apprentissage de six ans a été de grande portée. « Le peintre de mœurs et le peintre politique au réalisme contrôlé, l'ont autant retenu que le goût de Couture pour les figures de la commedia dell'arte et le pittoresque bohémien. » Stéphane Guégan note que le premier grand succès de Couture au Salon de 1844 L'Amour de l'or (musée des Augustins, Toulouse) est fondé sur la partie gauche du Jugement de Pâris par Marcantonio Raimondi, tandis que Le déjeuner sur l'herbe de Manet, s'approprie le côté droit de la même œuvre de Raimondi. Et à l'évidence, Couture fut l'une des voies qui menaient au Vieux Musicien.

## Les débuts du peintre

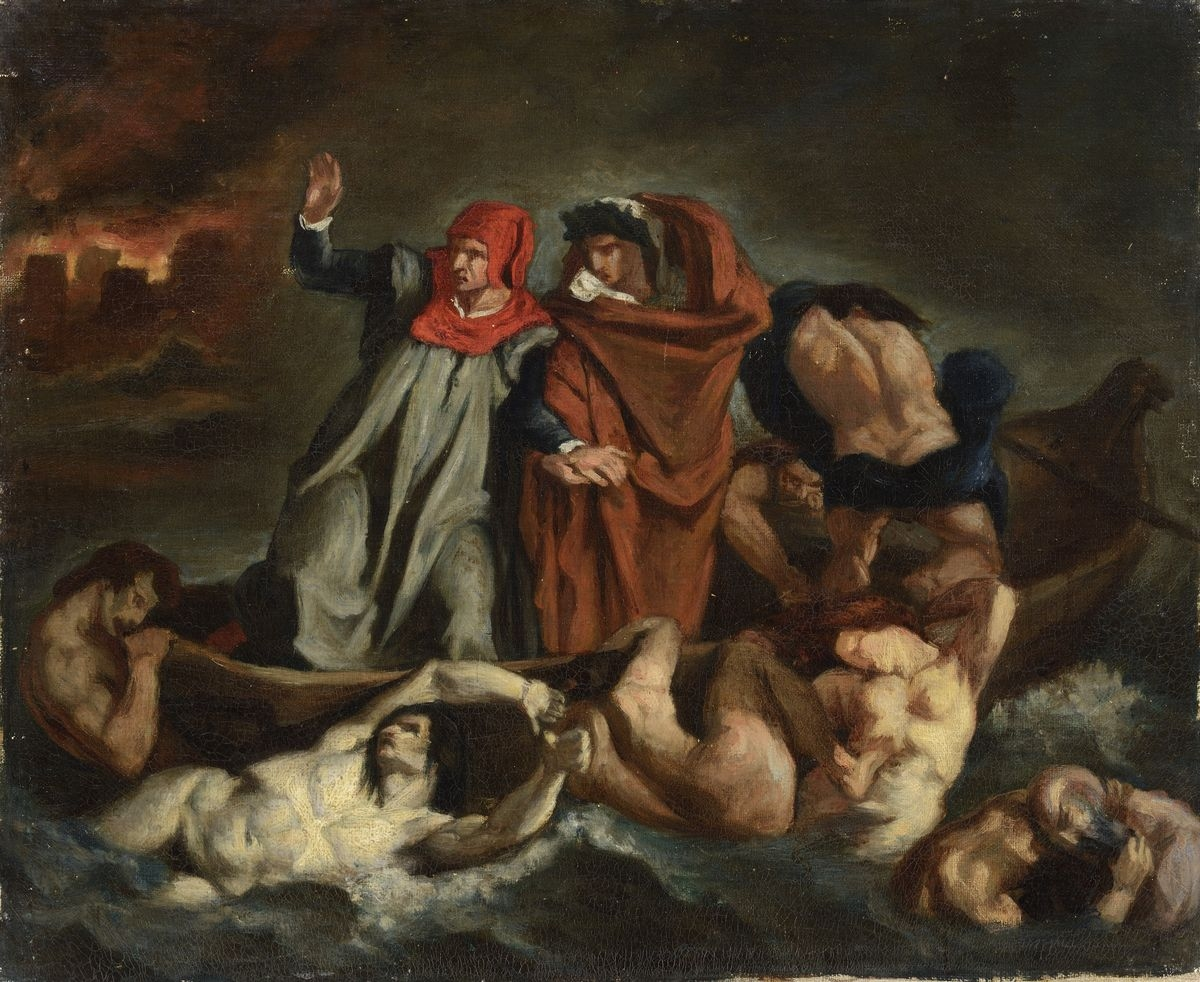
La Barque de Dante d'après Delacroix, 1854, par Manet.

Manet était grand admirateur d'Achille Devéria. Lors de sa visite en compagnie d'Auguste Raffet et de Devéria au musée du Luxembourg, il s'est écrié, en voyant La Naissance d'Henri IV par Devéria : « C'est très beau tout cela, mais il y a au Luxembourg une maîtresse toile, c'est La Barque de Dante. Si nous allions voir Delacroix, nous prendrions pour prétexte de notre visite pour lui demander l'autorisation de faire une copie de sa Barque. »
Henry Murger prétendait que Delacroix était froid. En sortant de son atelier Manet dit à Proust « Ce n'est pas Delacroix qui est froid: c'est sa doctrine qui est glaciale. Malgré tout, copions la Barque. C'est un morceau. » La Barque de Dante d'après Delacroix est la seule faite par Manet du vivant d'un artiste. Elle est conservée au musée des Beaux-Arts de Lyon. Une deuxième copie, de taille légèrement différente, se trouve au Metropolitan Museum de New York, plus libre et plus colorée. Elle était restée dans l'atelier de Manet à sa mort.
Elle était précédée de Scène d'atelier espagnol. dont beaucoup d'éléments ont été repris de Les Petits cavaliers espagnols de Vélasquez, copiés par Manet et gravés plus tard sous le titre Les Petits cavaliers (gravure), eau-forte et pointe sèche 1862, dont une version est conservée au musée Goya de Castres. La période hispanique a commencé pratiquement dès les débuts du peintre. Toutes les œuvres de cette époque n'ont pas été retrouvées, excepté ses premiers Cavaliers espagnols, 45 × 26 cm, conservé au musée des Beaux-Arts de Lyon.

### Période hispanique

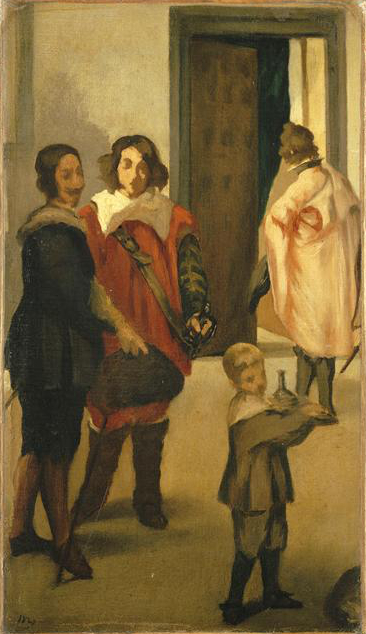
Cavaliers espagnols 1859, Musée des Beaux-Arts de Lyon
Le Vieux Musicien, 1862 National Gallery of Art Washington.
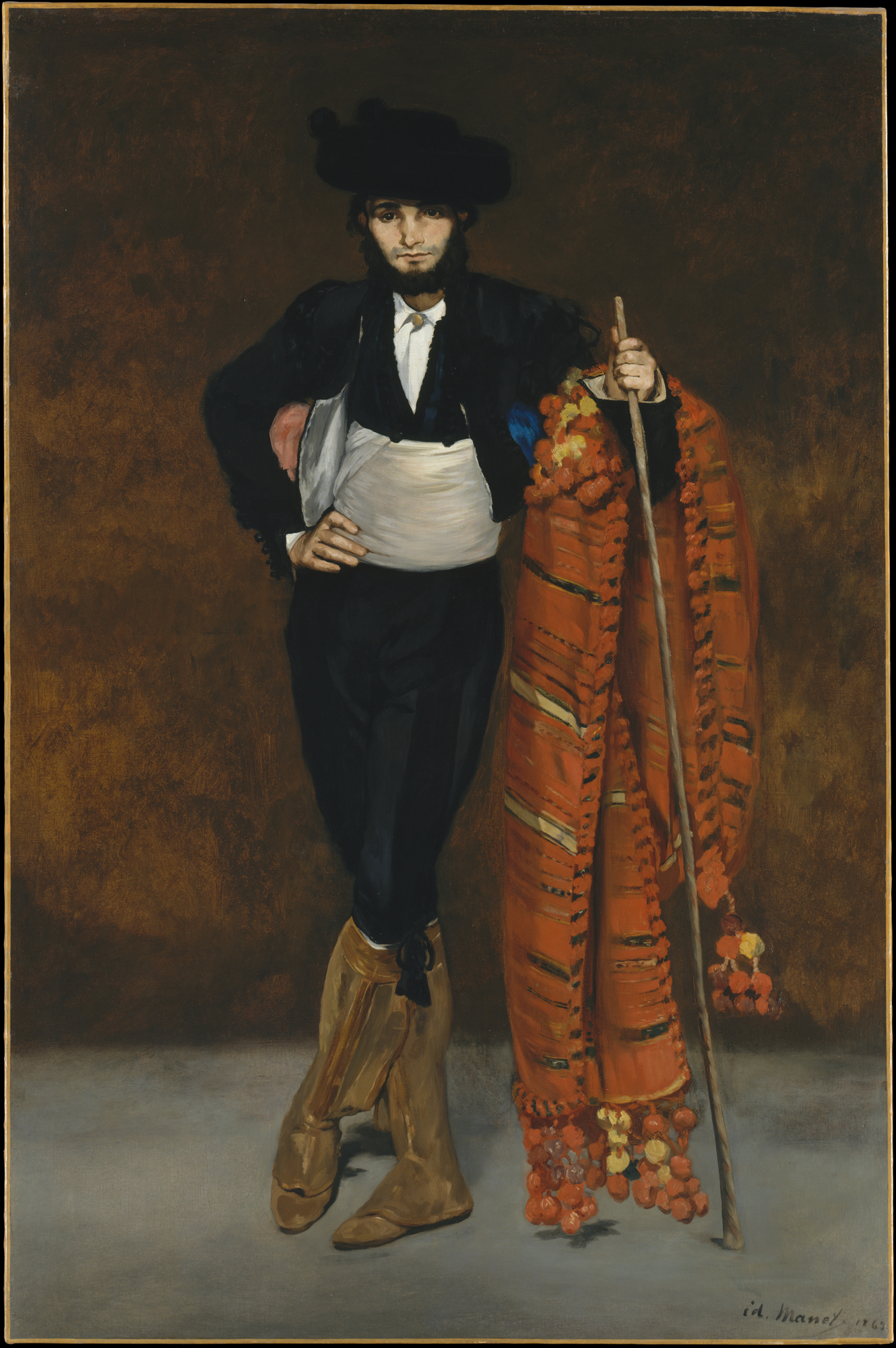
Jeune Homme en costume de majo, 1863, 188 × 125 cm), NY, Metropolitan Museum of Art.
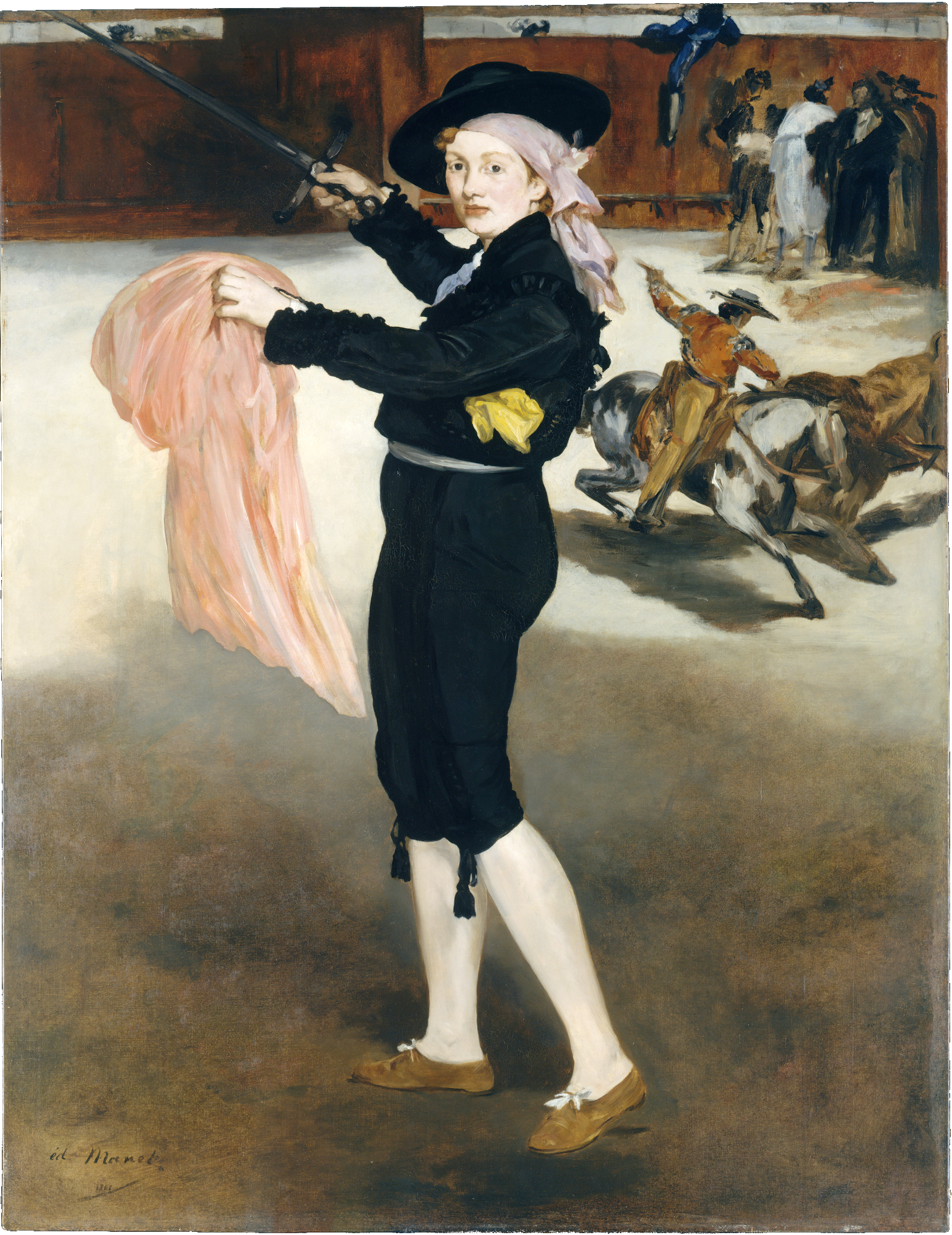
Mlle V. en costume d'espada, 1862, (165,1 × 127,6 cm), NY, Metropolitan Museum of Art.
Portrait de Théodore Duret 1868, (43 × 35 cm), musée du Petit Palais Paris.

Le Vieux Musicien s'impose comme l'œuvre la plus monumentale et la plus complexe des débuts de Manet. Des analyses successives ont permis de décrypter les sources composites qui forment la trame visuelle de l'œuvre. Une succession de références picturales se retrouvent dans le rassemblement de bohémiens : figure misérabiliste empruntée à Henri Guillaume Schlesinger, références à Le Nain, Watteau : Manet puise sans limites pour inventer son réalisme.
Les deux premiers tableaux à thème espagnol, Jeune Homme en costume de majo et Mlle V. en costume d'espada, qui sont présentés au Salon des refusés de 1863 avec Le Déjeuner sur l'herbe, déroutent les critiques et suscitent de vives attaques malgré le soutien d'Émile Zola qui voit là « une œuvre d'une vigueur rare et d'une extrême puissance de ton (...) Selon moi, le peintre y a été plus coloriste qu'il n'a coutume de l'être. Les taches sont grasses et énergiques et elles s'enlèvent sur le fond avec toutes les brusqueries de la nature. »
Le Jeune Homme en costume de majo est le jeune frère de Manet, Gustave. Mlle V. en costume d'espada, est un portrait du modèle préféré de Manet, Victorine Meurent travestie en homme, l'année même où la jeune fille a commencé à poser pour le peintre. Sur cette toile, Victorine est censée participer en tant qu’espada à une tauromachie. Tout est mis en œuvre cependant pour montrer que le tableau est une construction artificielle : Victorine, du fait de la menace représentée par le taureau, ne devrait normalement pas fixer le spectateur avec autant d'insistance. L'ensemble de la scène est tout simplement un prétexte visant à représenter la modèle dans des habits masculins. Ce qui est conçu comme une provocation par Émile Zola lors de son exposition avec Jeune Homme en costume de majo, et Le Déjeuner sur l'herbe
« Les trois tableaux de Monsieur Manet ont un peu l'air d'une provocation au public qui s'offusque de la couleur trop éclatante. Au milieu, une scène de Bain, à gauche, un Majo espagnol,; à droite une demoiselle de Paris en costume espada agitant son manteau pourpre dans le cirque d'un combat de taureaux. M. Manet adore l'Espagne, et son maître d'affection paraît être Goya, dont il imite les tons vifs et heurté, la touche libre et fougueuse. Il y a des étoffes étonnantes dans ces deux figures espagnoles : le costume noir du majo et le lourd burnous écarlate qu'il porte sur son bras, les bas de soie rose de la jeune parisienne déguisée en espada; mais sous ces brillants costumes, manque un peu la personne elle-même, les têtes devraient être peintes autrement que les draperies, avec plus d'accent et de profondeur. »
Charles F. Suckey relève que « les contradictions du tableau et [souligne] les détails absurdes, caractéristiques de nombreuses toiles [de Manet], attirent l'attention sur le fait que l'art est avant tout un assemblage de modèles et de costumes. Mlle Victorine Meurant en costume d'espada en est un exemple : un modèle féminin posant en toréador est ridicule en termes de réalisme. »
Mais Mlle Meurent n'est pas la seule femme travestie en costume d'homme. La même année, Manet a peint une Jeune femme couchée en costume espagnol, (New Haven, Yale University Art Gallery) dont le modèle serait la maîtresse de Nadar, ou celle de Baudelaire, mais dont on ne connaît pas l'identité exacte. Elle est également vêtue d'un costume espagnol d'homme, ce qui correspond aux codes érotiques de l'époque où le costume masculin était d'usage constant dans la galanterie. Félix Bracquemond en a gravé une eau-forte en 1863 en inversant le sujet. Manet a également produit une aquarelle du même tableau.
Manet ne visita l'Espagne qu'en 1865, il ne s'est peut-être familiarisé avec les coutumes de Madrid et les détails de la corrida qu'à travers le Voyage en Espagne de Théophile Gautier, ou les détails de la corrida donnés par Prosper Mérimée. Il avait en outre, dans son atelier, une collection de costumes qu'il utilisait comme accessoires et qui lui étaient fournis par un marchand espagnol du passage Jouffroy. Comme le remarque Beatrice Farwell, on retrouve le costume de Mlle V dans d'autres tableaux de Manet : le Chanteur espagnol et le Jeune Homme en costume de majo.
La période hispanique de Manet ne s'arrête pas seulement à des personnages en costume espagnol. On trouve des traces d'inspiration soit de Goya, soit de Velázquez, (selon les critiques), dans le Portrait de Théodore Duret. Il a rencontré Duret à Madrid en 1865, dans un restaurant. « l'hispanisme de ce tableau saute aux yeux et évoque plus Goya que Velázquez. C'est dans l'ouvrage de Charles Blanc qu'il a pu trouver une inspiration possible avec la reproduction du Le Jeune homme en Gris d'après Goya, dont on retrouve la position inversé et même la canne. Manet a évidemment fait une allusion délibérée [...] pour rappeler à Théodore Duret la peinture qu'ils virent ensemble à Madrid. » Georges Mauner y voit même une allusion à Manuel la Peña, marquis de Bondad portrait peint par Goya en 1799.

#### L'influence de Velázquez

Le Buveur d'absinthe, 1858-1859 (180,5 × 105,6 cm), Copenhague, Ny Carlsberg Glyptotek.
Lola de Valence, 1862 (123 × 92 cm), Paris, musée d'Orsay.
Le Chanteur espagnol, 1860 (147,3 × 114,3 cm), New York, Metropolitan Museum of Art.

Après quelques années employées à copier de grands tableaux, c’est au Salon de 1859 que Manet se décide à dévoiler officiellement sa première œuvre, intitulée Le Buveur d'absinthe. La toile, de facture réaliste, dénote l’influence de Gustave Courbet, mais constitue surtout un hommage à celui que Manet a toujours considéré comme « le peintre des peintres », Diego Vélasquez : « j'ai, dit-il essayé de faire un type de Paris en mettant dans l'exécution la naïveté du métier que j'ai trouvée chez Vélasquez. »
Cependant, Le Buveur d'absinthe si peu académique est refusé au Salon de 1859. Le jury ne comprend pas cette œuvre qui illustre d'une certaine manière le Vin des chiffonniers de Baudelaire « buvant et se cognant au mur comme un poète.» De même Thomas Couture considère que le seul buveur d'absinthe est ici le peintre. Manet apprend ce refus en présence de Baudelaire, de Delacroix et d'Antonin Proust, croyant que c'est Thomas Couture qui en est responsable « Ah! il m'a fait refuser! Ce qu'il a dû en dire devant les bonzes de son acabit (...). »
Le jeune artiste bénéficie pourtant de plusieurs soutiens remarqués, avec notamment Eugène Delacroix, qui assure sa défense auprès du jury, et surtout Charles Baudelaire, qui venait de faire sa connaissance et s’employait à le faire connaître dans la société parisienne.
Manet, à ce moment-là, est fasciné par l’art espagnol et d'abord par Vélasquez, qu’il associe au réalisme, par opposition à l’art italianisant des Académiques. Déjà bien avant son premier voyage en Espagne en 1865, Manet consacre plusieurs toiles à ce qu’il désigne lui-même comme des « sujets espagnols » : danseuse Lola de Valence, et le guitarero du Chanteur espagnol.
Le Chanteur espagnol lui vaut son premier succès. Il est accepté au Salon de Paris en 1861 avec le portrait de ses parents. Les critiques Jean Laran et Georges Le Bas rapportent qu'il fit l'admiration d'Eugène Delacroix et de Ingres et que ce fut sans doute grâce à l'intervention de Delacroix que le tableau obtint la mention « honorable » Il plaît aussi à Baudelaire et à Théophile Gautier qui déclare dans Le Moniteur universel du 3 juillet 1861 : « Il y a beaucoup de talent dans cette figure de grandeur naturelle peinte en pleine pâte, d'une brosse vaillante et d'une couleur très vraie. »
Les diverses influences pour ce tableau ont fait l'objet de discussions nombreuses. Selon Antonin Proust, Manet aurait déclaré lui-même :« En peignant cette figure, je pensais aux maîtres de Madrid, et aussi à Hals. » Les historiens d'art ont également évoqué l'influence de Goya (en particulier de l'eau forte : Le Chanteur aveugle), Murillo, Diego Vélasquez ainsi que celle de Gustave Courbet dans sa tendance réaliste.
Le tableau fut également admiré par un groupe de jeunes artistes : Alphonse Legros, Henri Fantin-Latour, Edgar Degas et d'autres. Cette rencontre avec les jeunes peintres fut décisive, car elle désigna Manet comme le chef de file de l'avant-garde.

#### L'influence de Goya et la tauromachie

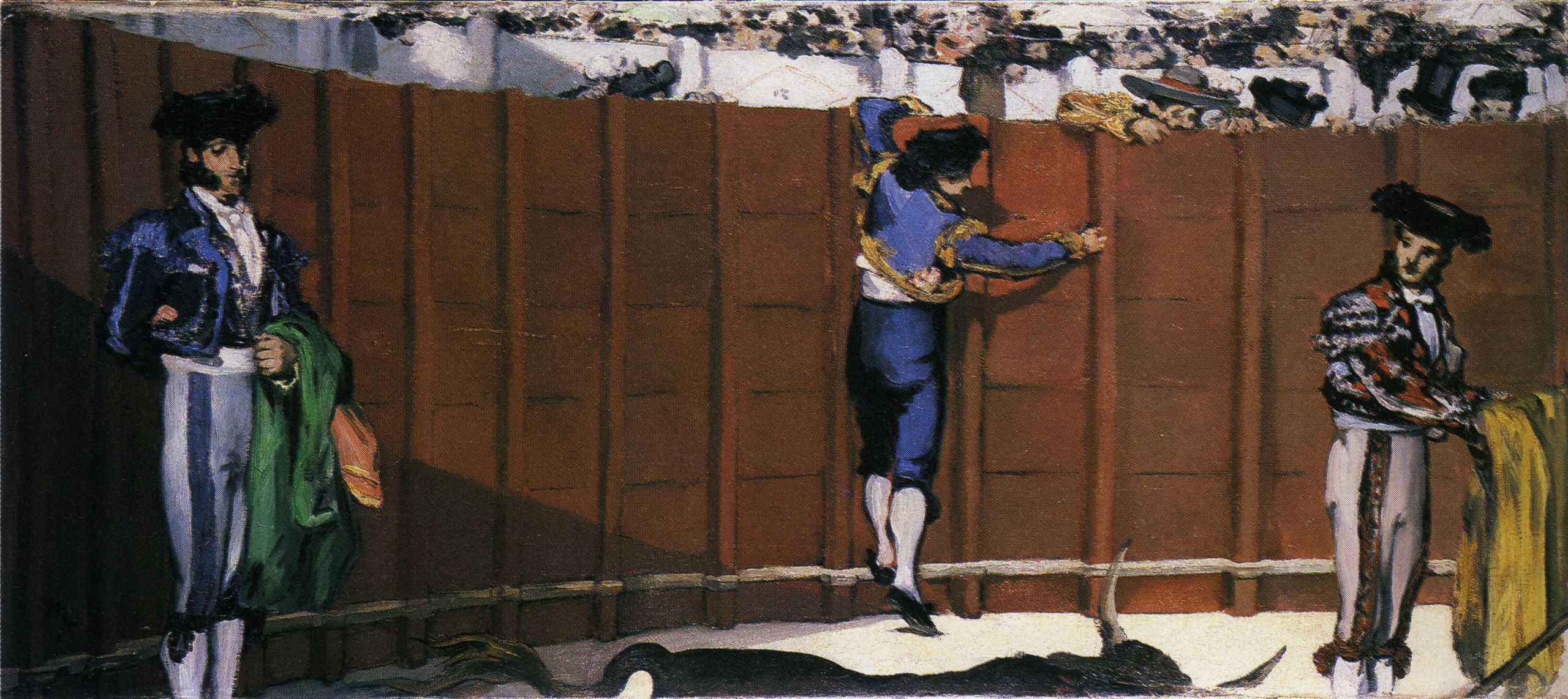
La Corrida, (48 × 108 cm), New York, Frick Collection.
Combat de taureau, 1865-1865 (90 × 110 cm), Paris, musée d'Orsay.
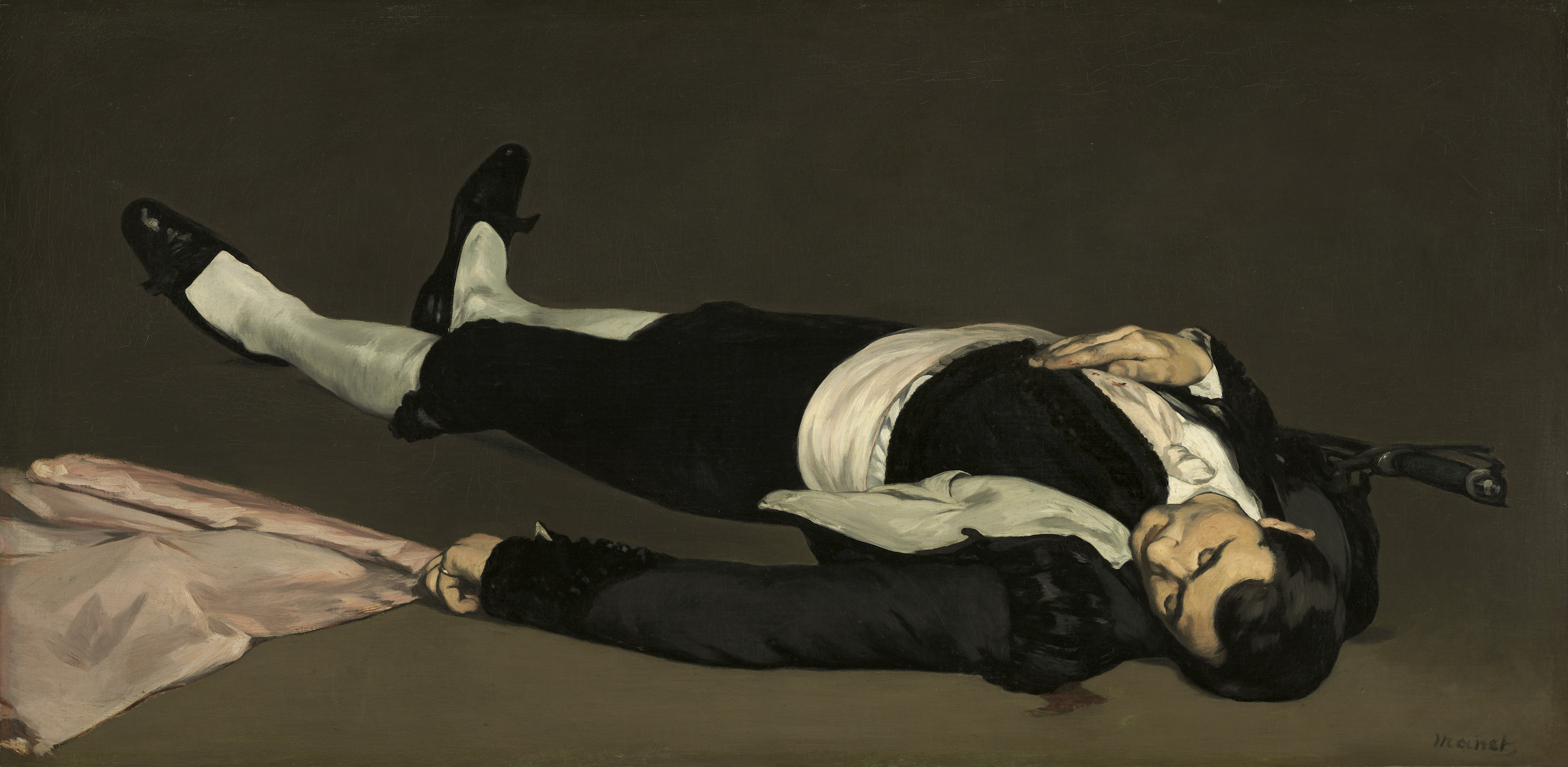
L'Homme mort, 1864-1865 (75,9 × 153,3 cm), Washington, National Gallery of Art.

Une des toiles de Manet les plus connues, traitant de tauromachie, est son Homme mort, daté de 1864.
L’œuvre, à l’origine, n’est en fait qu’une partie d’une composition plus vaste destinée au Salon de la même année, et intitulée Épisode d’une course de taureaux : le peintre, mécontent des critiques acerbes de Théophile Thoré-Burger et des caricatures que Bertall en a fait dans « Le Journal amusant », découpe l'Épisode en deux parties qui formeront deux toiles autonomes : L'Homme mort et La Corrida conservée à la Frick Collection à New York.
Manet découpe La Corrida de façon à garder trois toreros à la barrière (le premier titre choisi pour cette œuvre était d'ailleurs Toreros en action), mais s'il voulait garder les hommes en pied, il fallait qu'il coupe pratiquement tout le taureau. L'artiste décida plutôt de couper les pieds du torero de gauche et de rogner sur la foule dans les gradins.
Lorsque Manet a réalisé Épisode d’une course de taureaux, il n'était encore jamais allé en Espagne. C'est à la suite de ce voyage qu'il exprime son admiration pour la corrida dans une lettre adressée à Baudelaire le 14 septembre 1865 : « Un des plus beaux, des plus curieux, et des plus terribles spectacles que l'on puisse voir, c'est une course de taureaux. J'espère, à mon retour, mettre sur la toile l'aspect brillant, papillotant et en même temps dramatique de la corrida à laquelle j'ai assisté. » C'est sur ce même thème, qu'il a réalisé plusieurs grands formats : Le Matador saluant que Louisine Havemeyer acheta à Théodore Duret, et Combat de taureau actuellement conservé au musée d'Orsay à Paris. Étienne Moreau-Nélaton et Adolphe Tabarant, s'accordent à dire que le frère de Manet, Eugène, a servi de modèle pour le personnage du matador saluant, et qu'il s'agit bien d'un torero applaudi par la foule après la mort du taureau.
Manet commence le Combat de taureau, à son retour de voyage en Espagne, en 1865. Dans son atelier de Paris, rue Guyot (aujourd'hui rue Médéric), il est possible qu'il ait utilisé à la fois des croquis faits sur place en Espagne (croquis que l'on n'a pas retrouvés à l'exception d'une aquarelle), mais aussi des gravures de La tauromaquia de Francisco de Goya qu'il possédait. Manet vouait une grande admiration au peintre espagnol qui l'a encore influencé sur d'autres sujets que la tauromachie notamment pour L'Exécution de Maximilien.

### Peinture religieuse

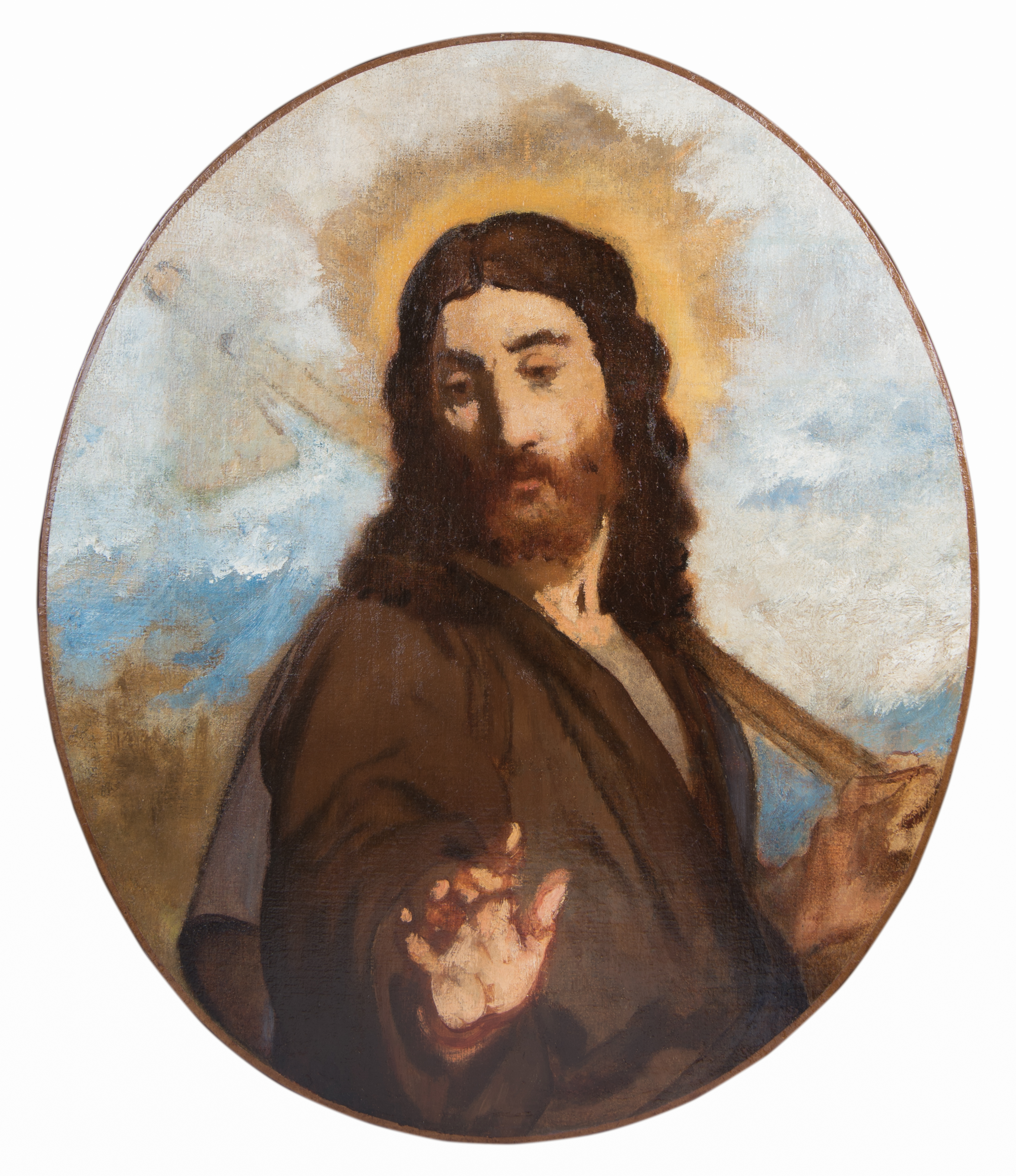
Le Christ Jardinier, vers 1858-1859.
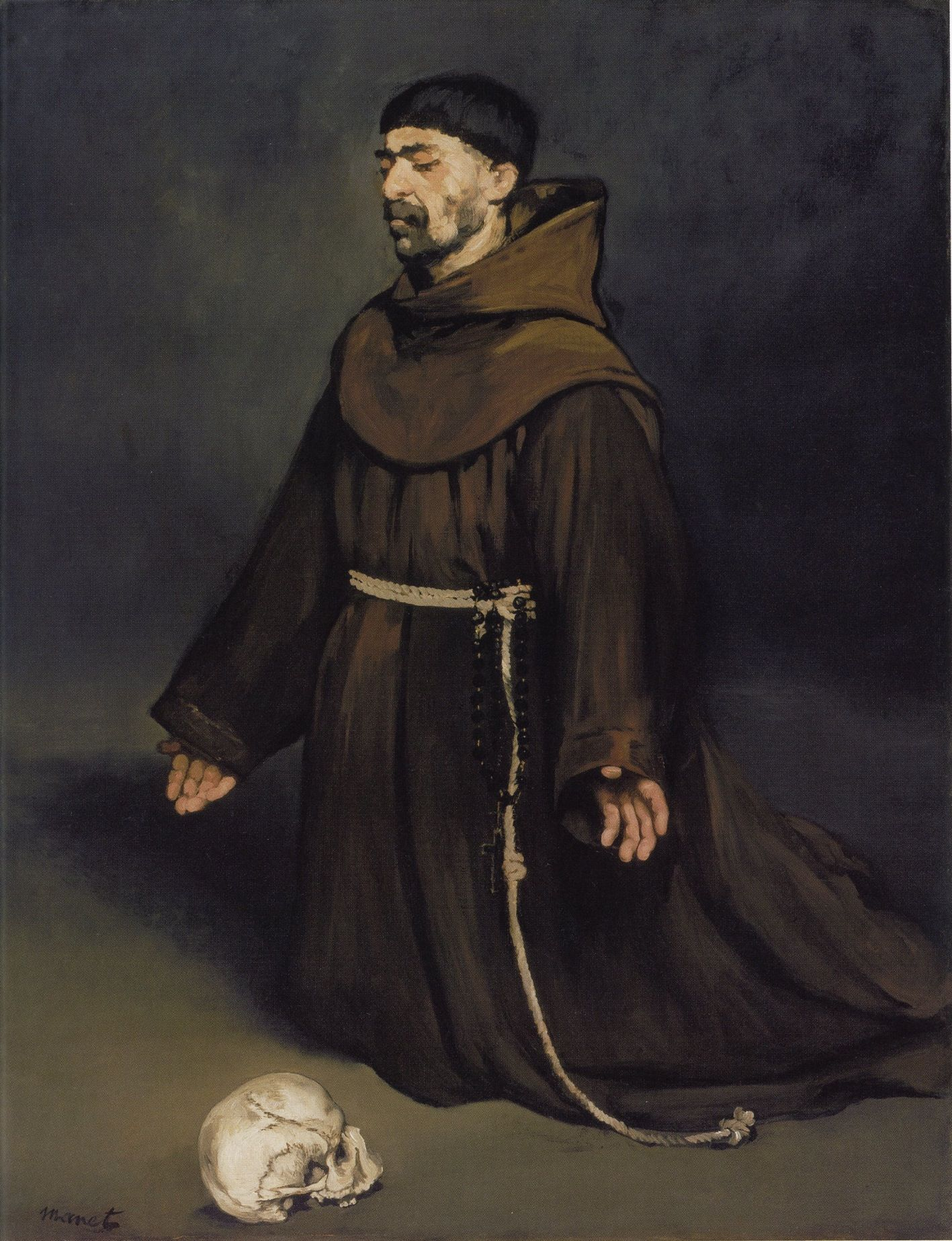
Un Moine en prière (1864-1865), Boston, musée des beaux-arts.
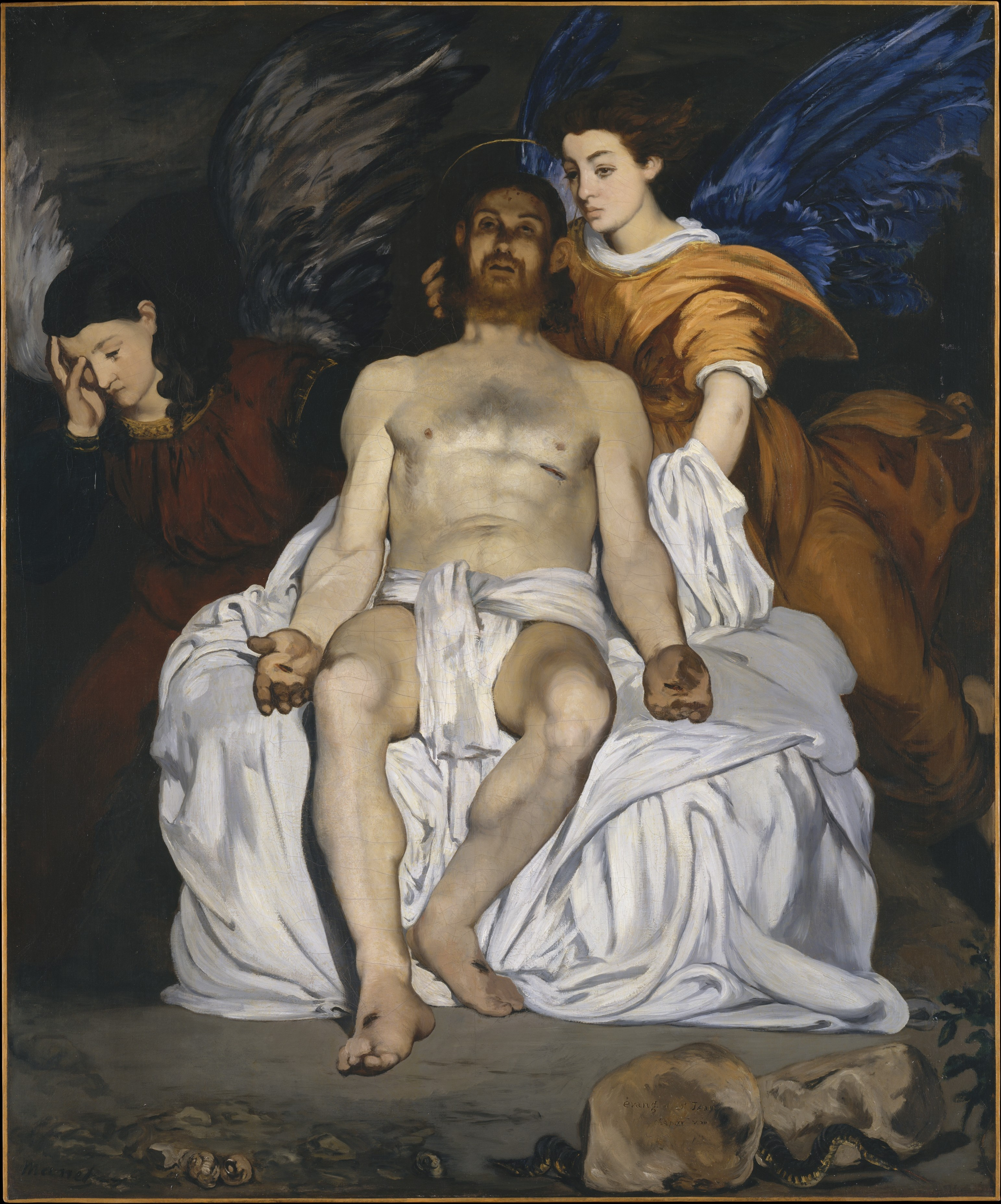
Le Christ mort et les anges (1864), New York, Metropolitan Museum of Art.
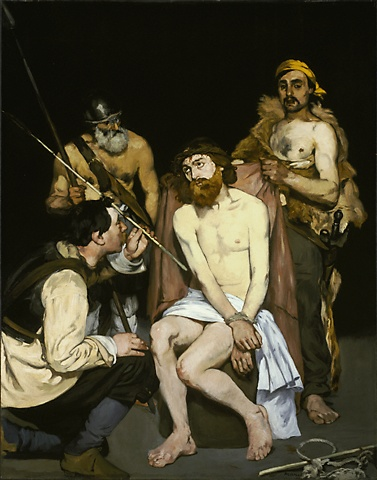
Jésus insulté par les soldats, vers 1864-1865, Art Institute of Chicago.

Manet à l'opposé de l'art saint-sulpicien, s'inscrit dans la lignée des maîtres italiens comme Fra Angelico, ou hispaniques comme Zurbaran, pour traiter avec réalisme les corps dans ses tableaux religieux, qu'il s'agisse du corps supplicié assis au bord du tombeau du Christ soutenu par les anges (1864, New York, Metropopolitan Museum of Art) reprenant la composition classique de l'iconographie chrétienne du Christ aux plaies comme celle du Christ mort soutenu par deux anges ou d'un « homme de chair et d’os, de peau et de barbe, et pas un pur et saint esprit en robe de bure » dans Un moine en prière(vers 1864). Il expose également au Salon de 1865 un Jésus insulté par les soldats.
Ces œuvres lui valurent des quolibets de Gustave Courbet ou de Théophile Gautier mais elles furent saluées par Émile Zola : « Je retrouve là Édouard Manet tout entier, avec les partis-pris de son œil et les audaces de sa main. On a dit que ce Christ n’était pas un Christ, et j’avoue que cela peut être ; pour moi, c’est un cadavre peint en pleine lumière, avec franchise et vigueur ; et même j’aime les anges du fond, ces enfants aux grandes ailes bleues qui ont une étrangeté si douce et si élégante. ».
Cette période d’Édouard Manet (autour des années 1864-1865) rejetée par la critique parce que non conforme à l'image d'un Manet laïque et rebelle, a été mise en relief dans une salle de l'exposition du musée d'Orsay (5 avril-17 juillet 2011). « La composante religieuse de l'art de Manet a autant révolté ses ennemis qu'embarrassé ses amis. » En 1884, lors de l'exposition posthume à l'école des beaux-arts en hommage à Manet, premier des modernes, Antonin Proust écarta les deux grands christs Jésus insulté et le Christ mort. L'ancien ministre Gambetta fit une exception pour Un moine en prière, en raison de son ostentation confessionnelle moins marquée. « L'image d'un Manet résolument laïque, aussi rebelle aux poncifs esthétiques qu'aux superstitions de l'église s'est ensuite transmise à l'histoire de l'art, gardienne du temple, notamment en son versant moderne. Pouvait-on admettre au XXe siècle que le peintre d'Olympia ait tâté de la Bible au milieu des années 1860, alors qu'agissait à Rome Pie IX, un des papes les plus répressifs de l'histoire de la chrétienté? Une telle position, entre amnésie confortable et cécité volontaire ignore superbement la complexité d'un peintre étranger à nos clivages, esthétiques, comme idéologiques. » Manet, comme Baudelaire, a pourtant manifesté un attachement, Bien que peu orthodoxe, au Dieu des Écritures. Il avait déjà regroupé ses grands tableaux religieux lors d'une exposition particulière en 1867 place de l'Alma. Une sélection qui signifiait son refus de la « spécialité, » fléau dont Gautier et Baudelaire ne cessaient de dénoncer les ravages.
Les tableaux religieux de Manet réalisés pendant sa période hispanique, étaient bien davantage liés à la culture italienne. De ses séjours, en 1853 et 1857, Manet avait ramené des copies de Raphaël, d'Andrea del Sarto, Benozzo Gozzoli, Fra Angelico en premier lieu. Ses nombreuses sanguines pour le moine et le Christ jardinier et les gravures pour le Christ aux anges et Jésus insulté en sont la preuve la plus marquante. Plus précisément, l'inspiration italienne se retrouve dès les tout débuts du peintre: Le Moine de profil, 1853-1857, sanguine sur papier vergé, 34,2 × 22 cm, Bibliothèque Nationale de France, Saint-Bernard agenouillé tenant un livre, d'après La Crucifixion de Fra Angelico, Florence, Couvent de San Marco, 1857, crayon noir et mine de plomb 28,8 × 21,2 cm, Musée d'Orsay Paris, Deux religieux agenouillés Saint Jean Galbert et Saint Pierre martyr d'après La Crucifixion de Fra Angelico, Florence, Couvent de San Marco, 1857, crayon noir et mine de plomb 28,8 × 21,2 cm Musée d'Orsay.

## Entrée dans la vie mondaine: gloire et scandales

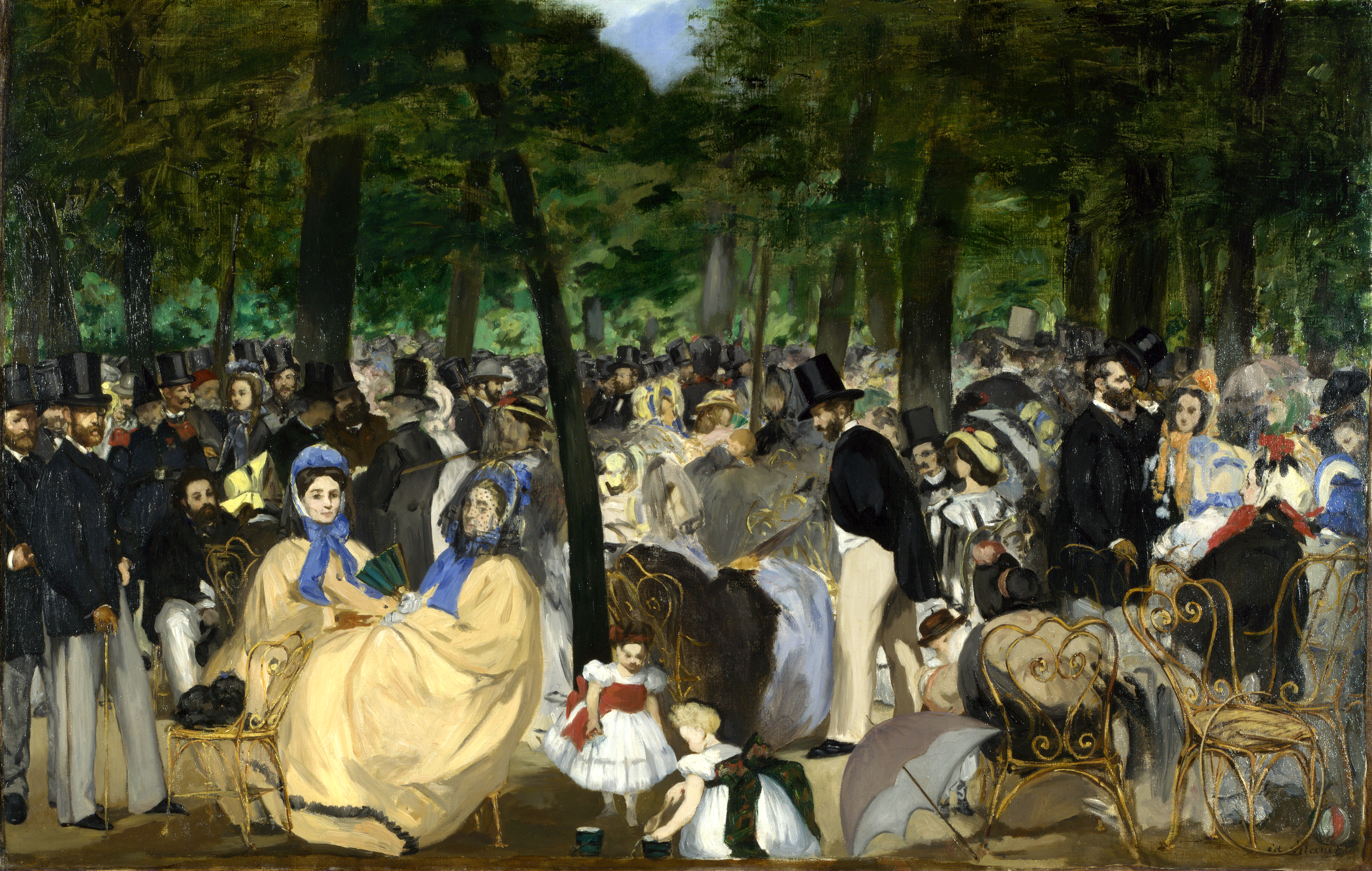
La Musique aux Tuileries, 1862, Londres, National Gallery.

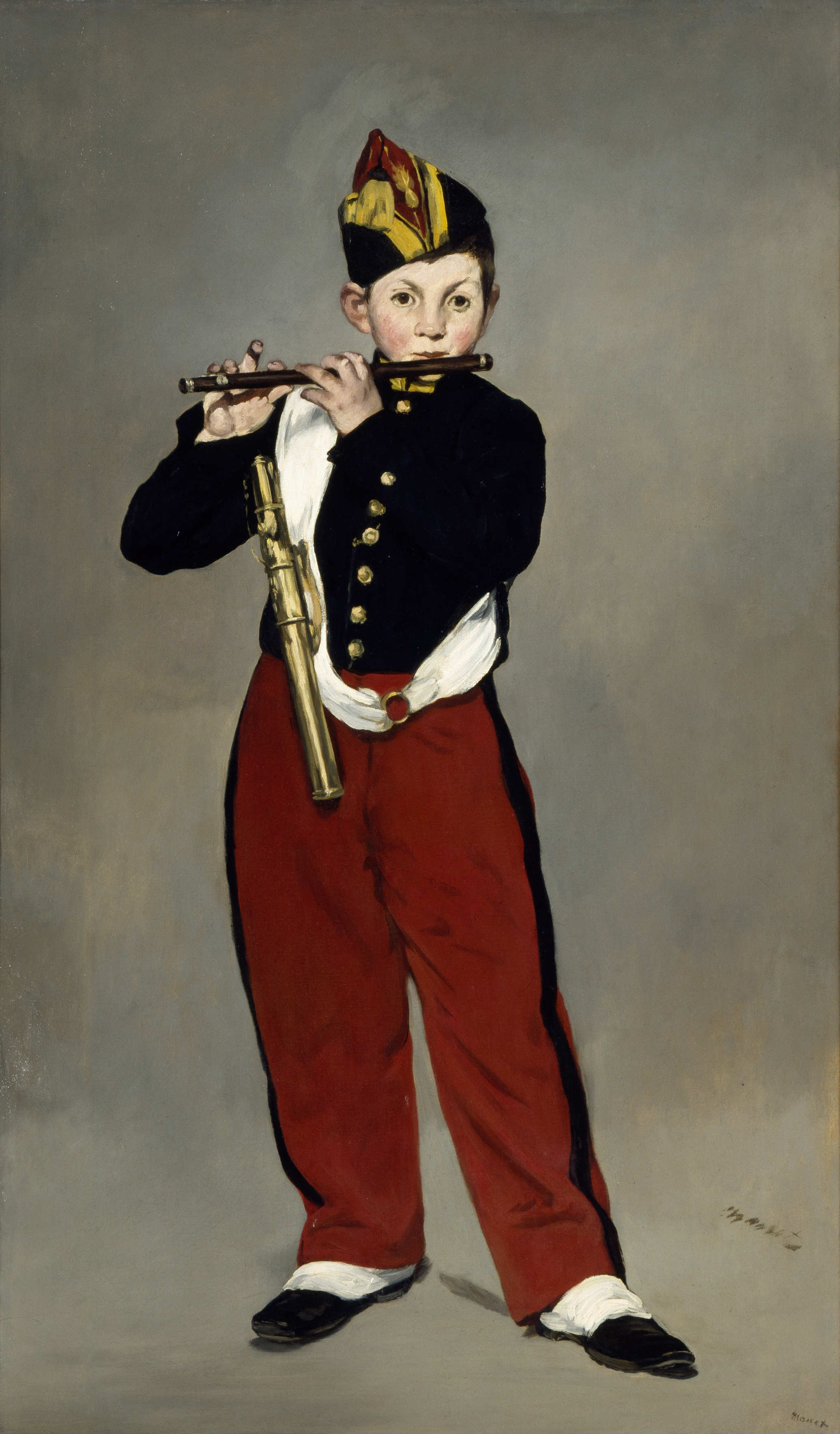
Le Joueur de fifre, 1866, Paris, musée d'Orsay.

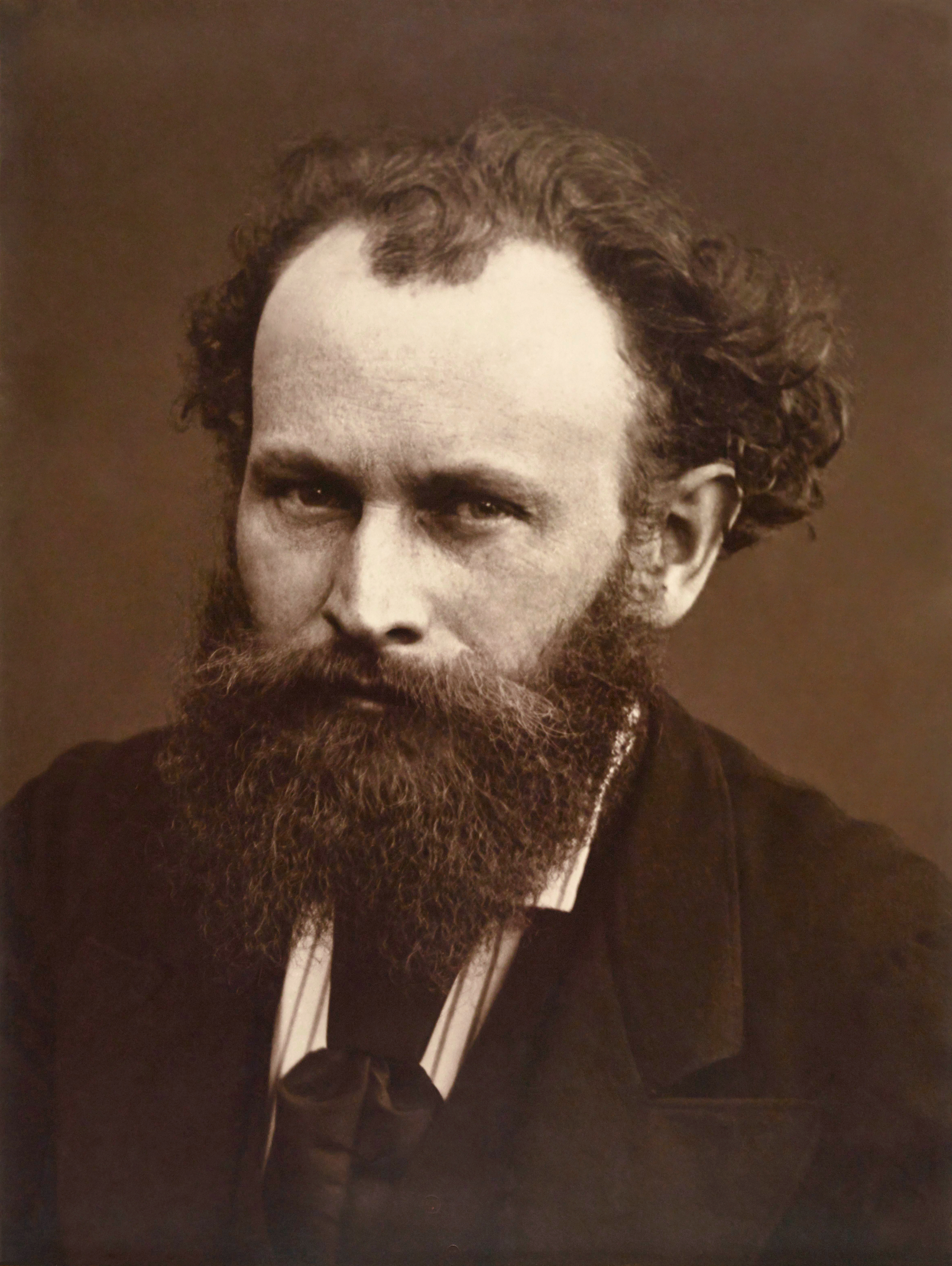
Manet, avant 1870.

### La Musique aux tuileries
Édouard Manet, d'après la description qu'en fait Antonin Proust, était un jeune homme plein d’assurance, volontiers amical et sociable. C’est pourquoi l’époque de ses premiers succès est aussi celle de son entrée remarquée dans les cercles intellectuels et aristocratiques parisiens.
« Il se forma autour de Manet une petite cour. Il allait presque chaque jour aux Tuileries de deux à quatre heures.(…) Baudelaire était là son compagnon habituel. On regardait curieusement ce peintre élégamment vêtu qui disposait sa toile, s'armait de sa palette, et peignait » La description de Proust donne une idée assez juste de Manet qui était bien un des dandys en haut de forme de son tableau, habitués de son atelier, des Tuileries et du café Tortoni de Paris, café élégant du boulevard, où il prenait son déjeuner, avant d'aller aux Tuileries. « Et quand il revenait chez Tortoni de cinq à six heures, c'était à qui le complimenterait sur ses études qu'on se passait de main en main. »
Avec La Musique aux Tuileries (1862) Manet brosse le tableau de l'univers élégant dans lequel il évoluait. Le tableau dépeint un concert donné au jardin des Tuileries et dans lequel le peintre représente des personnes qui lui sont proches.
On distingue, de gauche à droite, un premier groupe de personnages masculins parmi lesquels son ancien compagnon d'atelier Albert de Balleroy, Zacharie Astruc (assis), Charles Baudelaire debout, et derrière Baudelaire, à gauche : Fantin-Latour. Parmi les hommes, Manet a placé son frère Eugène Manet, Théophile Gautier, Champfleury, le baron Taylor, Aurélien Scholl. La première dame habillée en blanc en partant de la gauche est Mme Lejosne, femme du commandant Hippolyte Lejosne chez lequel Manet a fait la connaissance de Baudelaire. Ceux qui fréquentaient Lejosne étaient tous des amis de Manet. À côté de Mme Lejosne, se trouve Mme Offenbach.
Le peintre s’est lui-même représenté sous les traits du personnage barbu le plus à gauche de la composition. À sa droite, assis contre le tronc, on reconnait « celui que Manet appelait le Mozart des Champs Élysées : Gioachino Rossini. »
Le tableau fut jugé sévèrement par Baudelaire qui n'en parla pas en 1863 et il fut vivement attaqué par Paul de Saint-Victor : « Son concert aux Tuileries écorche les yeux comme la musique des foires fait saigner l'oreille. » Hippolyte Babou parle de la « manie de Manet de voir par taches (…) la tache-Baudelaire, la tache-Gautier, la tache-Manet. »
La Musique aux Tuileries est en fait le premier modèle de toutes les peintures impressionnistes et post-impressionnistes qui représentent la vie contemporaine en plein air. Il a inspiré dans les décennies suivantes : Frédéric Bazille, Claude Monet, et Auguste Renoir. Sa postérité sera immense. Toutefois, à cette époque, Manet n'est pas encore le peintre de plein air qu'il deviendra par la suite. L'image de cette élégante société du Second Empire qu'il a groupée sous les arbres est certainement un travail d'atelier. Les personnages qui sont de véritables portraits sont peut-être peints d'après des photographies.
Plus de dix années plus tard, au printemps 1873, Manet réalisera une toile d’une facture similaire à celle de La Musique aux Tuileries, intitulée Bal masqué à l'opéra et où figurent plusieurs de ses connaissances. L’opéra en question, situé rue Le Peletier dans le IXe arrondissement, devait d’ailleurs être réduit en cendres par un incendie la même année. Un autre rendez-vous mondain parisien de l'époque, les courses hippiques de Longchamp, inspirent au peintre un tableau : Les Courses à Longchamp.
Pour la première fois dans l’histoire du Salon officiel et annuel de Paris, on permet en 1863 aux artistes refusés d’exposer leurs œuvres dans une petite salle annexe à l’exposition principale, où les visiteurs peuvent les découvrir : c’est le fameux Salon des refusés. Édouard Manet, en y exposant trois œuvres controversées, s’impose comme une figure de l’avant-garde.

### Le Bain, ouLe Déjeuner sur l’herbe(Salon des Refusés de 1863)

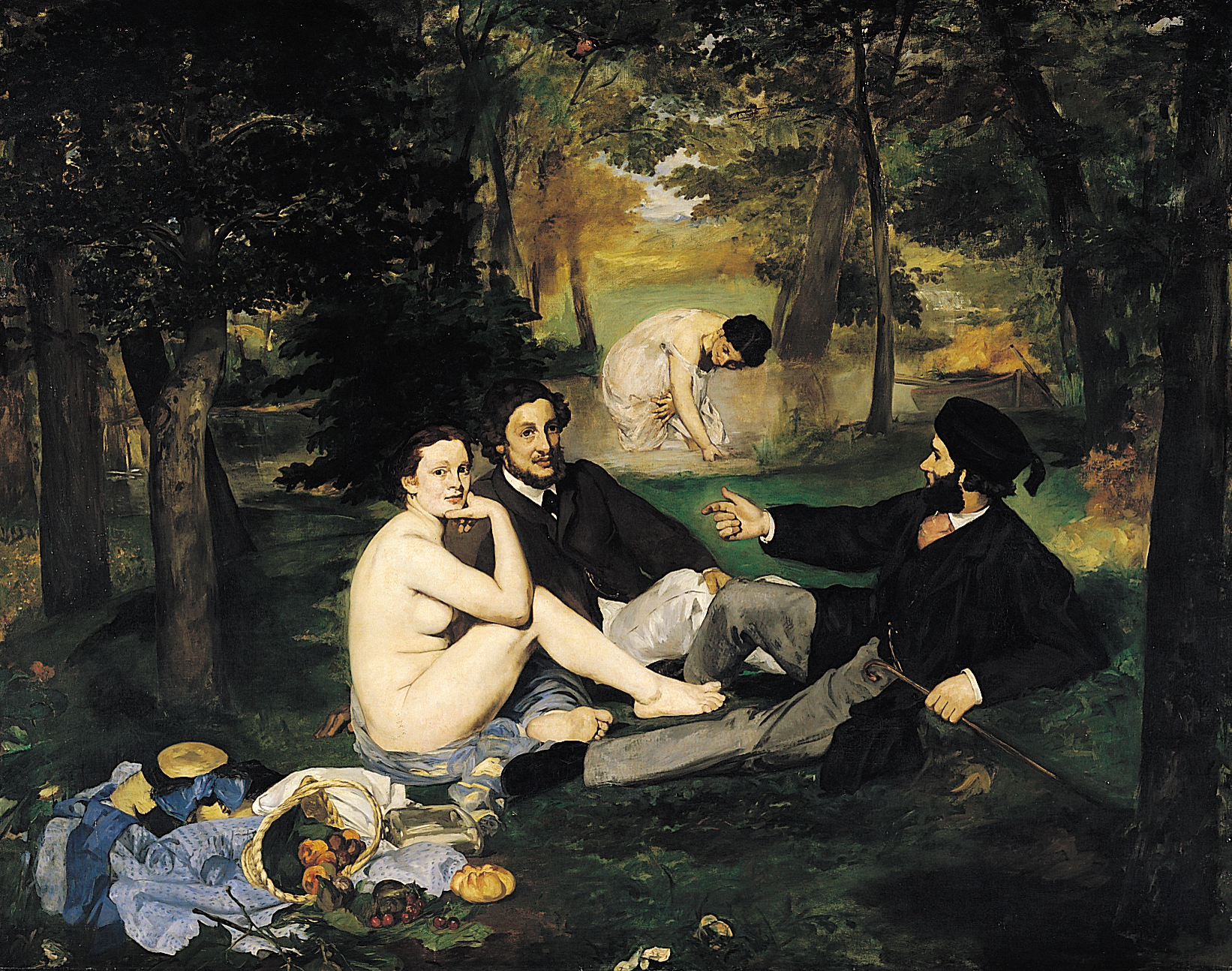
Le Bain ou Le Déjeuner sur l'herbe, 1863, Paris, musée d'Orsay.

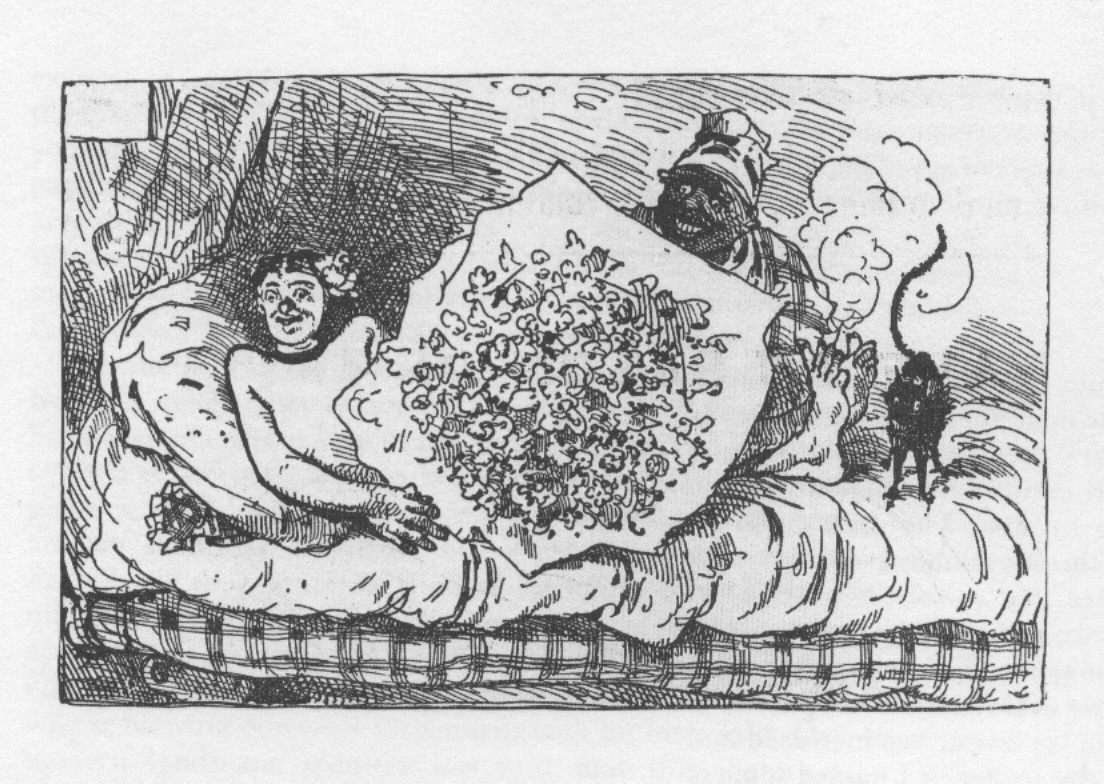
Olympia caricature de Bertall

Antonin Proust rapporte que l'idée du tableau est venue au peintre à Gennevilliers : « Des femmes se baignaient, Manet avait l'œil fixé sur la chair de celles qui sortaient de l'eau : - Il paraît qu'il faut que je fasse un nu. Eh bien, je vais leur en faire un [...] dans la transparence de l'atmosphère, avec des personnes que nous voyons là-bas. On va m'éreinter. On dira ce qu'on voudra [...]. » Manet n'était pas satisfait de la figure de l'homme en jaquette de La Musique aux Tuileries. Cet homme, il voulut l'insérer dans un cadre mythologique, champêtre, près d'un nu qu'il voulut clair ; l'air « transparent » ; le nu lui-même serait une femme.
L'œuvre est refusée au Salon de 1863. C'est pourquoi, le peintre l'expose au Salon des refusés de la même année sous le titre Le Bain. Cette toile suscite les réactions les plus vives par rapport aux autres qu'il avait envoyées. Dans cette œuvre, Manet confirme sa rupture avec le classicisme et l’académisme qu'il avait commencée avec La Musique aux Tuileries. La polémique vient moins du style de la toile que de son sujet : si le nu féminin est déjà répandu et apprécié, à condition d’être traité de façon pudique et éthérée, il est encore plus choquant de faire figurer dans la même composition deux hommes tout habillés. Une telle mise en scène exclut la possibilité d’une interprétation mythologique et donne au tableau une forte connotation sexuelle. Le critique Ernest Chesneau, résumant ce malaise, affirme ne pouvoir « trouver que ce soit une œuvre parfaitement chaste que de faire asseoir sous bois, entourée d’étudiants en béret et en paletot, une fille vêtue seulement de l’ombre des feuilles, dénonçant « un parti pris de vulgarité inconcevable ». « Je dois dire que le côté grotesque de son exposition tient à deux causes : d'abord à une ignorance presque enfantine des premiers éléments du dessin, ensuite à un parti pris de vulgarité inconcevable  »,. Le Déjeuner sur l’herbe ne fait pourtant que s’inspirer d’une œuvre de Raphaël représentant deux nymphes, et du Concert champêtre du Titien, la seule différence avec ces deux peintures étant les vêtements des deux hommes. Manet, de cette manière, relativise et ridiculise les goûts et les interdits de son époque.
Le Déjeuner sur l'herbe y fit scandale, provoquant les sarcasmes des uns et les cris d'admiration des autres suscitant partout des polémiques passionnées. Manet était entré dans la pleine lutte.
Bientôt Olympia (1865) va accentuer encore le ton de ces controverses. Les caricaturistes dont Manet était la tête de turc s'en sont donné à cœur joie.

### Olympia, ou l’entrée dans la modernité (1863, exposé au Salon officiel de 1865)

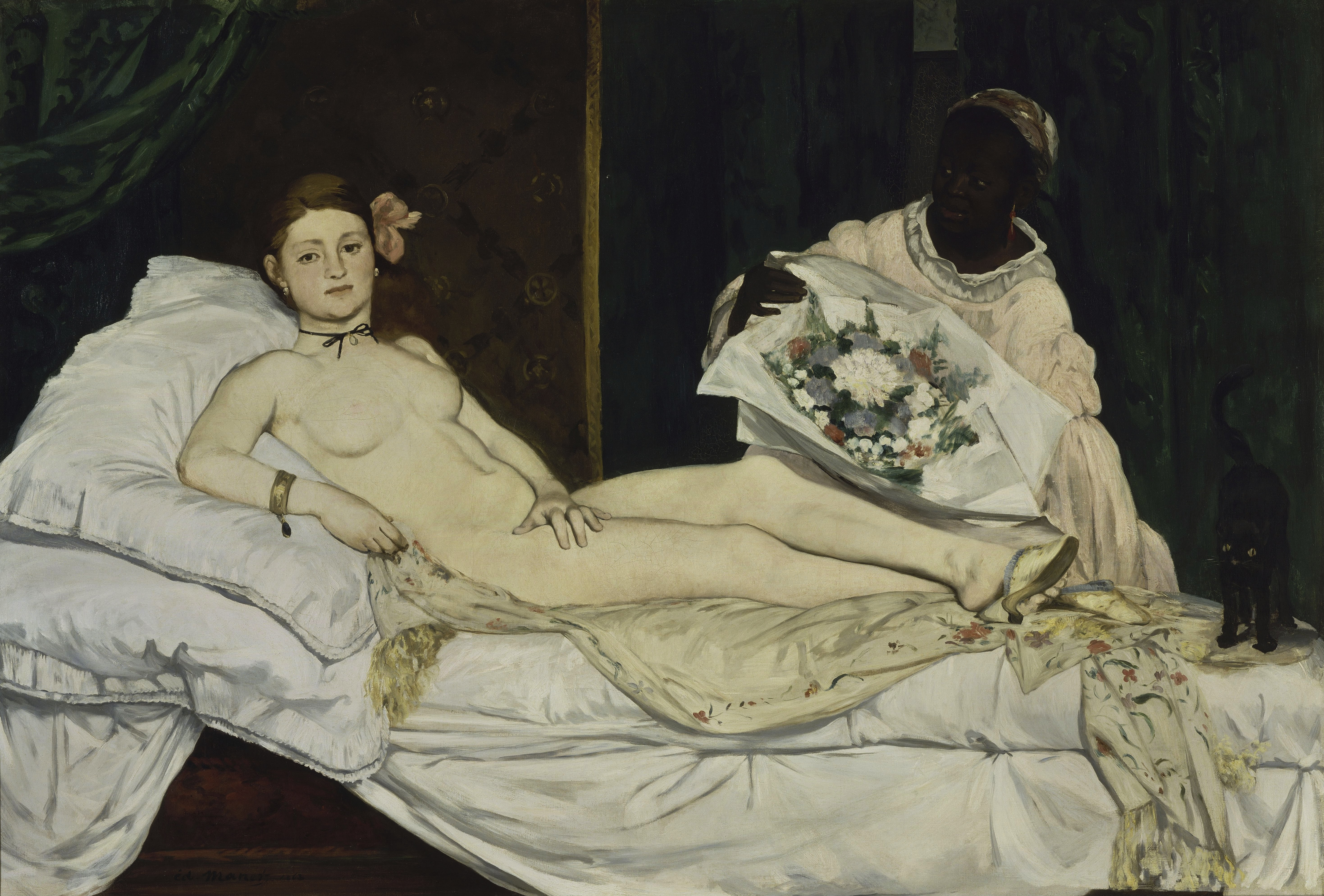
Olympia, 1863, Paris musée d'Orsay.

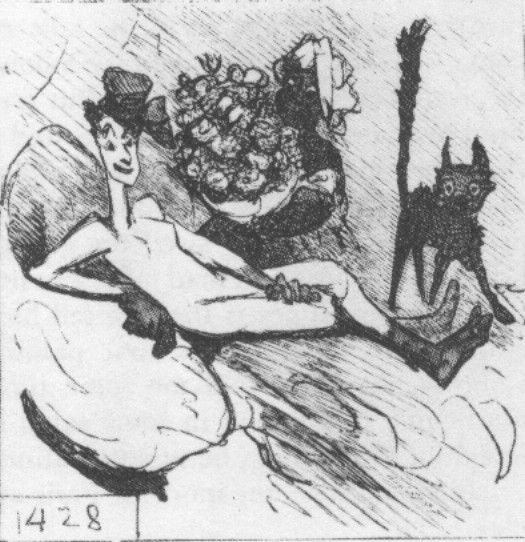
Cham, caricature d'Olympia parue dans Le Charivari en 1865.

Bien que Manet ait finalement décidé de ne pas l’exposer au Salon des refusés et de ne la dévoiler que deux ans plus tard, c’est en 1863 qu'est réalisée la toile d'Olympia. L’œuvre, qui allait susciter une controverse encore plus féroce que Le Déjeuner sur l'herbe, représente une prostituée semblant sortir tout droit d’un harem à l’orientale et s’apprêtant visiblement à recevoir un client qui s'annonce avec un bouquet. Les critiques d'art ont vu dans ce tableau des références à plusieurs peintres : Le Titien et sa Vénus d'Urbin, 1538, Florence, musée des Offices, Goya et sa Maja nue, 1802, Madrid musée du Prado, Jalabert dans les années 1840 et son Odalisque 1842, musée de Carcassonne, Benouville et son Odalisque, 1844, musée de Pau. « On a aussi émis l'hypothèse, vraisemblable, qu'une des raisons du scandale provoqué par l'exposition de l' Olympia de Manet, était l'analogie possible avec ces photographies pornographiques très largement répandues qui montraient des prostituées nues, au regard hardi, étalant leurs charmes pour la clientèle. » À titre d'exemple, Françoise Cachin et al. montrent une photographie Nu sur canapé endormi, studio Quinet, vers 1834, Cabinet des estampes, Paris.
Contrairement au Déjeuner sur l’herbe, Olympia n’est donc pas tant choquante par son thème que par la manière dont ce thème est traité. Outre sa nudité, le modèle Victorine Meurent affiche une insolence et une provocation indéniables. Paul de Saint-Victor écrit dans la Presse du 28 mai 1865 : « La foule se presse comme à la Morgue devant l'Olympia faisandée de M. Manet. L'art descendu si bas ne mérite pas qu'on le blâme. »
L’atmosphère générale d’érotisme : « Olympia que font plus nue son ruban et autres menus accessoires  » est renforcée par la présence du chat noir à la queue relevée, aux pieds de la jeune fille. L’animal fut ajouté par Manet, non sans humour, afin de remplacer l’innocent chien figurant dans la Vénus d’Urbin, et peut-être également afin de désigner par métaphore ce que la jeune fille cache précisément de sa main : « A-t-on cependant assez suffisamment mis en évidence que ce que transfère la servante dans l’hommage du bouquet – fastueux morceau de peinture à la facture si tranchée du reste de la toile – est le désir, désir pour le seul objet refusé au regard, le sexe d’Olympia  ». D’autres éléments de la composition ont longtemps perturbé les critiques : c’est le cas du bouquet de fleurs, nature morte s’invitant de manière incongrue dans un tableau de nu, mais aussi du bracelet (qui appartenait à la mère du peintre) et de la grossièreté de la perspective. C'est ce tableau qui plaira tant à Émile Zola, qui le défendra à travers ses écrits tout au long de sa vie et notamment dans une chronique publiée en 1866 intitulée Mon Salon.
Les critiques et les caricatures pleuvent. Elles témoignent que Manet choquait, surprenait, déclenchait des rires qui étaient signe d'incompréhension et de gêne. Parmi elles la caricature de Cham dans Le Charivari, d'un humour épais, représente une femme nue allongée intitulée Manet, la naissance du petit ébéniste avec la légende : « Manet a pris la chose trop à la lettre, que c'était comme un bouquet de fleurs, les lettres de faire part son au nom de la mère Michèle et de son chat ». Émile Zola témoigne : « Et tout le monde a crié : on a trouvé ce corps nu indécent ; cela devait être, puisque c'est là de la chair, une fille que l'artiste a jetée sur la toile dans sa nudité jeune et déjà fanée-. » Les critiques et les lazzis dont le peintre est la victime l’accablent assez fortement, et le soutien de son ami Charles Baudelaire l’aide à passer ce cap difficile de sa vie.
1867 est une année riche en événements pour Manet : le peintre profite de l’Exposition universelle qui se tient à Paris, au printemps, pour organiser sa propre exposition rétrospective et présenter une cinquantaine de ses toiles. S’inspirant de l’exemple de Gustave Courbet, qui avait eu recours à la même méthode pour se détourner du Salon officiel, Manet n’hésite pas à puiser fortement dans ses économies pour édifier son pavillon d’exposition, à proximité du pont de l'Alma, et pour organiser une véritable campagne de publicité avec le soutien d’Émile Zola. Le succès, cependant, n'a pas été à la hauteur des espérances de l’artiste : tant les critiques que le public ont boudé cette manifestation culturelle.
Édouard Manet a cependant atteint la maturité artistique et durant une vingtaine d'années il réalise des œuvres d’une remarquable variété, allant des portraits de son entourage (famille, amis écrivains et artistes) aux marines et aux lieux de divertissement en passant par les sujets historiques. Toutes vont influencer de façon marquée l’école impressionniste et l'histoire de la peinture.

### Victorine Meurent et autres portraits féminins

Portrait de Victorine Meurent, 1862 (42,9 × 43,7 cm), Boston, musée des beaux-arts.
La Chanteuse de rue, 1862 - Musée des beaux-arts de Boston.
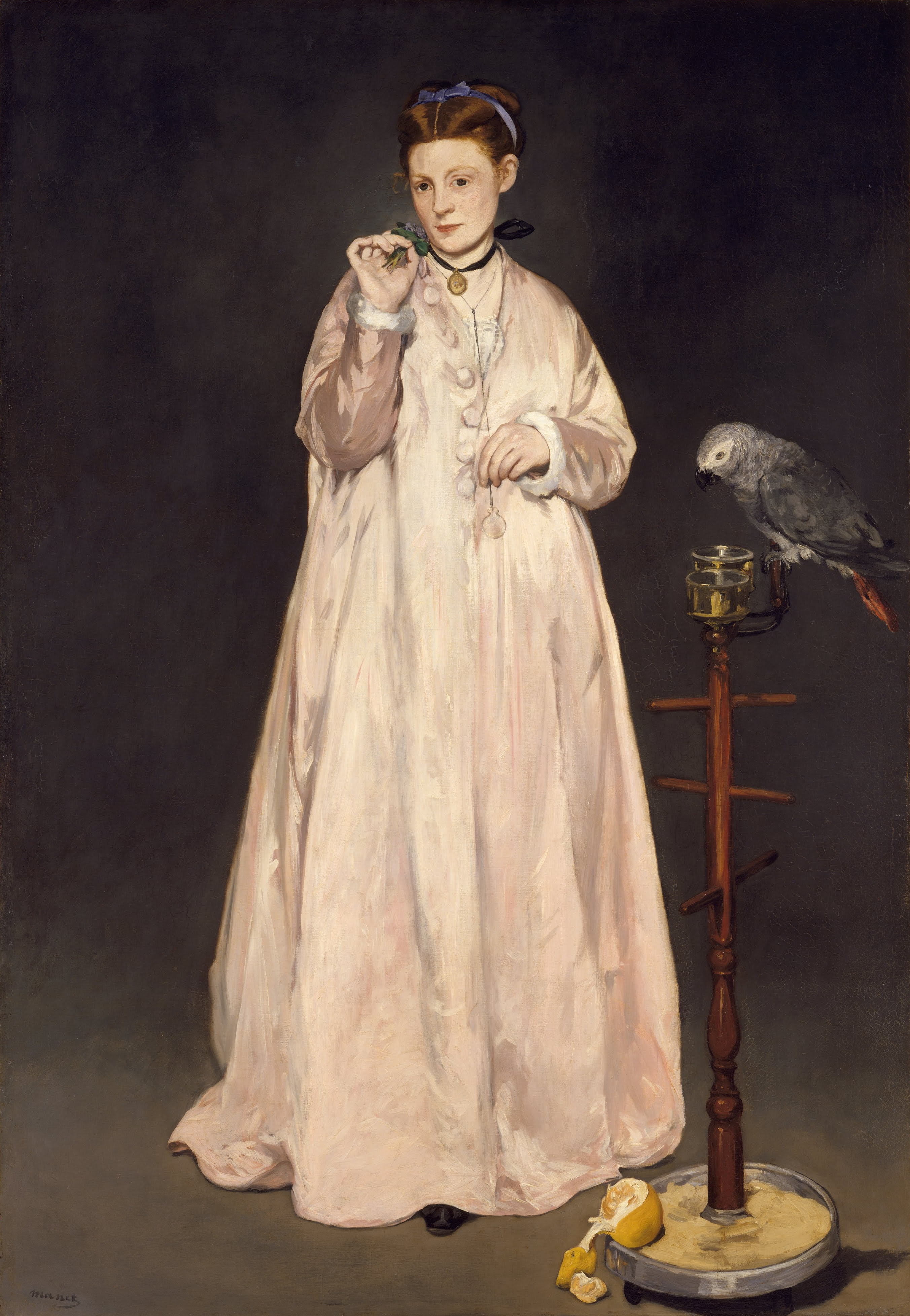
Jeune dame en 1866 (la femme au perroquet), 1866 – Metropolitan Museum of Art, New York.
Le Chemin de fer, 1872–1873 (93,3 × 111,5 cm), Washington, National Gallery of Art.
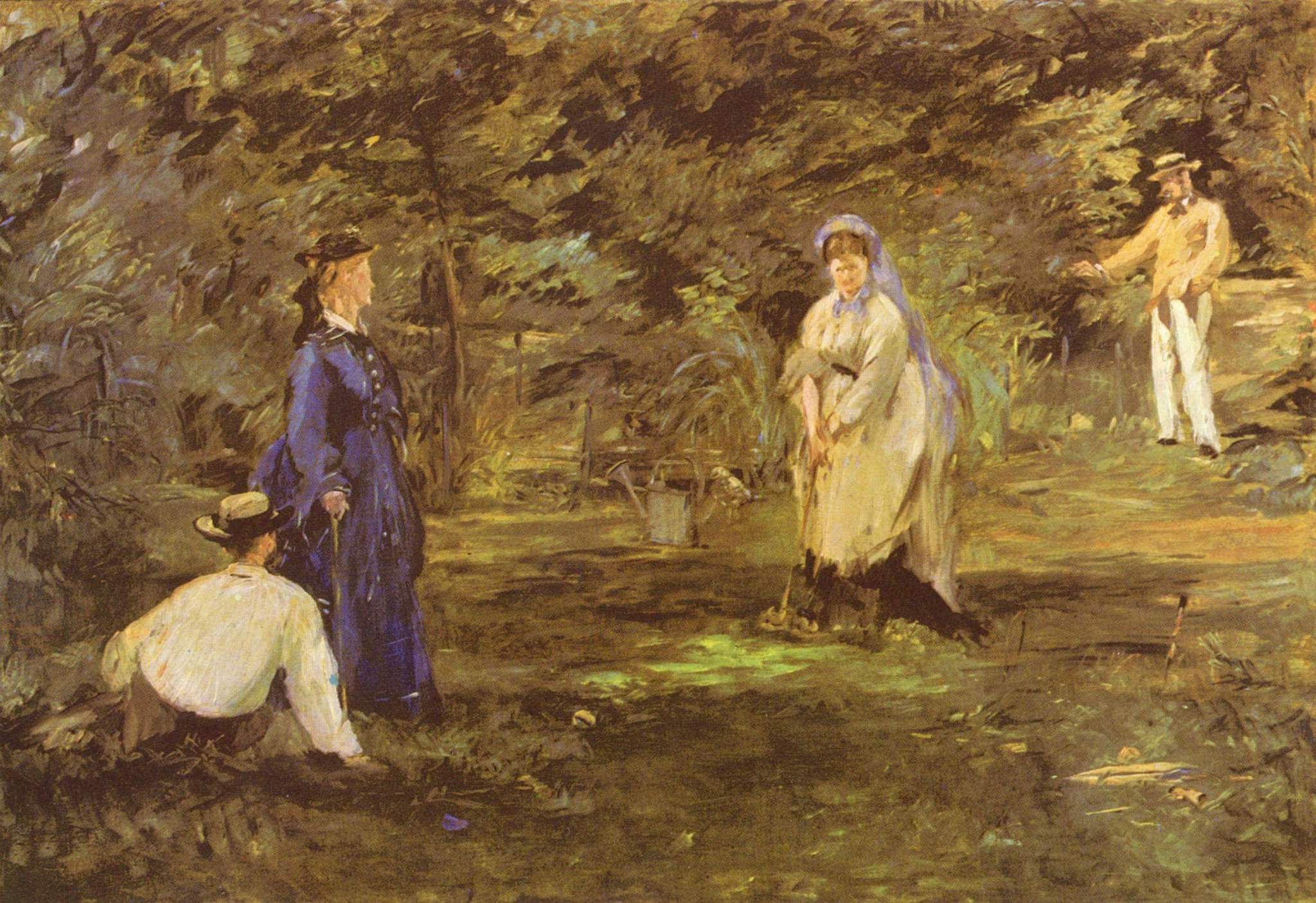
La Partie de croquet, 1873, musée Städel 72,5 × 72,5
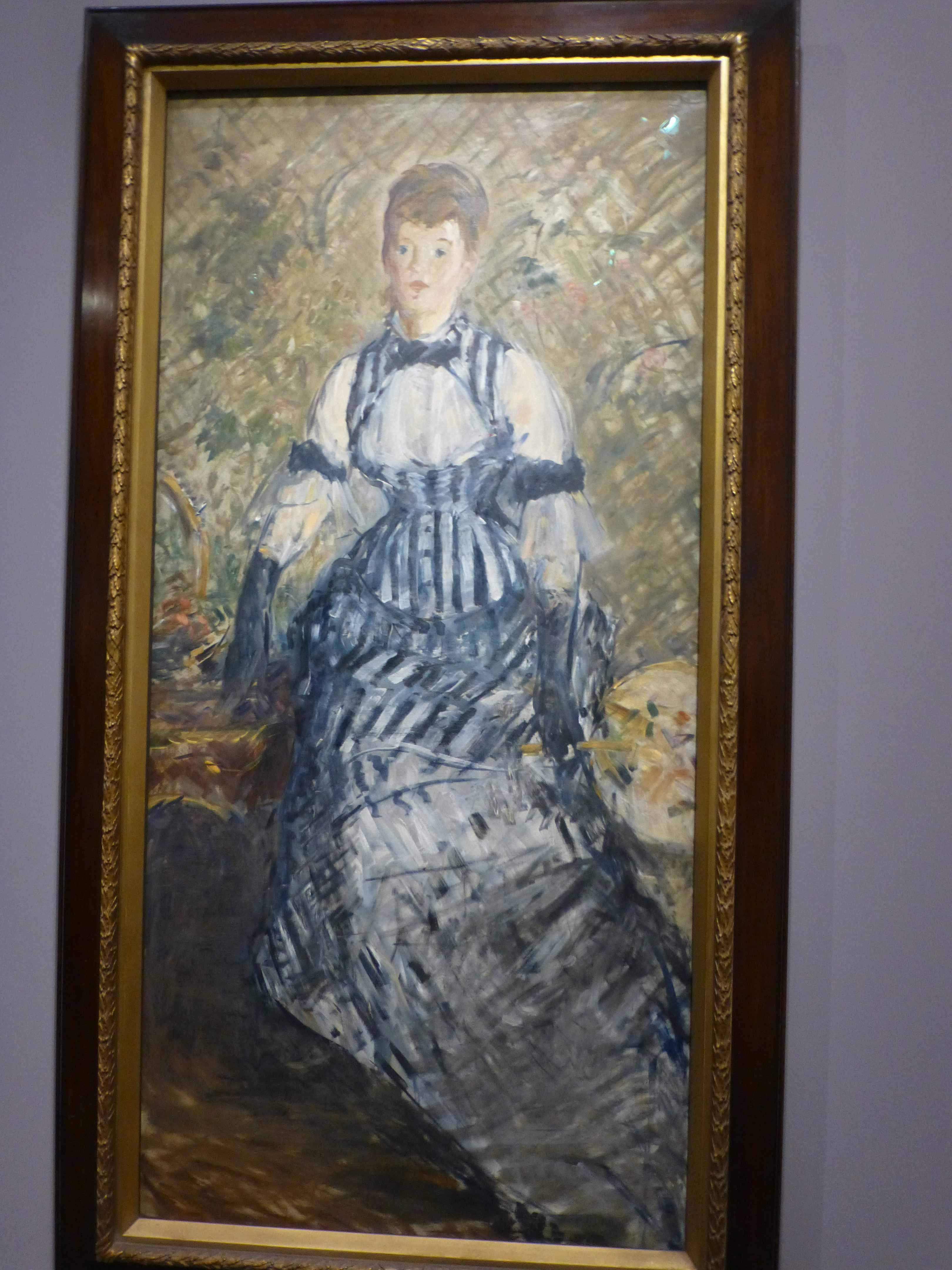
Femme en robe à rayures, 1877-1880, huile sur toile, hôtel de Caumont (Aix-en-Provence)
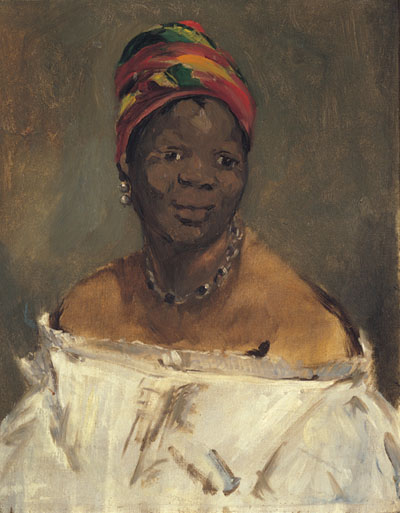
La Négresse (1862), portrait de Laure, modèle que l'on retrouve notamment dans la servante de l'Olympia.

Victorine Louise Meurent, née en 1844, avait 18 ans lorsque Manet la rencontra. Selon Duret, il l'avait croisée par hasard dans la foule, au Palais de justice et il avait été frappé par « son aspect original et sa manière d'être tranchée . » Tabarant situe la rencontre près de l'atelier de gravure rue Maître-Albert car on retrouve l'adresse de la jeune femme avec son nom mal écrit dans le carnet d'adresse de Manet « Louise Meuran, rue Maître-Albert, 17 . » Il est très possible que les deux versions soient exactes et que Manet lui-même ait raconté la première à Théodore Duret. Victorine sera son modèle pendant une douzaine d'années, tout en posant également pour le peintre Alfred Stevens qui avait pour elle une affection solide et durable. Elle était en tout cas un modèle professionnel et posait déjà dans l'atelier Couture où elle s'était inscrite au début de l'année 1862. Le premier tableau qu'elle inspire à Manet est La Chanteuse de rue aussi intitulé La Femme aux cerises vers 1862. Amusante et bavarde, elle savait rester silencieuse pendant les séances de pose, sa peau laiteuse de rousse « accrochait bien la lumière ». Elle avait le franc-parler des titis parisiens « des manières fantasques, un certain talent à la guitare et après une liaison amoureuse avec Stevens et une fugue amoureuse aux États-Unis, elle se mit à peindre elle -même. Son Autoportrait fut présenté au Salon de 1876. »
Le Portrait de Victorine Meurent, tel que Manet le saisit au moment où il vient de la rencontrer, lui donne des traits de femme, et non de la jeune fille qu'elle était. De même la blancheur de sa peau de rousse que Manet exploita ensuite dans les tableaux où elle paraît nue, ne se reflète ni dans le portrait, ni dans la toile La Chanteuse de rue. Un peu davantage dans Mlle Victorine Meurent en costume d'espada peint la même année.
La beauté saisissante de cette peau laiteuse est pour beaucoup dans le traité du nu que Manet réalise dans Le Déjeuner sur l'herbe et Olympia. Mais, bien que couverte d'un vêtement, le portait en pied de Victorine dans La Chanteuse de rue fit au moins autant scandale, par sa composition moderniste, que l'autre portrait en pied de Victorine Meurent : La Femme au perroquet intitulé ensuite Une jeune dame en 1866. Dans ces deux derniers tableaux, les questions techniques et les innovations de Manet avaient pris une telle importance que la critique ne s'intéressa pas du tout au sujet. On attaqua beaucoup La Femme au perroquet. Marius Chaumelin écrivait « M. Manet, qui n'aurait pas dû oublier la panique causée, il y a quelques années, par son chat noir du tableau d'Ophélie (sic), a emprunté le perroquet de son ami Courbet, et l'a placé sur un perchoir à côté d'une jeune femme en peignoir rose. Ces réalistes sont capables de tout ! Le malheur est que ce perroquet n'est pas empaillé comme les portraits de M. Cabanel et que le peignoir rose est d'un ton assez riche. Les accessoires empêchent même qu'on ne regarde la figure. Mais on n'y perd rien. »
En 1873, Victorine Meurent pose encore pour Le Chemin de fer ; le lieu où Manet peint ce tableau n'est nullement la gare Saint-Lazare, mais le jardin d'Alphonse Hirsch. Cette information provient d'un article de Philippe Burty à l'automne 1872, consécutif à ses visites d'atelier. Contrairement à Monet, Manet n'était pas attiré par l'image des nouveaux objets : la fumée, les locomotives, les verrières de la gare. Victorine y porte « un coutil bleu qui a été à la mode jusqu'à l'automne écrit Philippe Burty. » Ce n'est pas le dernier tableau de Manet avec Victorine. Elle pose encore dans le jardin d'Alfred Stevens pour La Partie de croquet.

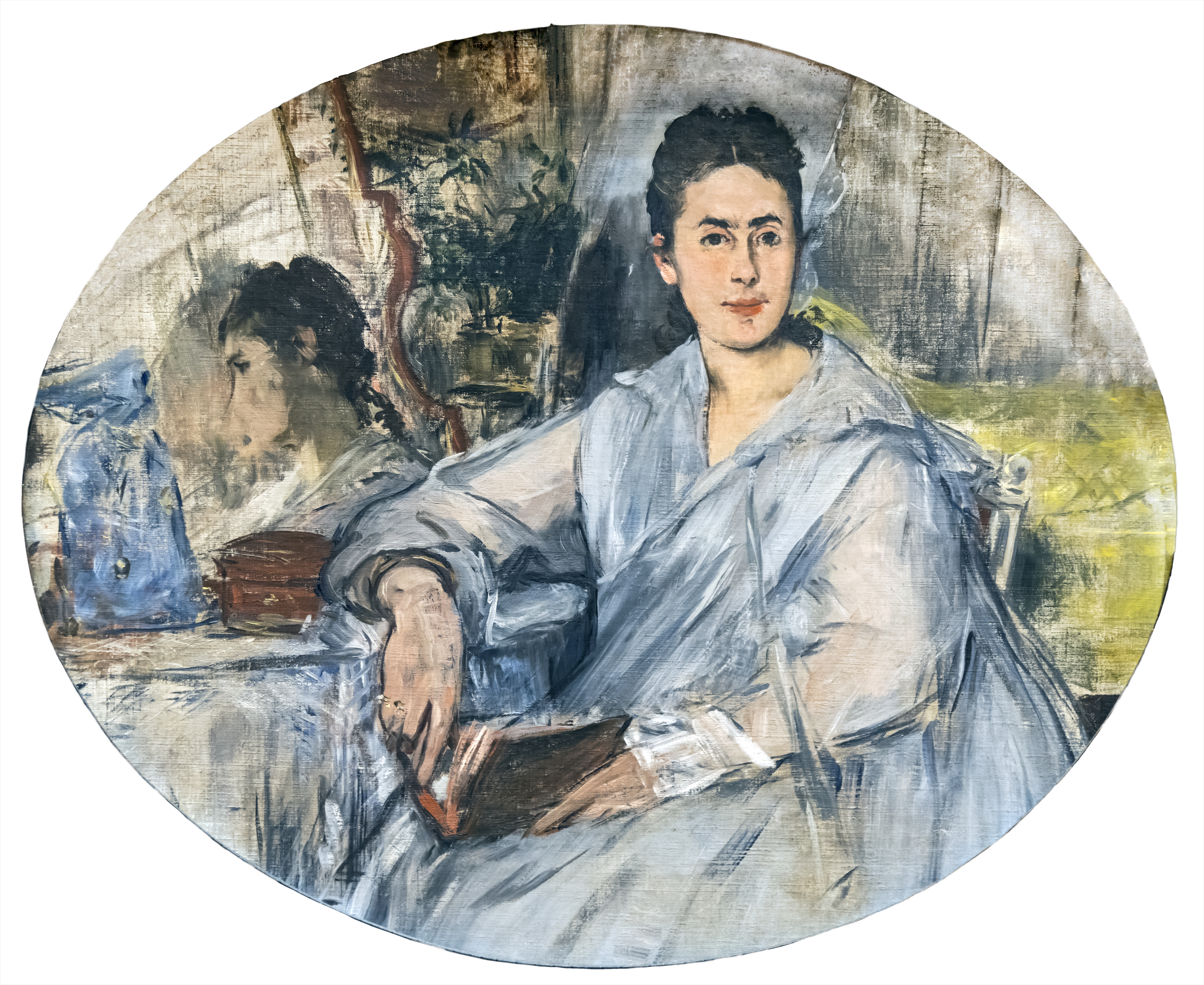
Marguerite de Conflans, vers 1875, musée des Augustins de Toulouse
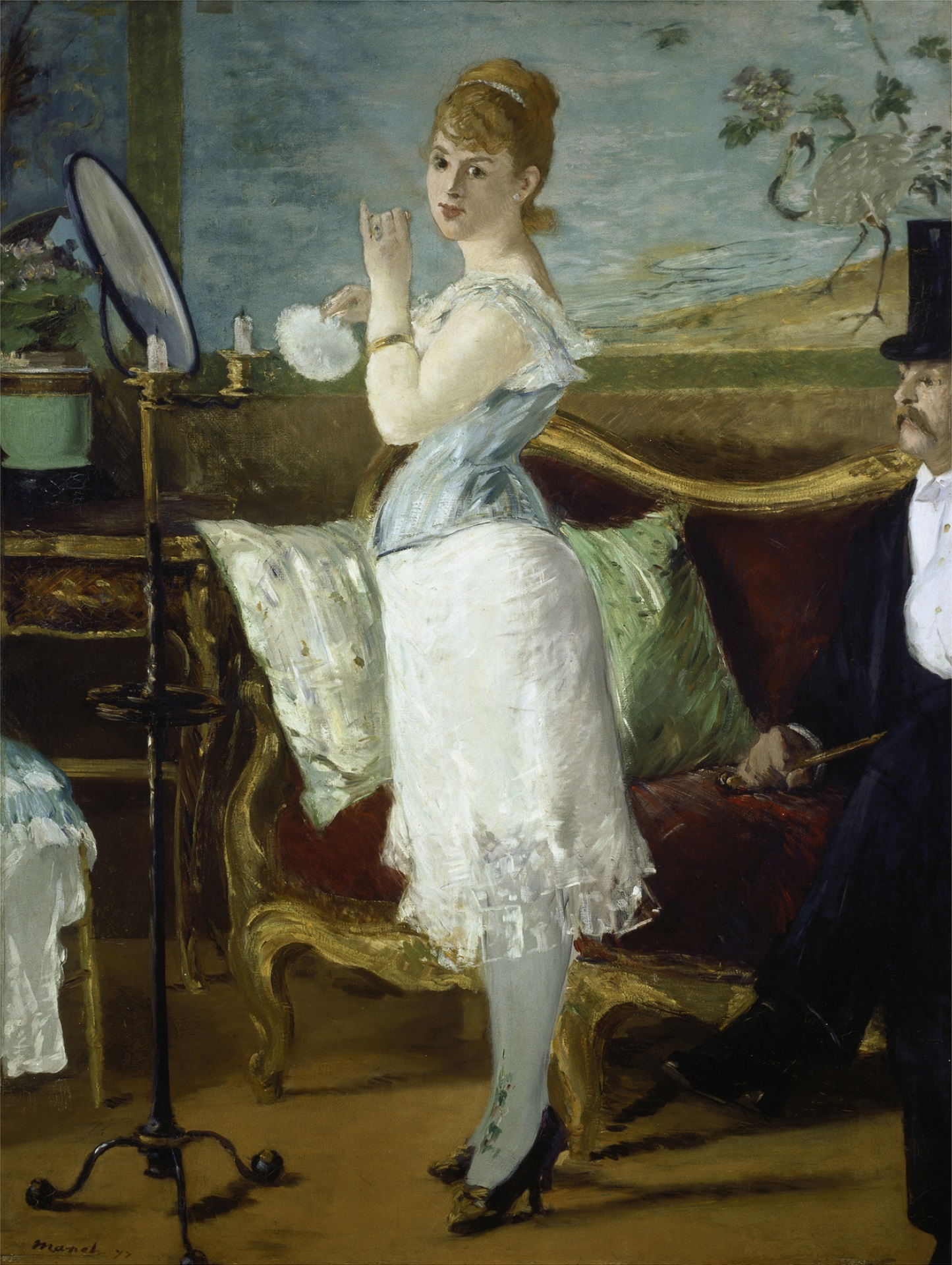
Nana, 1877 (154 × 115 cm), Hambourg, Kunsthalle.
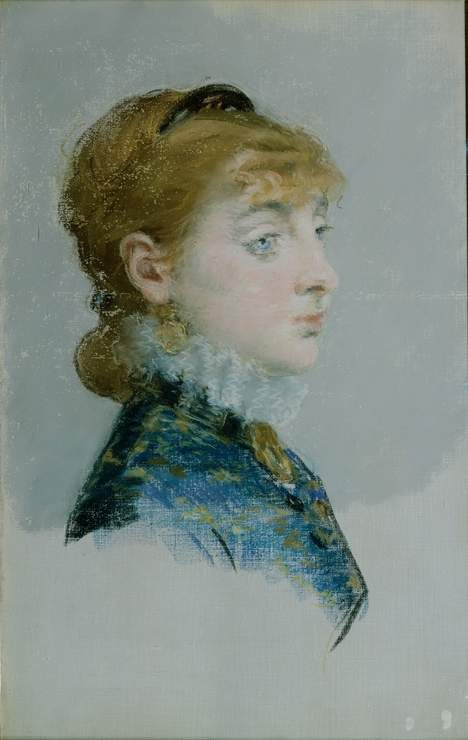
Mademoiselle Lucie Delabigne, 1879 – Metropolitan Museum of Art, New York
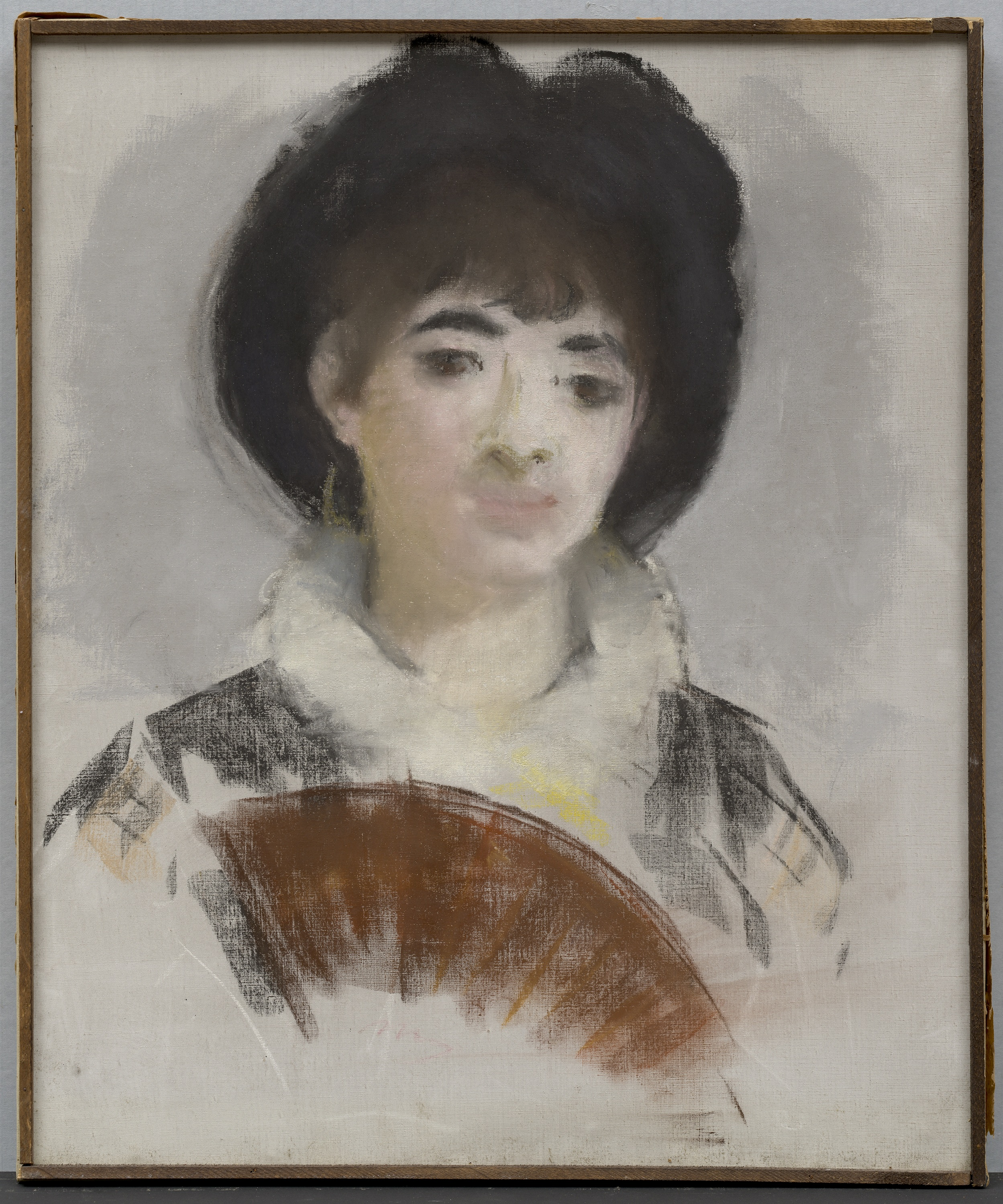
Portrait de la comtesse Albazzi, 1880 (56,5 × 46,5 cm), New York, musée Solomon R. Guggenheim.
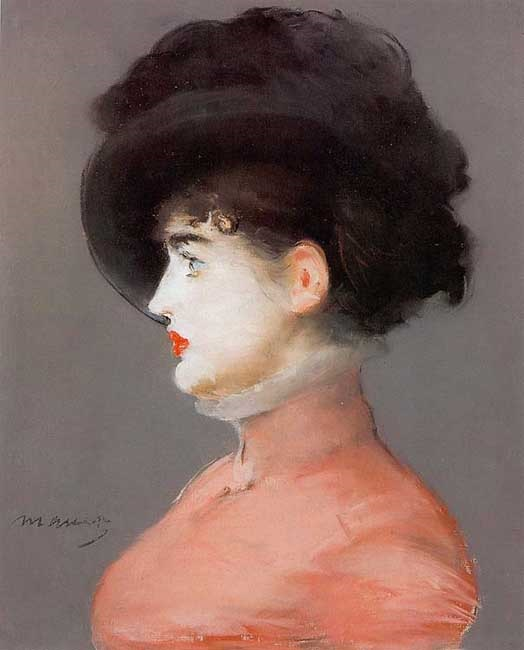
Portrait d'Irma Brunner, 1881, Paris, musée d'Orsay.
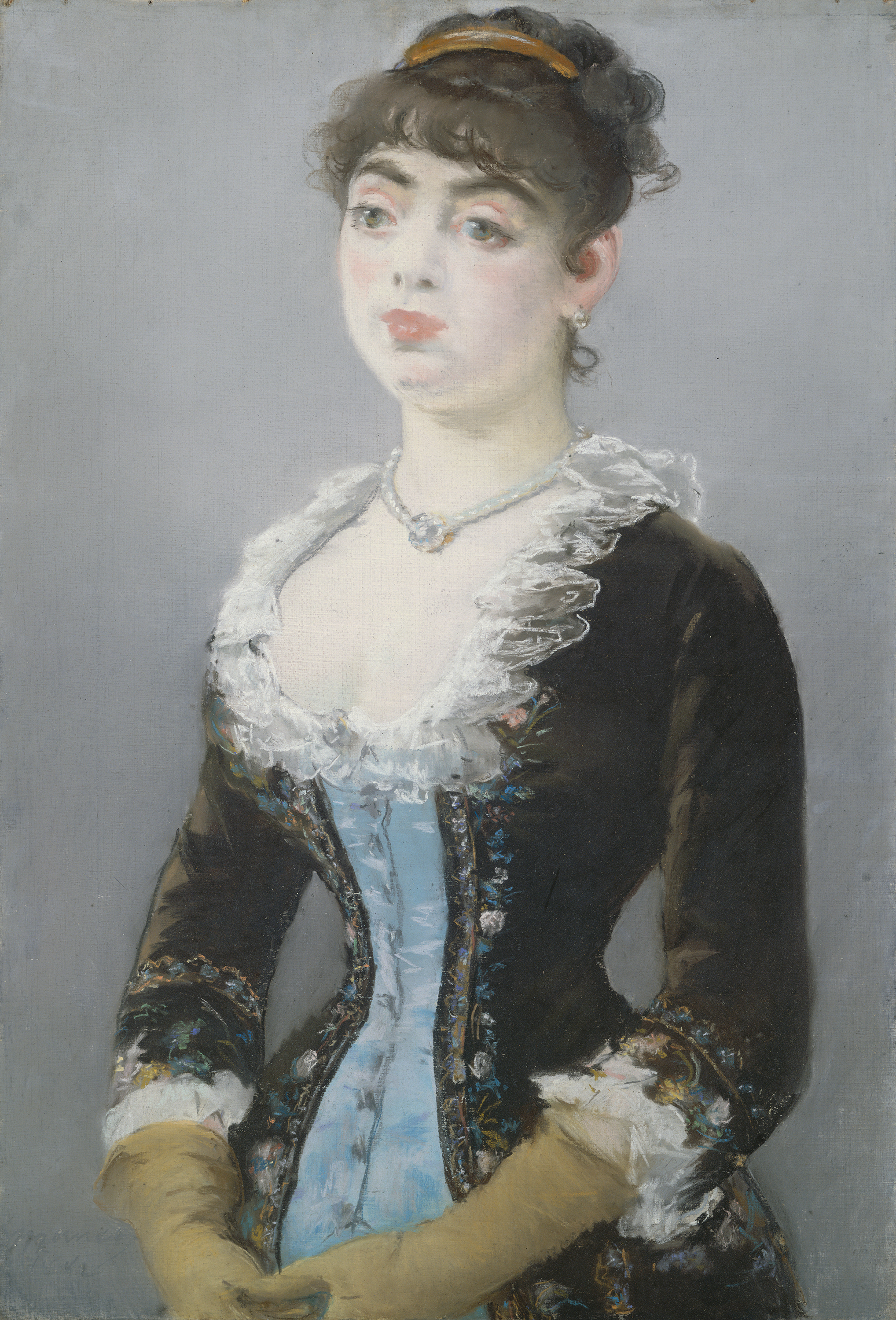
Portrait de Madame Michel-Lévy, 1882 (74 × 55 cm), Washington, National Gallery of Art.
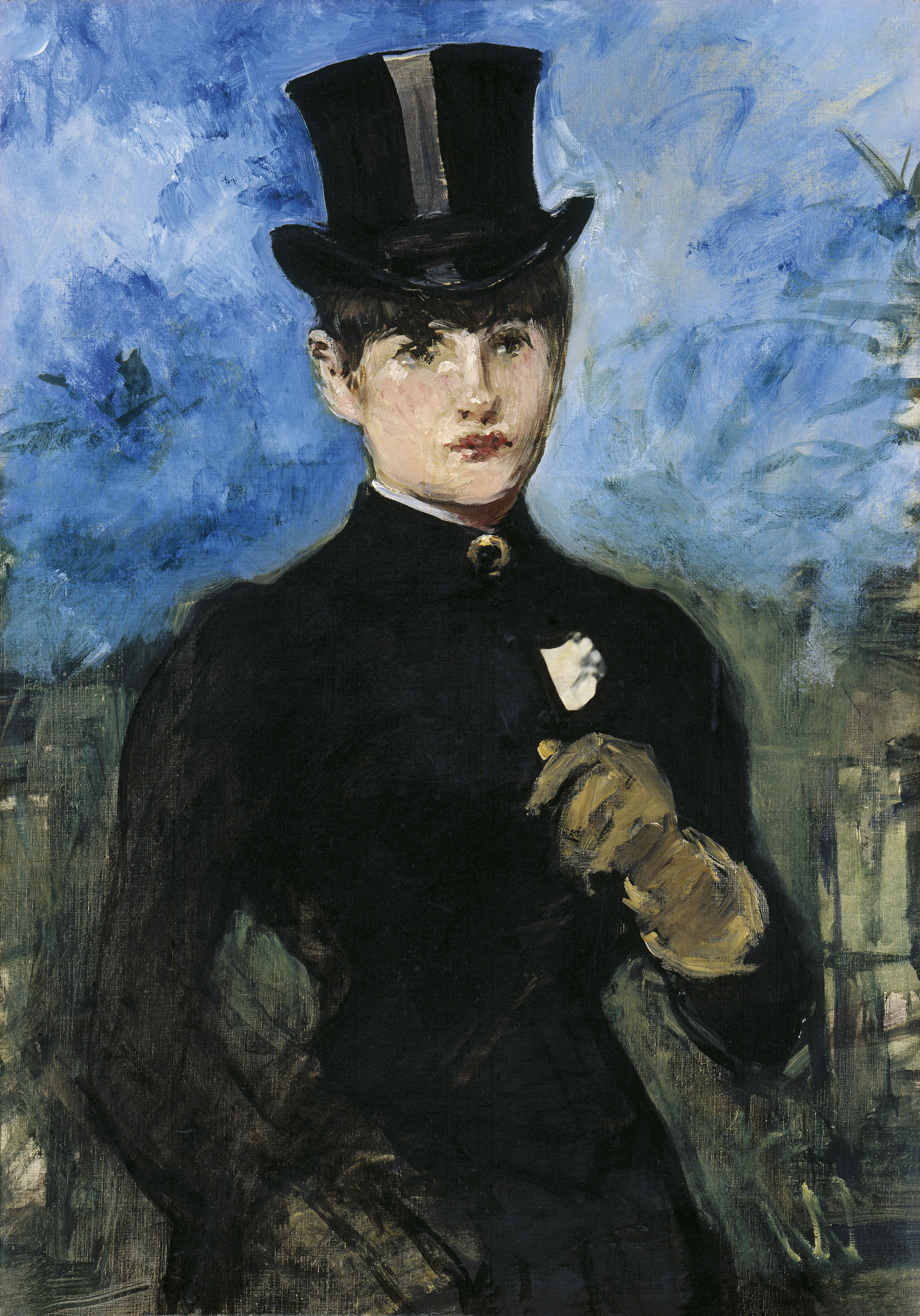
L'Amazone, 1882, musée Thyssen-Bornemisza, Madrid

Édouard Manet s'avère un grand amateur de présences féminines. Antonin Proust, qui fréquentait Manet depuis l’enfance, avait l’avantage de connaître intimement son caractère : selon lui, même au plus fort de la maladie du peintre, « la présence d’une femme, n’importe laquelle, le remettait d’aplomb[source insuffisante]. » Manet peignit de nombreux portraits féminins et bien loin de se limiter aux seules Suzanne Leenhoff et Victorine Meurent, le peintre a immortalisé les traits d’un grand nombre de ses amies et de ses relations.
Ainsi, Fanny Claus, amie de Manet et de son épouse Suzanne, future femme du peintre Pierre Prins (Manet fut témoin à leur mariage) est le sujet du Portrait de Mademoiselle Claus (elle se tient debout à droite) et est représentée assise dans Le Balcon. Citons également le Portrait de la comtesse Albazzi, 1880 ou le Portrait de Madame Michel-Lévy, 1882.
Il représente des comédiennes comme Ellen Andrée dans La Prune, où l'actrice pose complaisamment dans un décor de café, et semble figée dans une rêverie douce et mélancolique, ou encore Henriette Hauser, la célèbre Nana (1877). Dans la droite lignée d'Olympia, Manet se plaît à représenter sans faux-semblant mais avec plus de légèreté la vie des courtisanes ou « créatures » entretenues, dans cette toile, qui date de trois ans avant la parution du roman homonyme de Zola. Le titre pourrait avoir été donné par Manet postérieurement à la réalisation du tableau, lorsqu’il apprit le titre du prochain ouvrage de Zola. Une autre explication voudrait que Manet ait été inspiré par le roman L'Assommoir, dans lequel une Nana encore toute jeune fille fait sa première apparition et reste précisément « des heures en chemise devant le morceau de glace accroché au-dessus de la commode »[source insuffisante]. Le tableau, comme il se doit, fut refusé au Salon de Paris de 1877.

## La famille de Manet

### Sa compagne Suzanne Leenhoff

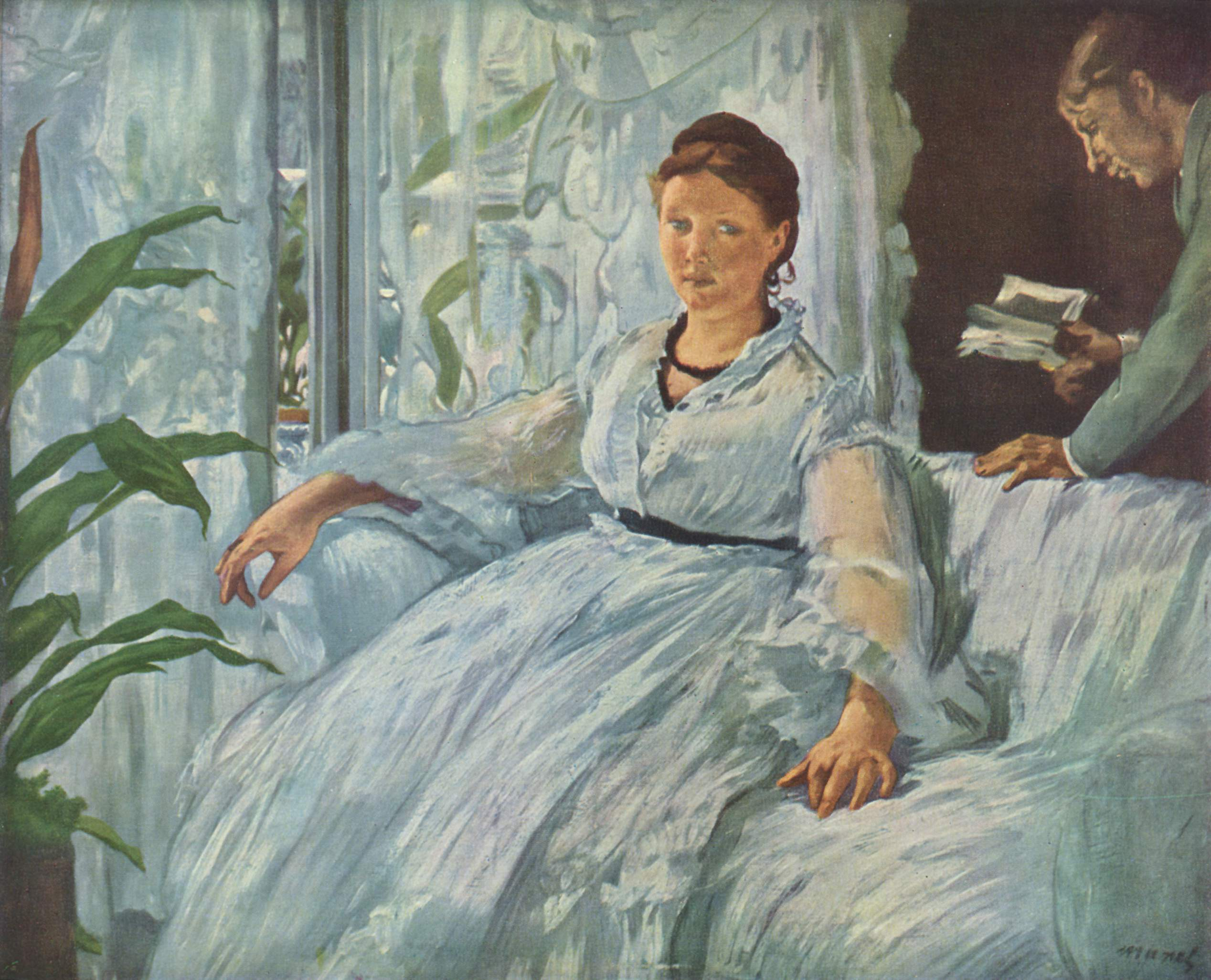
La Lecture, vers 1865, Paris, musée d'Orsay.

Suzanne Leenhoff, née à Zaltbommel en 1830 était la professeure de piano d'Édouard Manet et de ses frères à partir de 1849. Elle devient la maîtresse d'Édouard, et en 1852, elle met au monde un fils qu'elle fait passer auprès de ses amis pour un jeune frère déclaré sous le nom de Léon Koëlla. L'enfant, baptisé en 1855 a pour marraine sa mère, Suzanne et pour parrain son père, Édouard qui est l'hôte assidu de la famille Leenhoff rue de l'hôtel de ville aux Batignolles. Suzanne Leenhoff accompagne souvent Manet, pose pour lui pour un grand nombre de toiles (La Pêche, La Nymphe surprise et d'autres). En 1863, à la mort de son père, Edouard épouse Suzanne à Zaltbommel. Baudelaire écrivait à Étienne Carjat en 1863 « qu'elle était très belle, très bonne, et grande musicienne ».

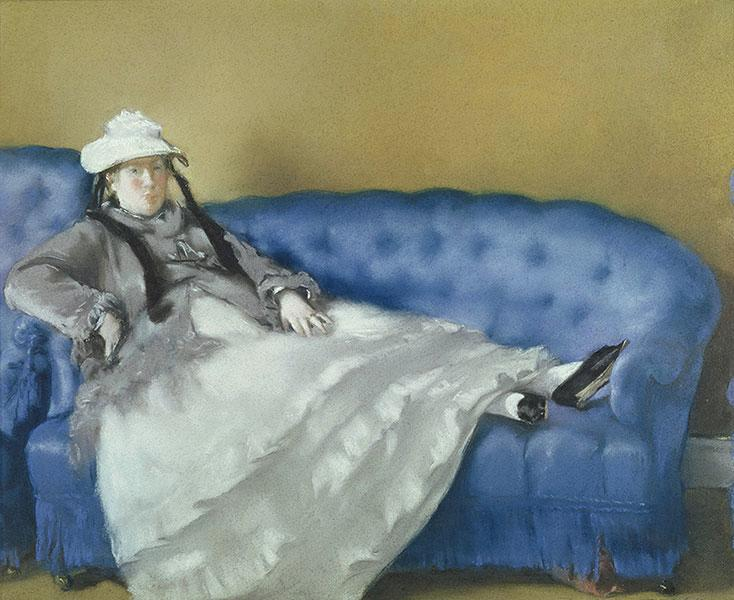
Portrait de Mme Manet sur un canapé bleu (1874). Pastel sur papier brun marouflé sur toile. H. 49 ; L. 60 cm

La silhouette de Suzanne Manet figure à de nombreuses reprises dans l'œuvre de Manet. En 1860-61, dans une sanguine : Après le bain 28 × 20 cm, Art Institute of Chicago, et dans plusieurs gravures de nus. Elle apparaît encore dans plusieurs portraits notamment La Lecture (Manet), en compagnie de son fils Léon. Ce tableau est identifié après la mort de Manet Portrait de Madame Manet et de Monsieur Léon Koella. Suzanne Manet est également le modèle de Madame Manet au piano, Le Départ du vapeur de Folkestone, La lecture, Les Hirondelles 1873 qui la représente sur la plage de Berck assise à côté de sa belle-mère, Madame Manet sur un canapé, pastel, 1874, Madame Édouard Manet dans la serre Nasjonalgalleriet, Oslo.

### Léon Koëlla-Leenhoff

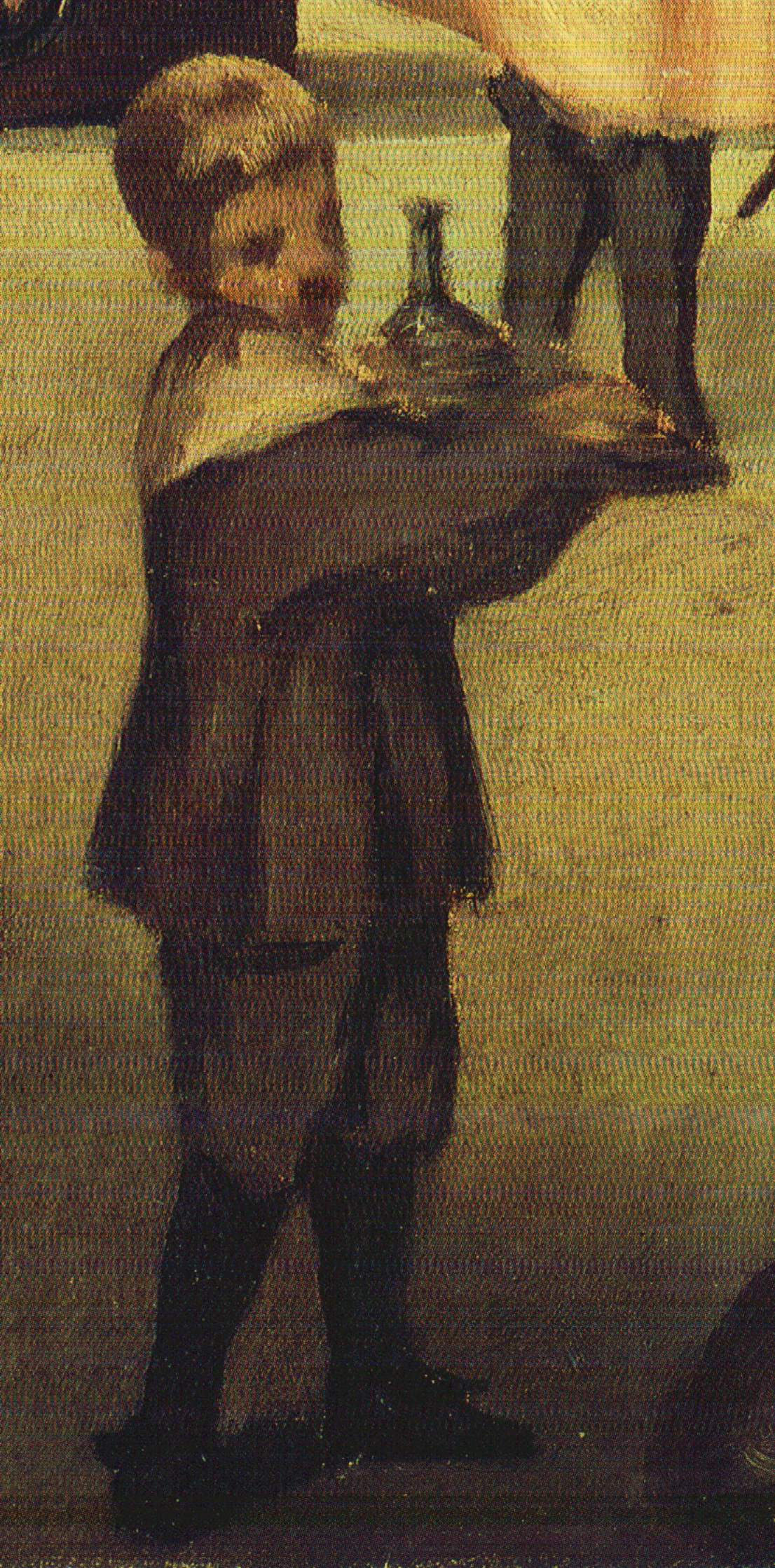
Détail de Léon Leenhoff, 1859, Musée des Beaux-Arts de Lyon
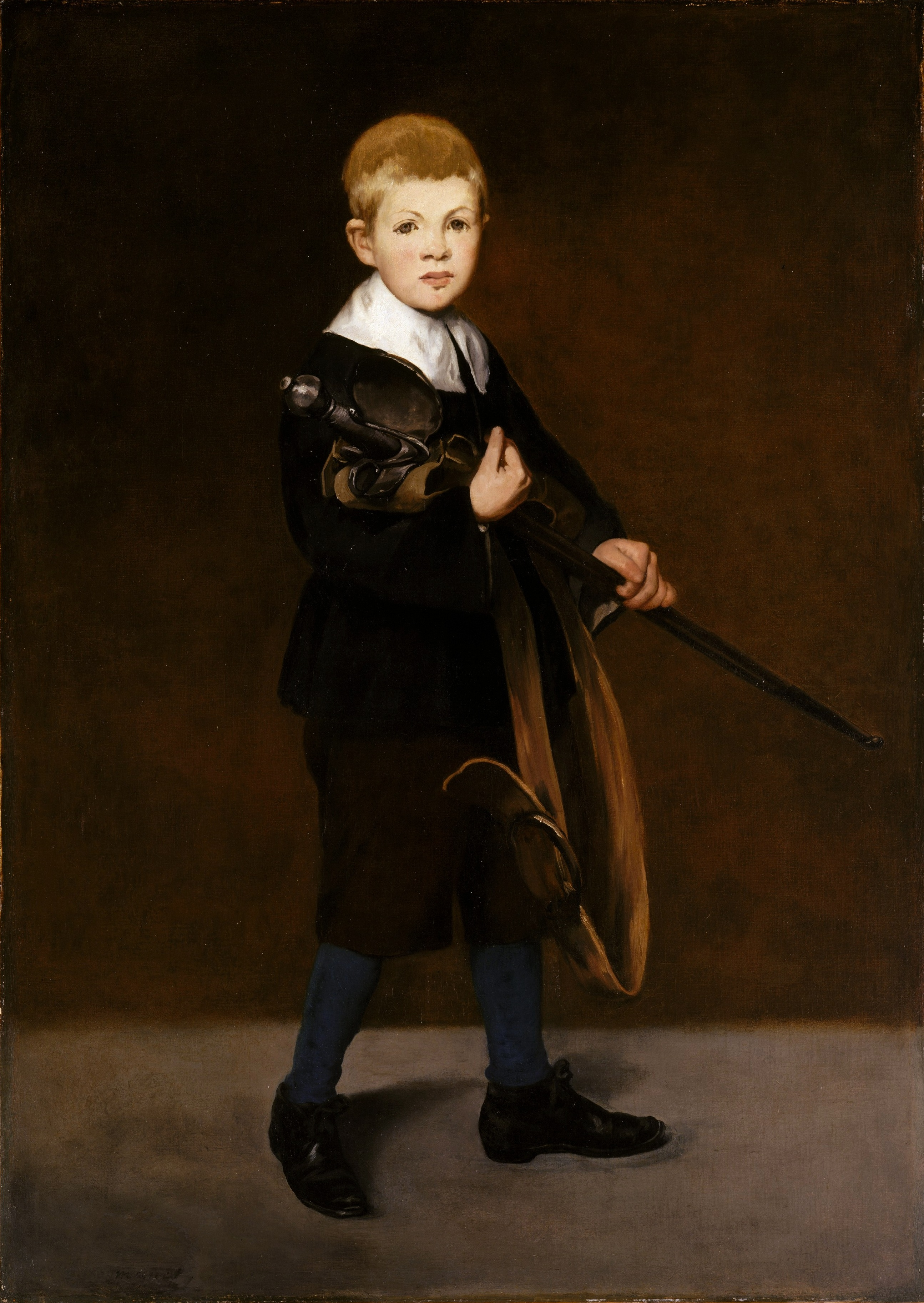
L'Enfant à l'épée, 1861, Metropolitan Museum of Art New York
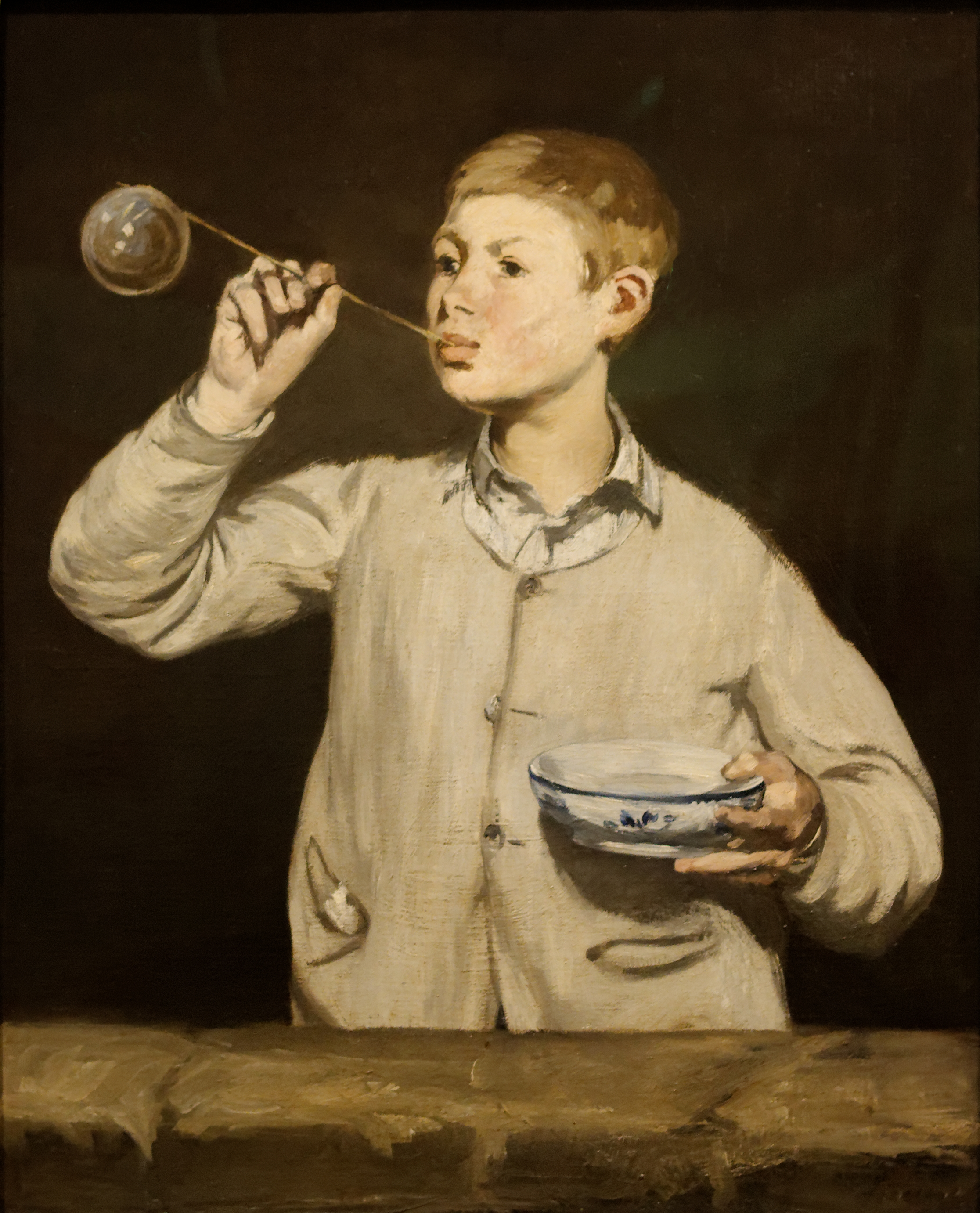
Les Bulles de savon, 1867 musée Calouste-Gulbenkian Lisbonne,
Jeune garçon pelant une poire, 1868, Nationalmuseum Stockholm
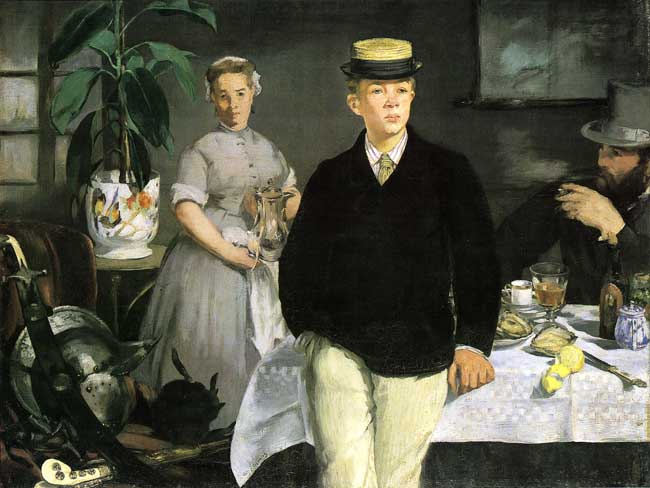
Le Déjeuner dans l'atelier, 1868, Bayerische Staatsgemäldesammlungen[note 10] Munich

Déclaré à sa naissance par Suzanne Leenhoff sous le nom Léon-Édouard Koëlla, le débat autour de la paternité de Léon Koëlla-Leenhoff autorise des affirmations vagues et sans preuves. Notamment, celles qui prétendent que l'enfant serait né d'une relation entre Suzanne Leenhoff et le père de Manet. Ce doute est entretenu par certains critiques : « Est-il le fils d'Édouard Manet ou son demi-frère? Le débat reste ouvert. » Françoise Cachin ne s'avance pas. Elle rappelle que l'on ne sait que très peu de choses sur l'intimité de Manet, y compris sur ses relations avec ses amis, et que la correspondance n'apporte rien d'essentiel à cette connaissance de Manet intime . Sophie Monneret indique précisément : « Léon, (Paris 1852-Bizy 1927). Fils naturel de Suzanne Leenhoff et très probablement d'Édouard Manet qui épouse celle-ci douze ans après la naissance de l'enfant, Léon Koëlla est déclaré à l'état civil comme étant né  de la jeune femme et d'un certain Koëlla, dont on ne trouve trace nulle part; baptisé en 1855, l'enfant a pour parrain Édouard et pour marraine Suzanne qui présente cet enfant comme son plus jeune frère. C'est seulement après la mort de Suzanne que Léon la désignera comme sa mère et non plus comme sa sœur. »; Léon a été choyé et gâté à la fois par Édouard, par sa mère Suzanne, et par Madame Manet mère qui habite avec son fils et sa belle fille après leur mariage. Léon sert souvent de modèle au peintre et dans une gravure, sans doute exécutée d'après le tableau des Cavaliers.
Il est possible de suivre l'évolution progressive de Léon à travers les portraits que Manet a fait de lui, depuis l’enfance jusqu’à l’adolescence. C’est encore un tout jeune enfant qui pose, déguisé en page espagnol, dans L'Enfant à l'épée, mais aussi dans le détail d'un tableau des tout débuts de Manet, Cavaliers espagnols, Détail de Léon Leenhoff, 1859, musée des Beaux-Arts de Lyon; à l’époque où le peintre accumulait les sujets espagnols. La ressemblance de l'enfant des Cavaliers avec celui de L'Enfant à l'épée laisse penser que Léon est alors âgé de sept ou huit ans . On le retrouve dans une aquarelle, et dans une gravure tirée du même tableau. Plus tard, dans Les Bulles de savon, Léon âgé de quinze ans s’amuse à faire des bulles dans un bol de savon. Léon est représenté en adolescent rêveur dans le Déjeuner dans l'atelier, réalisé à l’appartement familial de Boulogne-sur-Mer, où les Manet passaient l’été. Léon adolescent apparaît encore dans Jeune garçon pelant une poire, 1868, Nationalmuseum de Stockholm. Léon et Madame Manet sont les sujets d'un tableau Intérieur à Arcachon qui emprunte beaucoup au style de Degas. Léon est accoudé face à sa mère qui contemple la mer par la fenêtre ouverte. Cette toile réalisée en 1871 a été réalisée par Manet à la fin du siège de Paris, lorsque le peintre partit rejoindre sa famille à Oloron-Sainte-Marie où il peignit plusieurs vues du port. En 1873, Léon, jeune adulte, figure dans La Partie de croquet 1873.
La toile Le Déjeuner dans l'atelier, 1868, est caractéristique de l'image de Léon Leenhoff adolescent, sept ans après l'Enfant à l'épée. Adolphe Tabarant le trouve « énigmatique, » et suggère que Manet aurait fait une esquisse du jeune homme avant de le placer dans le tableau. Mais ce qui est étrange, ce n'est pas le regard rêveur de l'adolescent, que Manet saisit dans d'autres toiles, c'est la composition où les personnages semblent s'ignorer les uns les autres et semblent servir de faire-valoir à Léon. « Il s'agit d'un œuvre clé dans l'évolution de Manet, la première vraie scène réaliste, inaugurant une série qui mène dix ans plus tard au Bar (Un bar aux Folies Bergère), lequel n'est pas sans analogie avec Le Déjeuner. »

### Sa belle-sœur Berthe Morisot

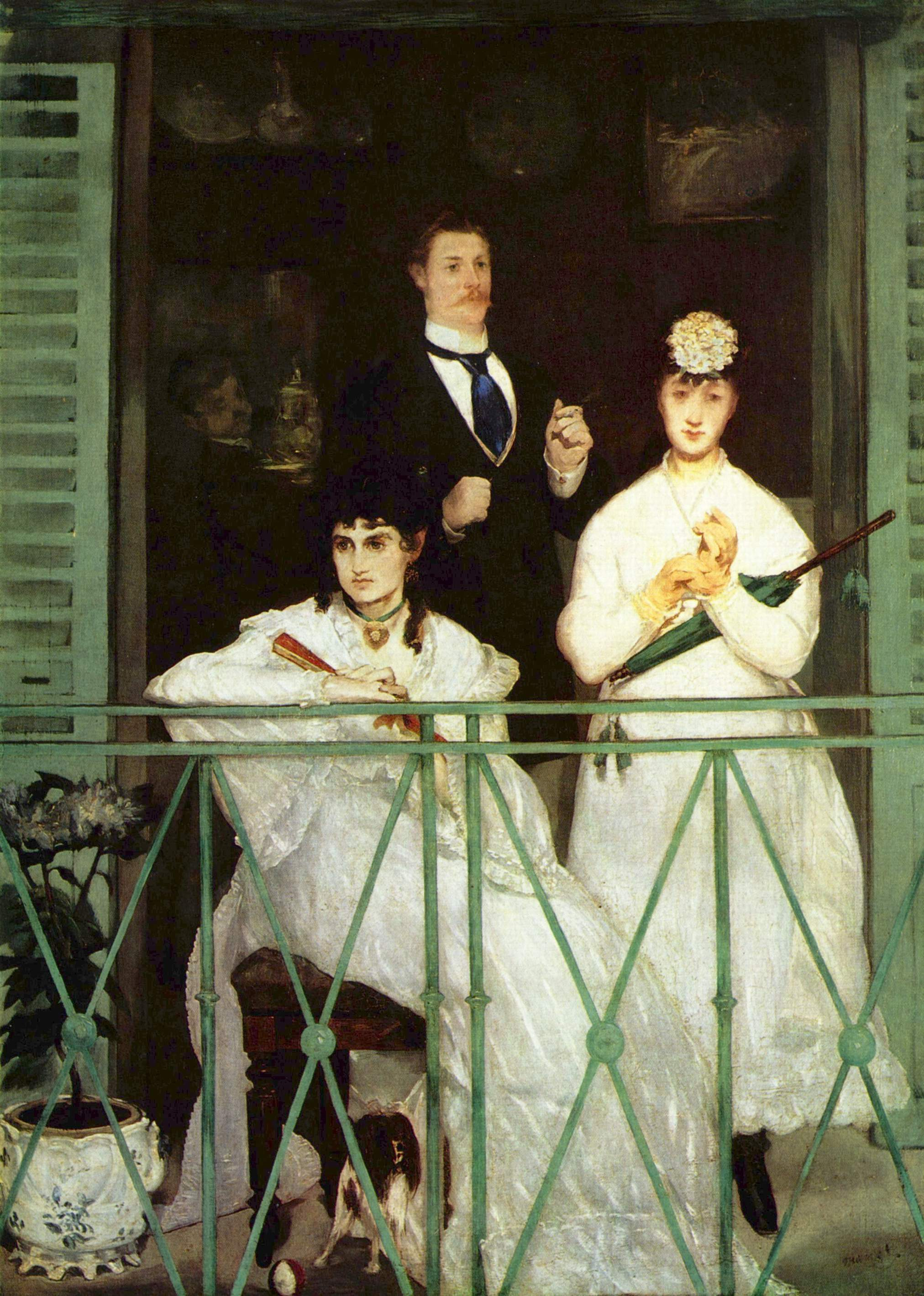
Le Balcon, 1868-1869 (170 × 124 cm), Paris, musée d'Orsay.
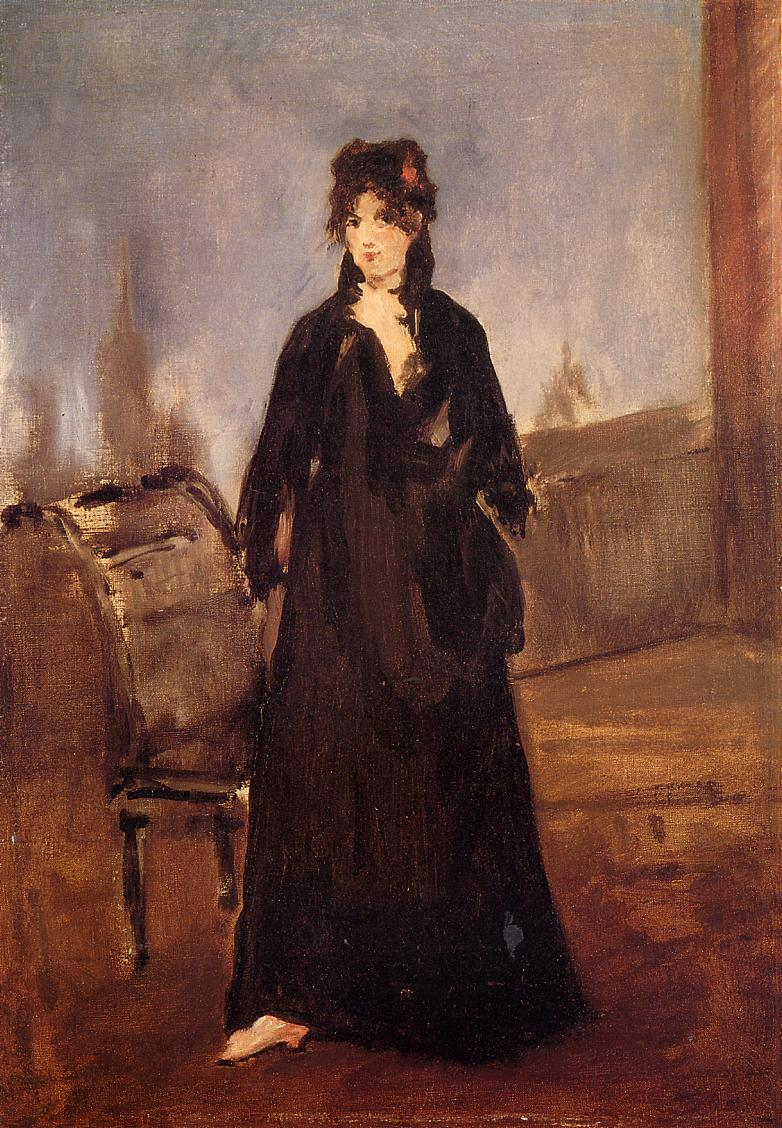
Berthe Morisot au soulier rose, 1872, Hiroshima Museum of Art.
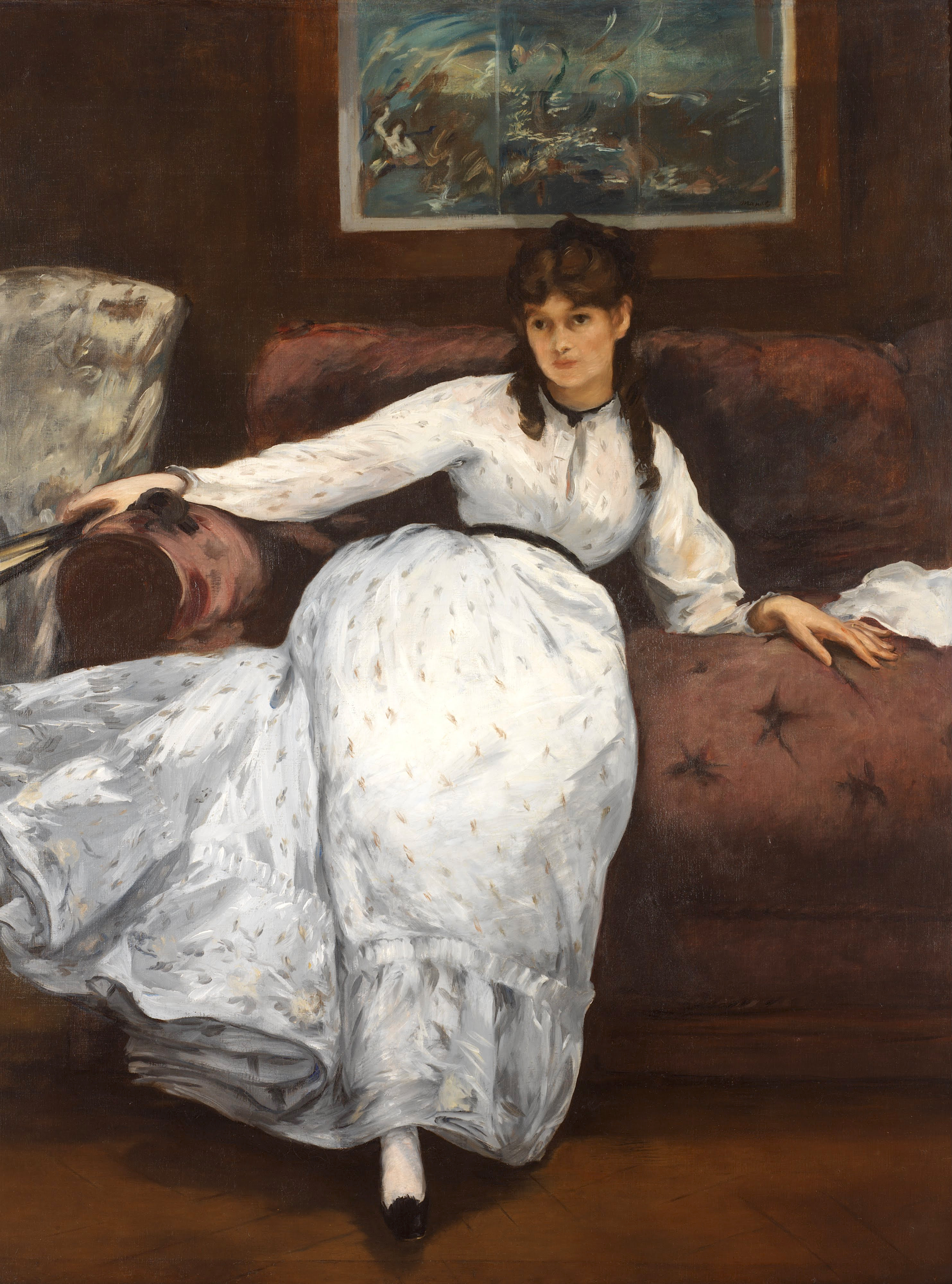
Le Repos (Berthe Morisot), vers 1870-1871, Rhode Island School of Design Museum.
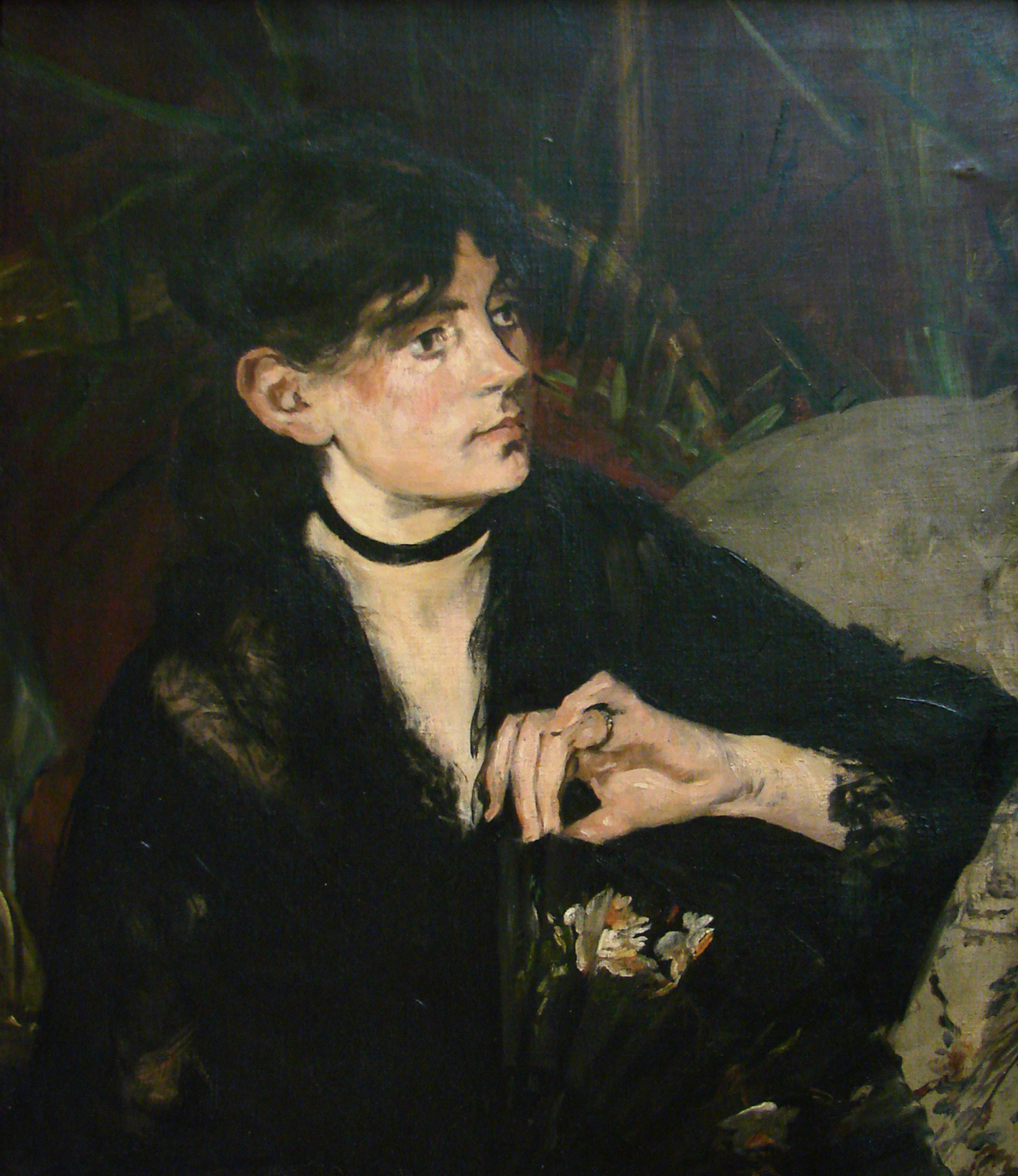
Berthe Morisot à l'éventail, 1874, Palais des beaux-arts de Lille.
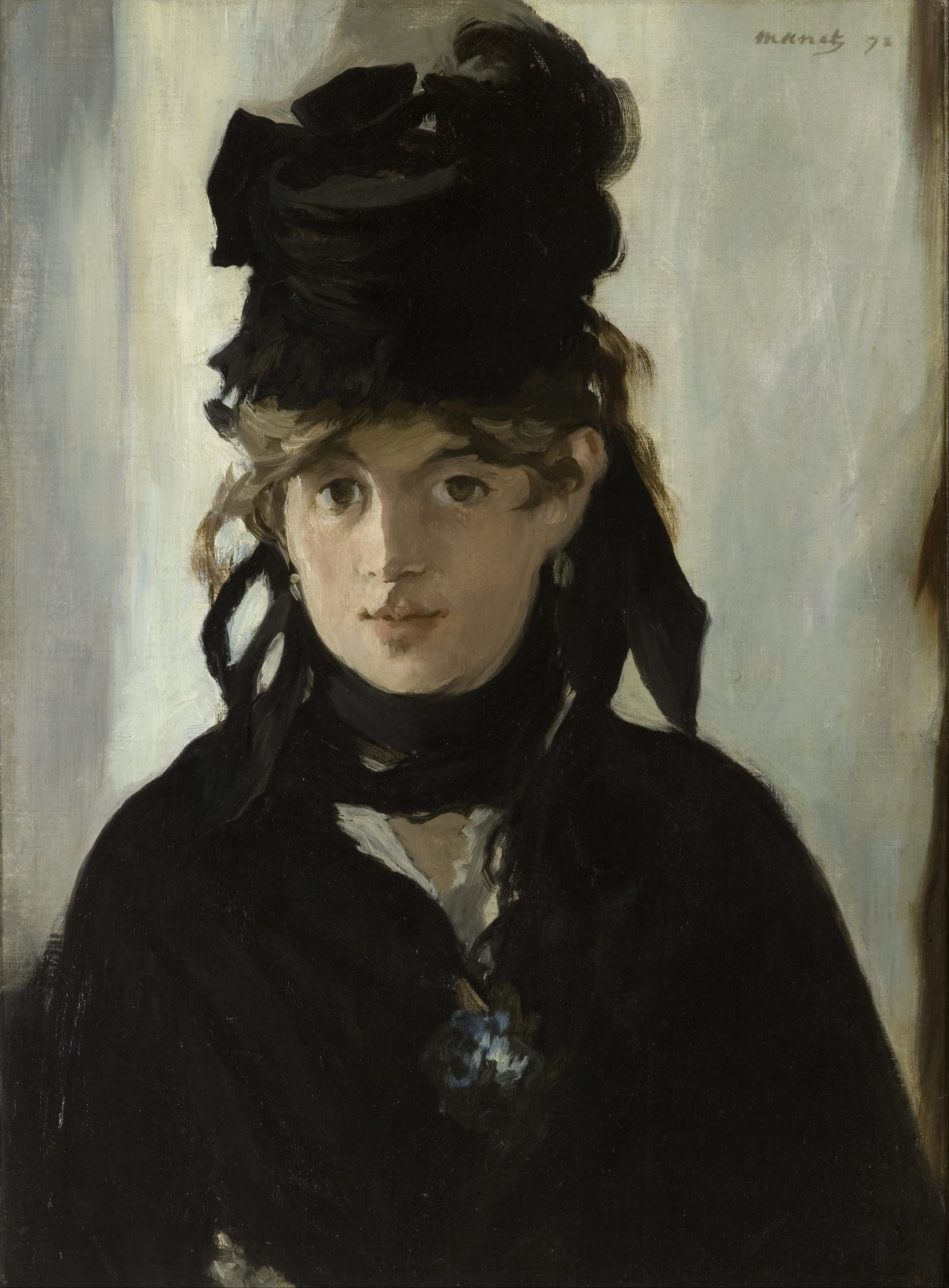
Berthe Morisot aux bouquet de violettes, 1872, Paris, Musée d'Orsay

Edma Morisot, la sœur de Berthe Morisot, connaissait Henri Fantin-Latour et Félix Bracquemond depuis 1860 environ. Berthe Morisot fait la connaissance de Manet plus tardivement, en 1867 lorsque Fantin-Latour les présente au Louvre, où Morisot faisait une copie d'après Rubens. Manet se montre tout d'abord très ironique sur la peinture de Morisot. Dans une lettre adressée à Fantin-Latour, le 26 août 1868, il écrit : « Je suis de votre avis, les demoiselles Morisot sont charmantes. Cependant, comme femmes, elles pourraient servir la cause de la peinture en épousant chacune un académicien et en mettant la discorde dans le camp de ce gâteux . » Par la suite, s'établiront entre Berthe et Édouard des liens d'affection et d'estime mutuelle. En attendant, Morisot regimbe contre les séances de pose pour Le Balcon, tout comme les autres modèles du tableau : Fanny Claus et le sculpteur Pierre Prins. Morisot trouvait Manet encombrant. Il avait la manie de retoucher lui-même les tableaux de la jeune fille.
Au début de l'été 1870, environ un an après Le Balcon, « Manet se lance dans une série d'éblouissants portraits de Berthe Morisot dont Le Repos, portrait de Berthe Morisot. Il demande à Berthe de poser pour lui alors qu'il est encore en train de faire le portrait d'Eva Gonzalès en robe blanche ; les méthodes de Manet irritent Berthe. » Elle écrit à sa sœur le 31 août 1870 « [...] il recommence chaque portrait pour la vingt-cinquième fois : elle pose tous les jours, et le soir, sa tête est lavée au savon noir. Voilà qui est encourageant pour demander aux gens de poser. » Par la suite, Berthe Morisot perd souvent patience au cours des séances de pose avec Manet qu'elle trouve trop pointilleux. D'ailleurs, lorsqu'il vient par la suite, retoucher les propres tableaux de Morisot, elle attend qu'il ait le dos tourné pour remettre sa toile en l'état. Morisot porte une robe blanche lorsqu'elle pose pour Le Repos, portrait de Berthe Morisot et ne cesse de s'impatienter. Elle écrit à sa sœur « Manet me fait la morale et m'offre cette éternelle Mademoiselle Gonzalès comme modèle [...] elle sait mener les choses à bien, tandis que moi, je ne suis capable de rien. En attendant, il recommence son portrait pour la vingt-cinquième fois . » Berthe Morisot, qui est dans une période de doute, est convaincue que celui qui allait être son beau-frère méprisait sa peinture et lui préférait celle d'Eva Gonzalès, garde un très mauvais souvenir de ces séances de pose pour ce portrait. La jambe gauche repliée sous la robe, elle n'était pas autorisée à bouger pour ne pas défaire l'arrangement du peintre .
Manet admirait pourtant le talent de Berthe Morisot. Il le lui prouva dix années plus tard en lui offrant, comme cadeau de nouvel an un chevalet, le cadeau le plus encourageant qu'il pouvait lui faire.
Berthe Morisot devient la belle-sœur de Manet en 1874 lorsqu’elle se marie avec son plus jeune frère Eugène Manet. Morisot s'impose ensuite comme une figure essentielle du mouvement impressionniste. Elle adhère à la Société anonyme des artistes peintres, sculpteurs et graveurs, à laquelle Manet refuse de se joindre et participe aux Première et deuxième expositions des impressionnistes auxquelles il refuse également de participer.

### Les frères Manet

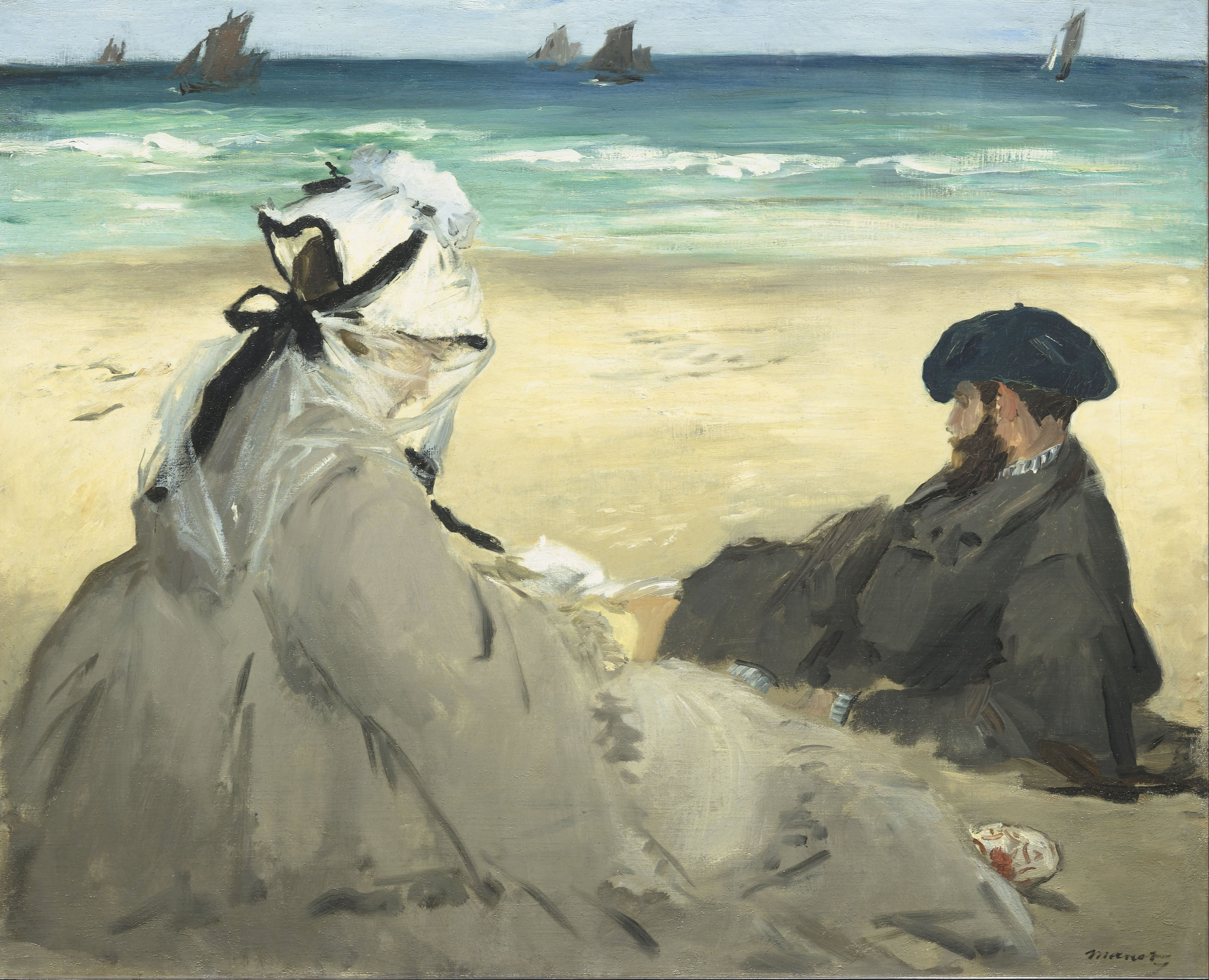
Sur la plage Manet, 1873

Édouard Manet est l'aîné de deux frères : Eugène Manet, né en 1833. Manet le fait apparaître dans La Musique aux Tuileries, il sert également de modèle à l'homme en jaquette du Déjeuner sur l'herbe, et à une mine de plomb des trois personnages principaux du Déjeuner sur l'herbe 1862-1863 (Oxford, Ashmolean Museum) qui n'est pas considérée comme une étude préparatoire, mais un dessin postérieur au Déjeuner. Eugène est l'un des deux personnages principaux de la toile Sur la plage où le jeune homme est en compagnie de Suzanne Manet, peu avant son mariage avec Berthe Morisot sur la plage de Berck-sur-Mer. Moreau-Nélaton a également affirmé qu'Eugène aurait posé pour Le Matador saluant, ce qui parait très possible au vu de la ressemblance du sujet avec Eugène.
Gustave Manet né en 1835 était conseiller municipal de Paris.
C'est probablement par son intermédiaire que le peintre a été mis en relation avec Georges Clemenceau dont il a fait le portrait.

## Les amis de Manet

### Amitiés littéraires

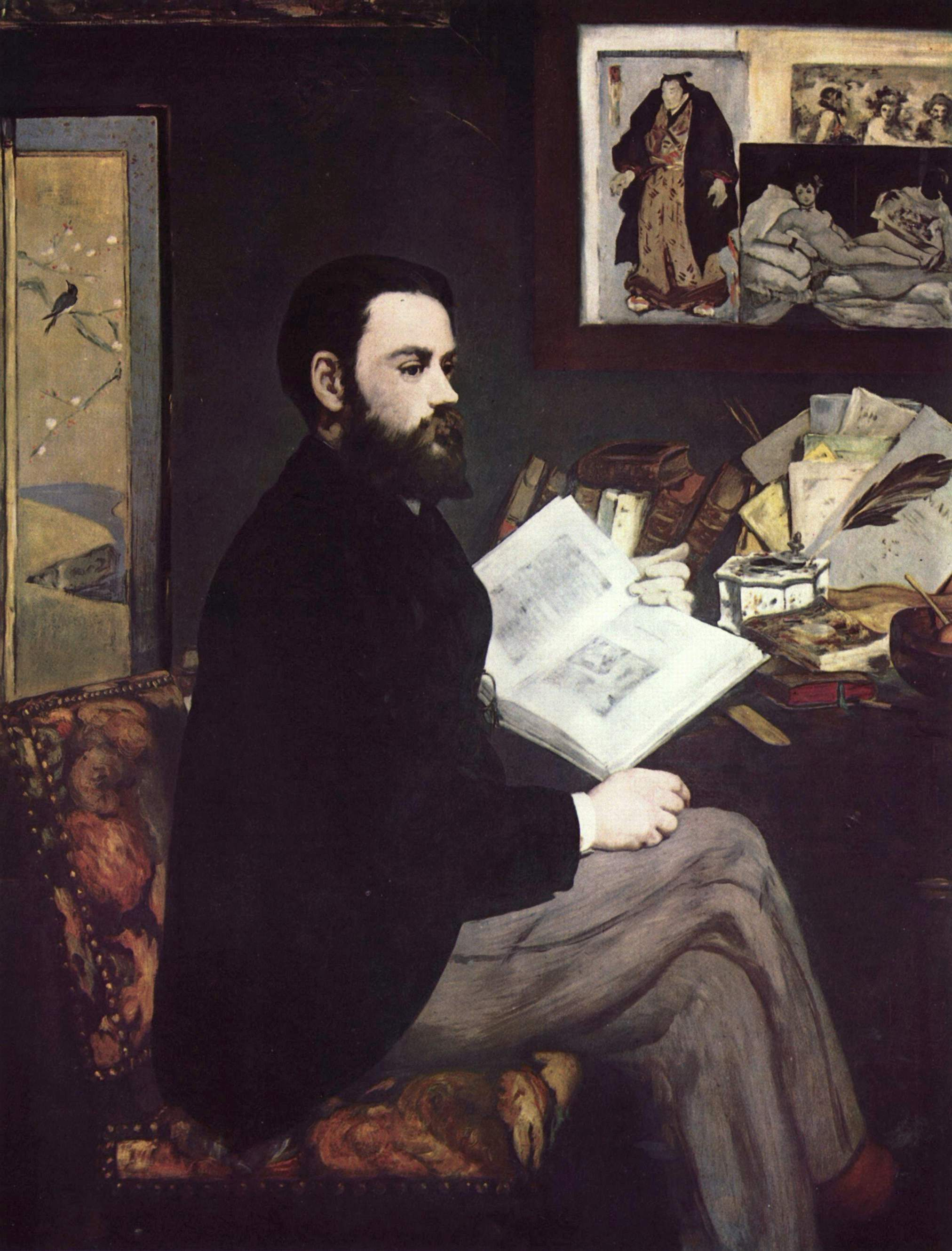
Portrait d'Émile Zola, 1868 (146 × 114 cm), Paris, musée d'Orsay.
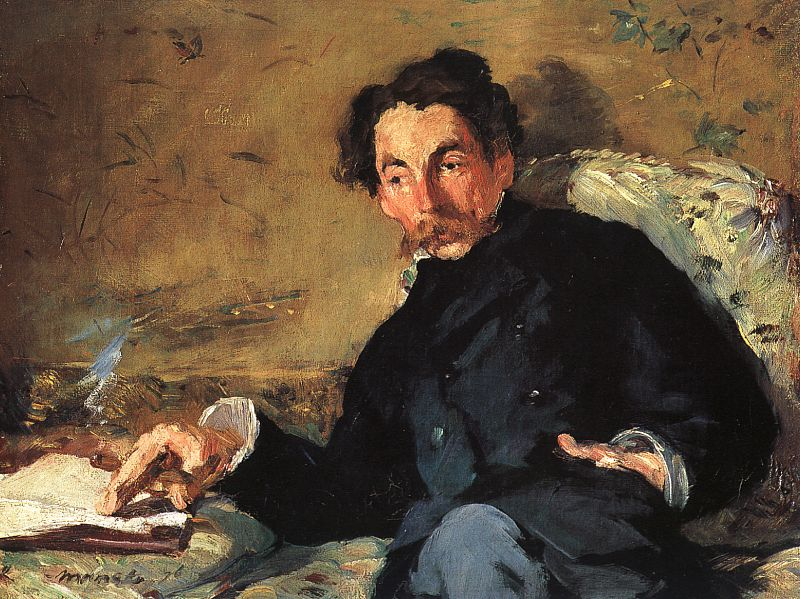
Portrait de Stéphane Mallarmé, 1876 (27 × 36 cm), Paris, musée d'Orsay.
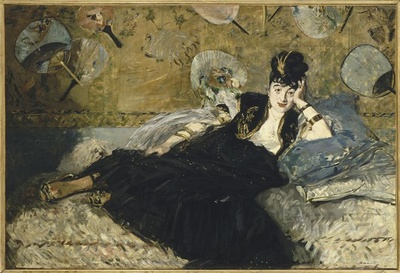
Nina de Callias musée d'Orsay.
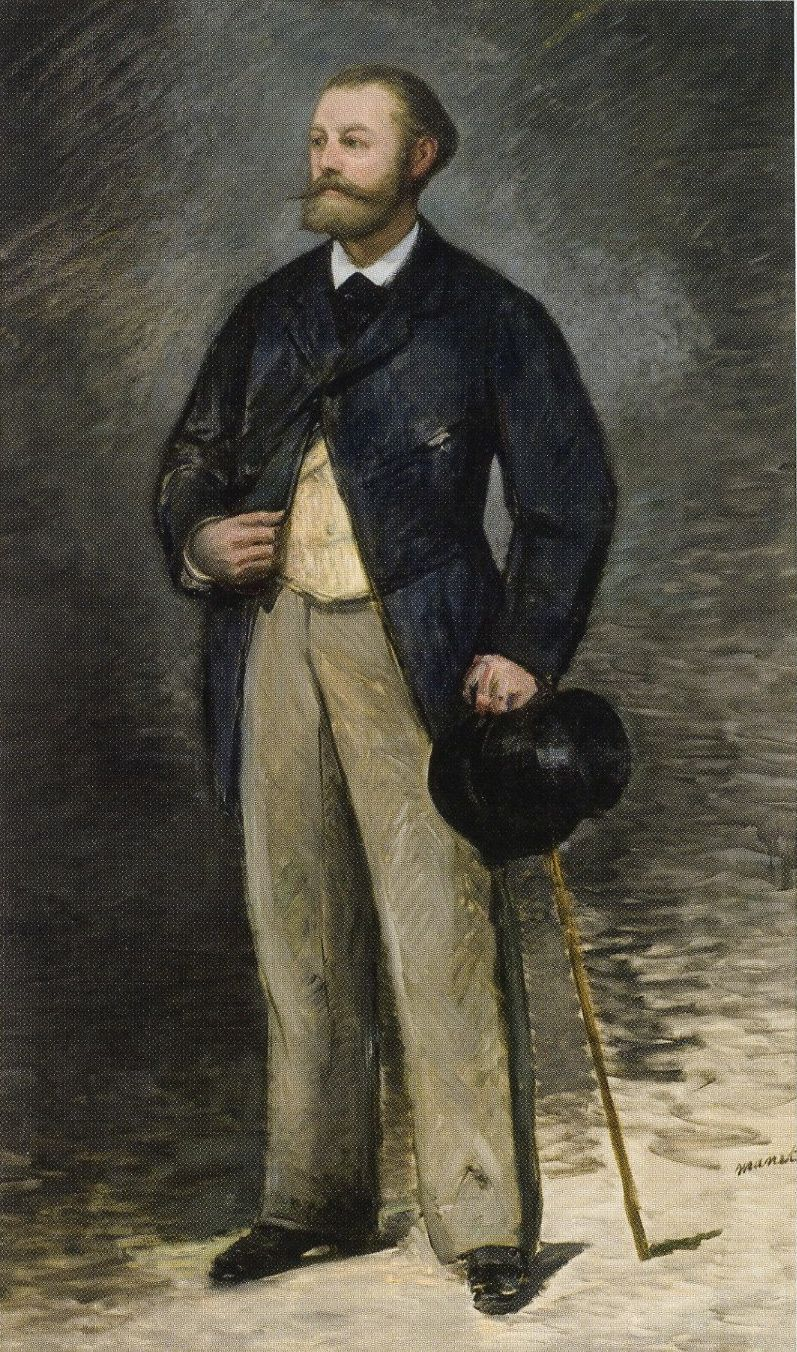
Portrait d'Antonin Proust (journaliste et ministre des Arts), 1877 – Musée Fabre, Montpellier.
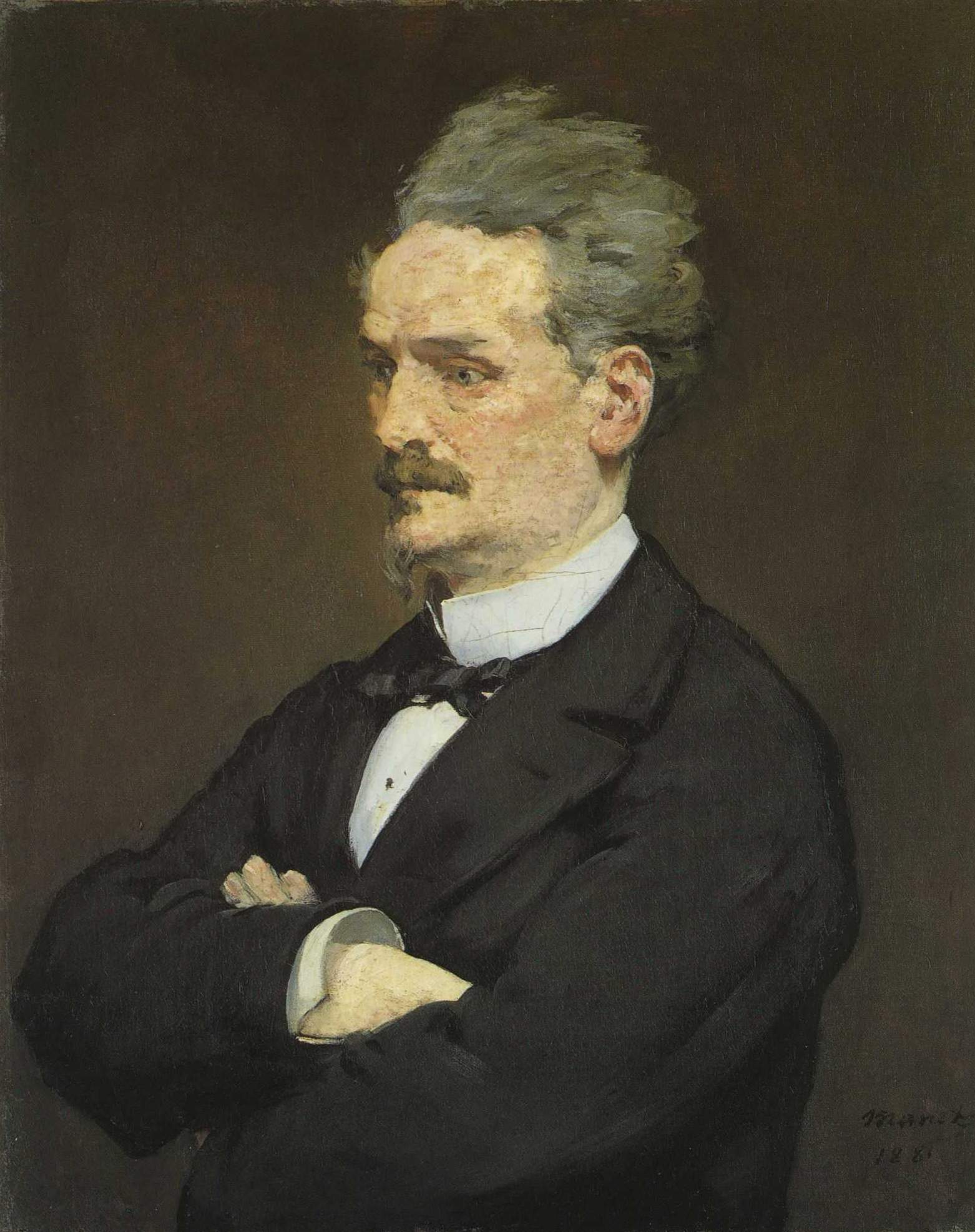
Portrait d'Henri Rochefort, 1881 Kunsthalle de Hambourg.
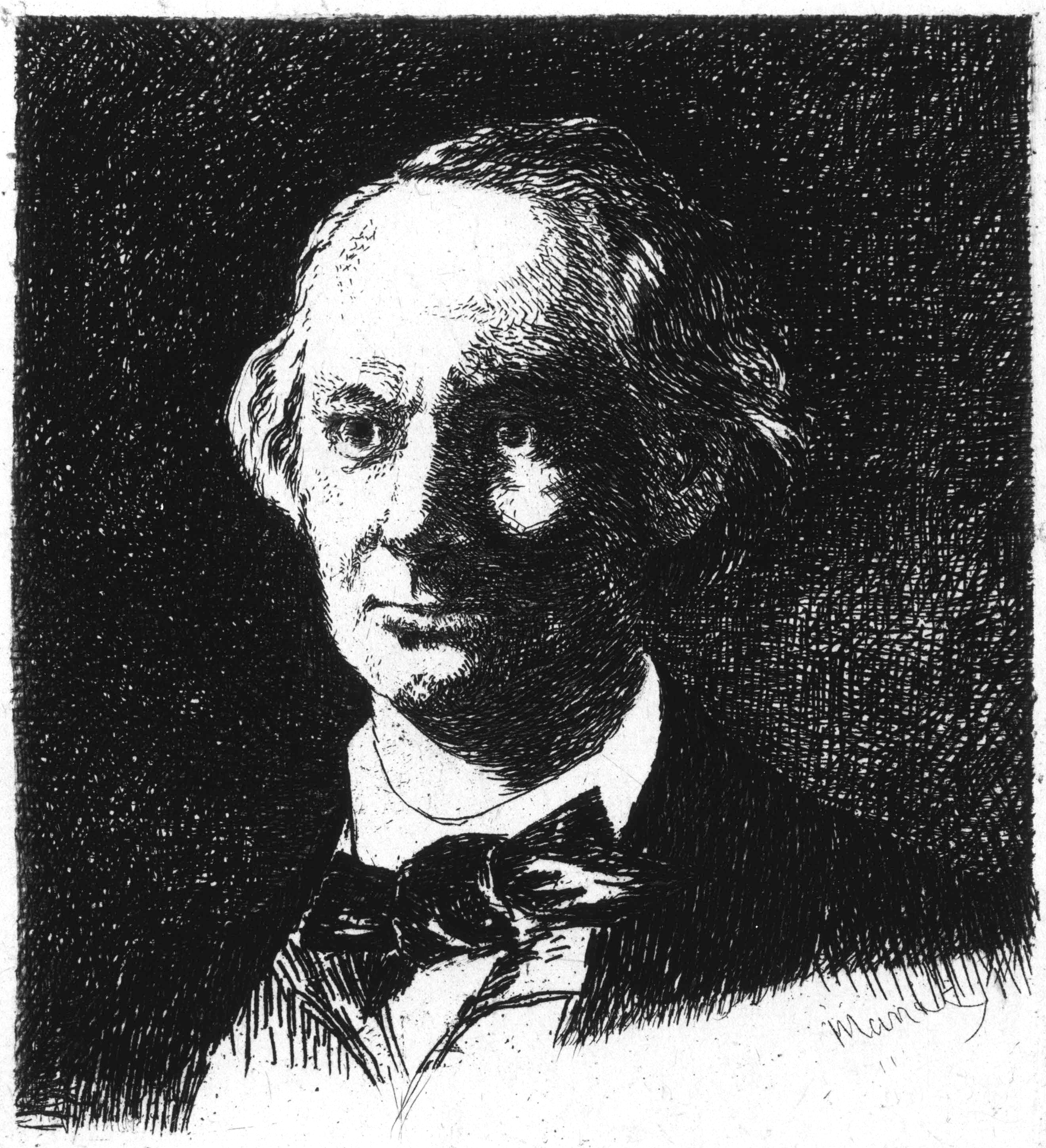
Portrait de Baudelaire, peint et gravé par Manet, 1865 musée Delacroix

Alors même qu’il n’était encore qu’un jeune peintre, Manet avait déjà conquis l’amitié de Baudelaire. Les deux hommes se rencontrent dès 1859 dans le salon du commandant Lejosne, ami de la famille Manet. Bien que Baudelaire n’ait jamais écrit publiquement pour soutenir son ami, y compris pendant le scandale du Salon des refusés de 1863, il tient le talent du jeune homme en haute estime dès la présentation du Le Buveur d'absinthe. Comme il l’avait noté en 1865, peu avant sa mort, « il y a des défauts, des défaillances, un manque d’aplomb, mais il y a un charme irrésistible. Je sais tout cela, je suis un des premiers qui l’ont compris ».

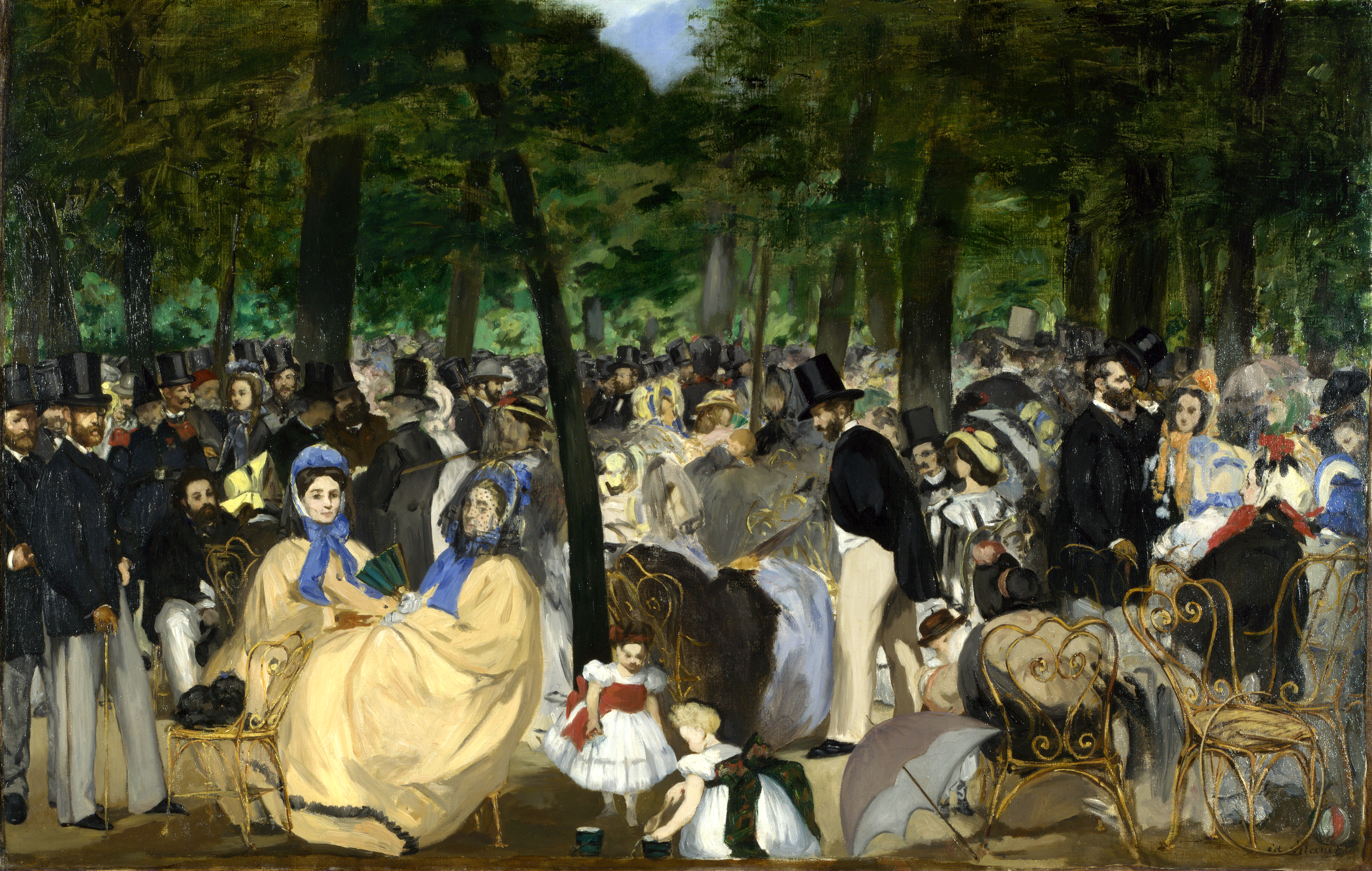
La Musique aux Tuileries, 1862 National Gallery

L’amitié de Baudelaire a été particulièrement bénéfique à Manet après la présentation d'Olympia : le peintre, abattu par les critiques féroces qui lui avaient été adressées, avait écrit à Baudelaire alors à Bruxelles en mai 1865. Baudelaire avait répondu de manière à lui rendre courage : 

« Il faut donc que je vous parle encore de vous. Il faut que je m'applique à vous démontrer ce que vous valez. C'est vraiment bête ce que vous exigez. On se moque de vous; les plaisanteries vous agacent; on ne sait pas vous rendre justice, etc., etc. Croyez-vous que vous soyez le premier homme dans ce cas? Avez-vous plus de génie que Chateaubriand et que Wagner? On s'est est bien moqué d'eux cependant? Ils n'en sont pas morts. Et pour ne pas vous inspirer trop d'orgueil, je vous dirai que ces hommes sont des modèles, chacun dans son genre, et dans un monde très riche, et que vous, vous n'êtes que le premier dans la décrépitude de votre art. J'espère que vous ne m'en voudrez pas du sans-façon avec lequel je vous traite. Vous connaissez mon amitié pour vous »

 Baudelaire apparaît dans le tableau La Musique aux Tuileries, il est au second plan, coiffé d'un haut de forme. Manet en a fait un portrait de profil, gravure de 1862.
La mort de Baudelaire, survenue prématurément en 1867, a été un coup rude pour Manet comme pour sa femme Suzanne, qui perdaient à la fois un protecteur et un ami. Le tableau de Manet L'Enterrement, conservé au Metropolitan Museum of Art (New York) peint en 1867, resté inachevé, a été fort inspiré au peintre par l'enterrement de Baudelaire. Manet y assistait. Il y avait alors seulement onze personnes qui suivaient le corbillard, parce que c'était un dimanche et que beaucoup de gens s'étaient absentés de Paris. Le lendemain, il y eut cent personnes à l'église et autant au cimetière.
C’est à cette époque qu’Édouard Manet reçoit le soutien d’un jeune auteur de vingt-six ans, Émile Zola. Ce dernier, révolté par le refus opposé au Joueur de fifre pour le Salon officiel de 1866, publie la même année un article retentissant dans L’Événement, dans lequel il prend la défense du tableau. L’année suivante, Zola va jusqu’à consacrer une étude biographique et critique très fouillée à Édouard Manet, afin de permettre la « défense et illustration » de sa peinture, qu’il qualifie de « solide et forte ».
Manet en est très reconnaissant envers son nouvel ami ; il réalise dès 1868 le Portrait d'Émile Zola, accepté au Salon de la même année. La toile contient plusieurs éléments anecdotiques et discrets révélant l’amitié des deux hommes : outre la reproduction d’Olympia accrochée au mur et dans laquelle le regard de Victorine Meurent a d’ailleurs été légèrement modifié par rapport à l’original afin de fixer Zola, on distingue sur le bureau le livre bleu-ciel que l’écrivain avait rédigé pour défendre Manet. L’entente entre les deux hommes, toutefois, ne durera pas : de plus en plus perplexe face à l’évolution impressionniste que connaissait le style de Manet, bien loin du réalisme qu’il prisait, Zola finit par rompre tout contact.
Plus tard dans sa vie, Manet retrouvera chez un homme de lettres l’amitié profonde et spirituelle qu’il avait ressentie pour Baudelaire, en la personne de Stéphane Mallarmé.« Les relations entre Mallarmé et Manet datent au moins de 1873, année de l'arrivée du poète à Paris. Une lettre de John Payne à Mallarmé, datée du 30 octobre, rappelle une visite commune à l'atelier du peintre. La rencontre s'est faite quelques mois plus tôt, soit par l'intermédiaire de Philippe Burty, soit par Nina de Callias dont Manet fit le portrait. Leurs relations furent étroites et suivies au point que Mallarmé a pu écrire à Verlaine dans sa mini biographie en 1947 : « J'ai dix ans vu tous les jours mon cher Manet dont l'absence aujourd'hui me parait invraisemblable . » Les deux hommes se rencontrent quotidiennement. (...) Manet choisit en 1876 une toile de petit format pour peindre son modèle au naturel dans une attitude décontractée ». Ce dernier, plus jeune de dix ans, ressent une telle admiration pour l’art de Manet qu’il publie à Londres, en 1876, un article élogieux à son sujet, en anglais. Dans ce texte, intitulé Les Impressionnistes et Édouard Manet, Mallarmé prend la défense de son compatriote, et en particulier du tableau Le Linge, une représentation sans prétention d’une jeune femme des Batignolles lavant son linge, œuvre refusée au Salon car mêlant un thème trivial et un style impressionniste. Manet exécute alors un Portrait de Stéphane Mallarmé. C'est à l'écrivain Georges Bataille que revient d'avoir défini la merveilleuse réussite de ce portrait du poète . « dans l'histoire de l'art et de la littérature, ce tableau est exceptionnel. Il rayonne de l'amitié de deux grands esprits; dans l'espace de cette toile, il n'y a nulle place pour ces nombreux affaissements qui alourdissent l'espèce humaine. La force légère du vol, la subtilité qui dissocie également les phrases et les formes, maquent ici une victoire authentique. La spiritualité la plus aérée, la fusion des possibilités les plus lointaines, les ingénuités et les scrupules composent la plus parfaite image du jeu que l'homme est en définitive, ses lourdeurs une fois surmontées. » Paul Valéry associait ce qu'il appela « le triomphe de Manet » à la rencontre de la poésie, en la personne de Baudelaire d'abord, puis de Mallarmé. Ce triomphe, semble-t-il s'acheva dans ce tableau, de la manière la plus intime. »
Cette proximité entre l'artiste et l'écrivain amènera Édouard Manet à créer les illustrations qui accompagnent deux textes de Mallarmé : Le Corbeau, traduction du poème d'Edgar Allan Poe en 1875, et L'Après-midi d'un faune en 1876.

### Amitiés artistiques: la «bande de Manet»

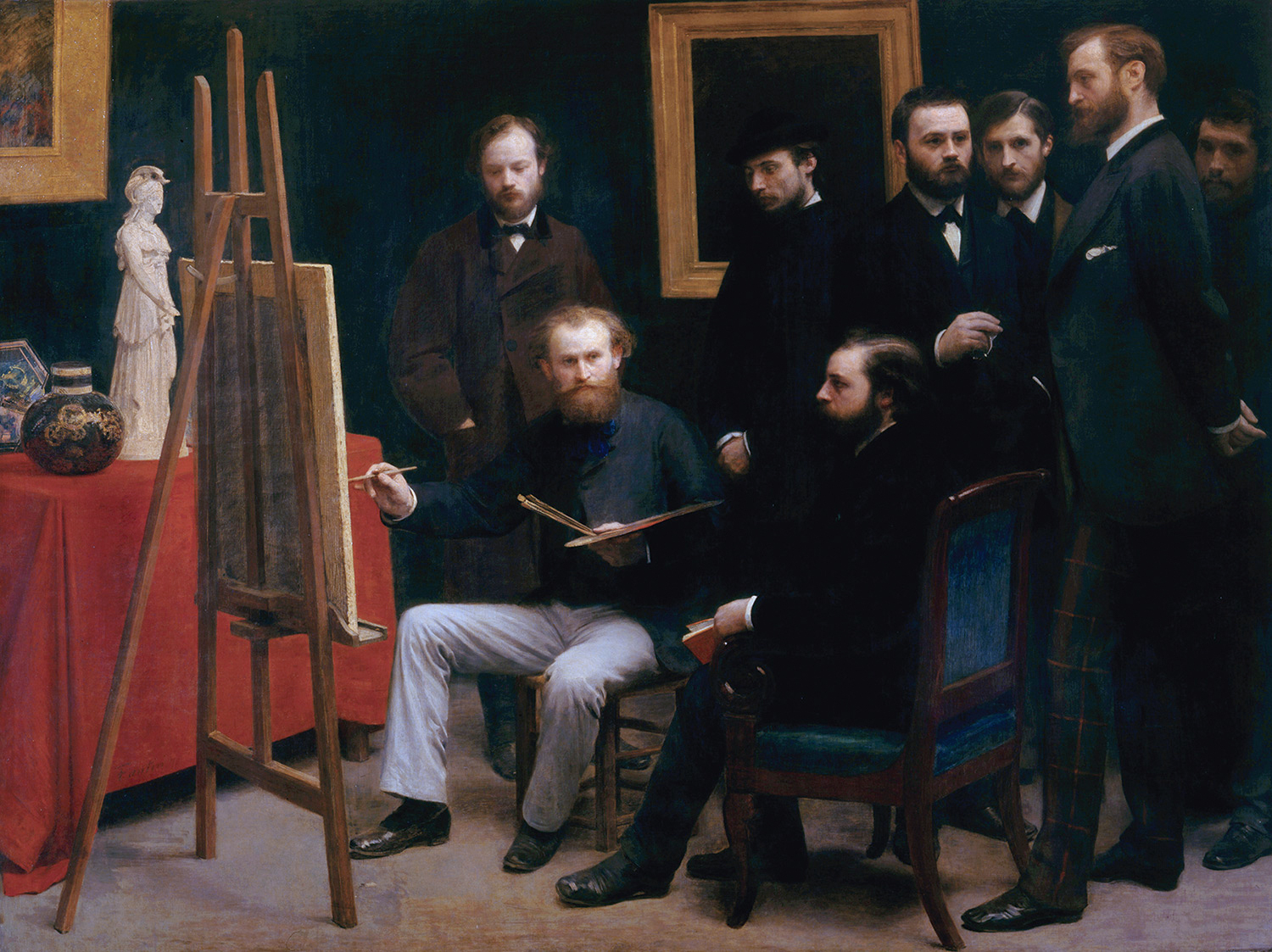
Henri Fantin-Latour, Un atelier aux Batignolles, 1870, Paris, musée d'Orsay.

Au fur et à mesure que Manet gagne en âge, un nombre grandissant de jeunes artistes se réclament de son esprit en s’opposant à leur tour à l'académisme. Prônant la peinture en plein air et se qualifiant eux-mêmes, tour à tour, d’Intransigeants, de Réalistes ou encore de Naturalistes, la critique va finalement, avec ironie, les surnommer « Impressionnistes ». Parmi ces jeunes talents, certains vont se rapprocher de Manet et former le groupe dit « des Batignolles », ainsi nommé en référence au quartier des Batignolles où se trouvaient l’atelier de Manet et les principaux cafés que la bande fréquentait. On compte notamment dans ce groupe les peintres Paul Cézanne, Auguste Renoir, Frédéric Bazille ou Claude Monet.
De tous ces jeunes disciples, l’ami le plus intime de Manet est incontestablement Claude Monet, futur chef de file de l’impressionnisme. Les familles des deux peintres, deviennent vite très proches et passent de longues journées ensemble dans la verdure d’Argenteuil, chez les Monet. Ces visites régulières sont l’occasion pour Édouard Manet de réaliser plusieurs portraits intimistes de son ami, comme celui ironiquement appelé Claude Monet peignant dans son atelier, et surtout de s’essayer à imiter le style et les thèmes favoris de ce dernier, en particulier l’eau. L’émulation est visible dans Argenteuil, où Manet force volontairement son trait pour se rapprocher de l’impressionnisme par nature plus tranché de Monet, avec une Seine d’un bleu outrancier.
Cette admiration réciproque n’empêche cependant pas les deux hommes de développer, indépendamment l’un de l’autre, leurs propres styles. On peut ainsi utilement comparer deux vues de Paris réalisées le même jour sur le même sujet en 1878, à l’occasion de l’Exposition universelle : tandis que La Rue Mosnier aux drapeaux de Manet présente un paysage austère et presque aride, le faste luxuriant de La Rue Montorgueil de Monet révèle un point de vue radicalement différent.
Édouard Manet est également très lié au peintre Edgar Degas, bien que ce dernier n’ait pas fait spécifiquement partie du groupe des Batignolles. Les deux hommes sont inséparables aux heures sombres de la guerre franco-allemande de 1870 lorsque, pris au piège dans le Paris assiégé en compagnie de son ami, Manet ne pouvait communiquer que par lettres avec sa femme Suzanne réfugiée en province. Manet et Degas se trouvent d’autres affinités pendant la Commune de Paris par leur opposition conjointe au parti versaillais. Bien que les deux hommes se soient souvent querellés et affrontés pour obtenir la prééminence dans l’avant-garde artistique, Degas conservera toujours une grande estime pour Manet et contribuera à promouvoir l’œuvre de ce dernier après sa mort.

## L'œuvre multiple: peintures historiques, marines, cafés, natures mortes

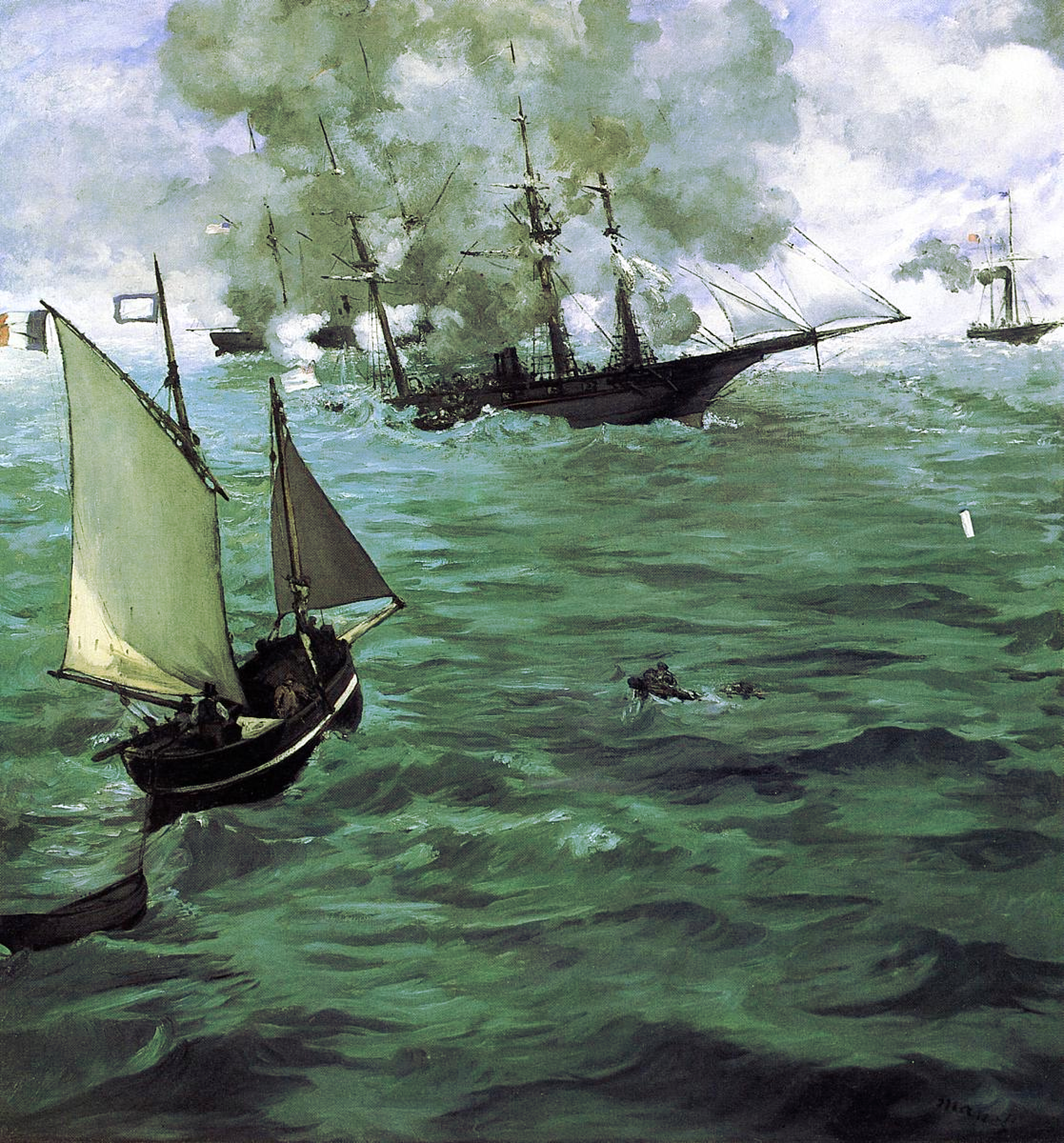
Le Combat du Kearsarge et de l'Alabama, 1864, Philadelphia Museum of Art.

### Le Combat du Kearsarge et de l'Alabama
La peinture historique, en raison de son caractère très académique, reste un genre marginal dans l’œuvre de Manet, quelques événements contemporains importants ont pourtant retenu son intérêt. C'est ainsi que le peintre immortalise en 1865 une bataille navale de la guerre de Sécession qui s'est déroulée au large de Cherbourg le 19 juin 1864, entre le navire fédéral Kearsarge et le bâtiment confédéré Alabama: Le Combat du Kearsarge et de l'Alabama (134 × 127 cm). En 1872, Barbey d'Aurevilly affirme « Le tableau de Manet est avant tout une magnifique marine » soulignant que « la mer qu'il gonfle alentour est plus terrible que le combat ». Le tableau exposé chez Alfred Cadart reçoit les éloges du critique Philippe Burty.
Manet réalise la même année plusieurs toiles sur le thème du Kearsarge et sur le thème des bateaux de pêche qui témoignent des activités maritimes de l'époque : Le Kearsarge à Boulogne (1864), Le Steam-boat, marine ou Vue de mer, temps calme (1864-1865), La jetée de Boulogne (1869) ou des portraits de membres de son équipage (Pierrot ivre, aquarelle qui caricaturerait le pilotin Pontillon, futur époux d'Edma Morisot, sœur de la peintre Berthe Morisot avec qui Manet se lie d'amitié).

### L'Exécution de Maximilien

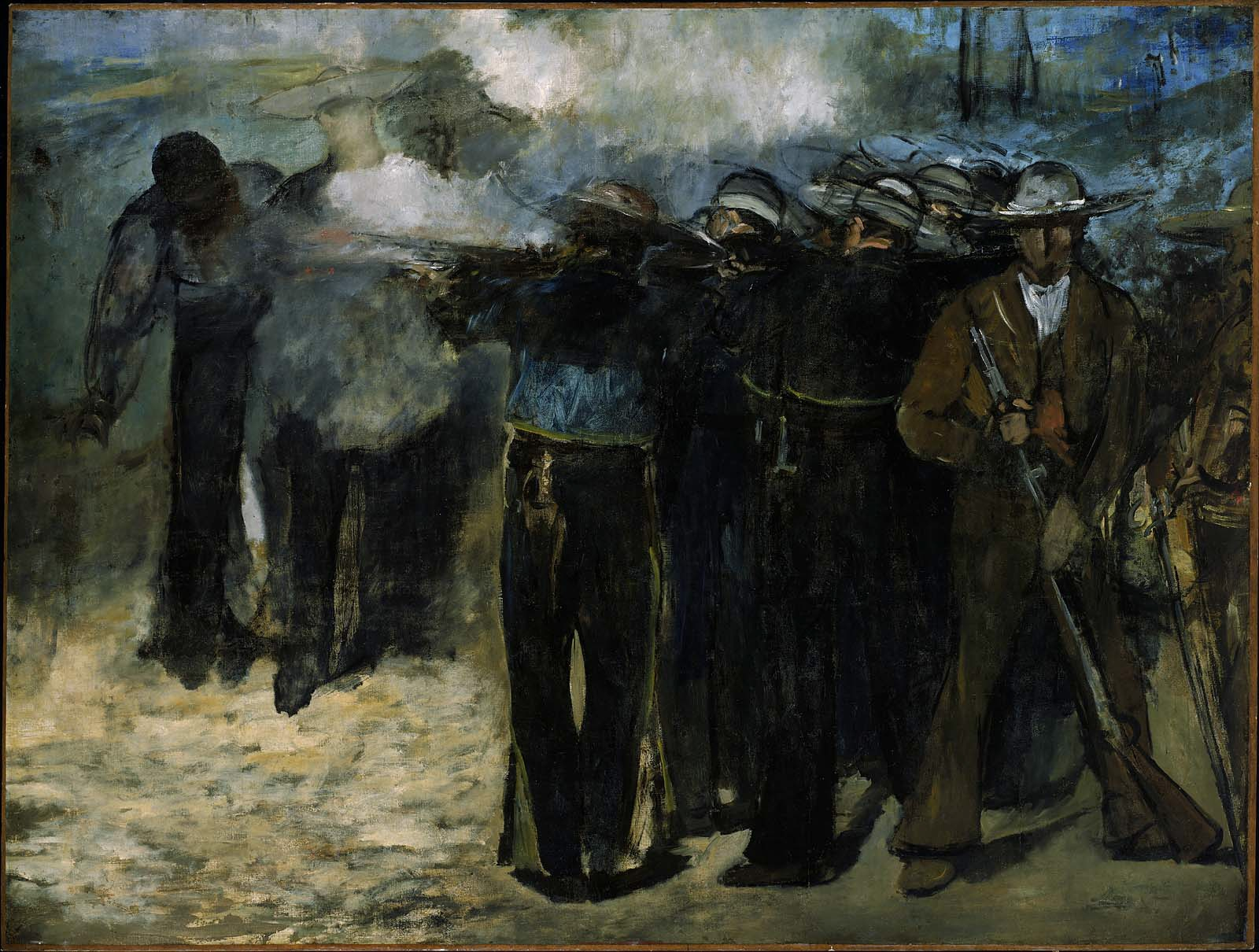
L'Exécution de Maximilien, première version 1867, musée des beaux-arts de Boston.

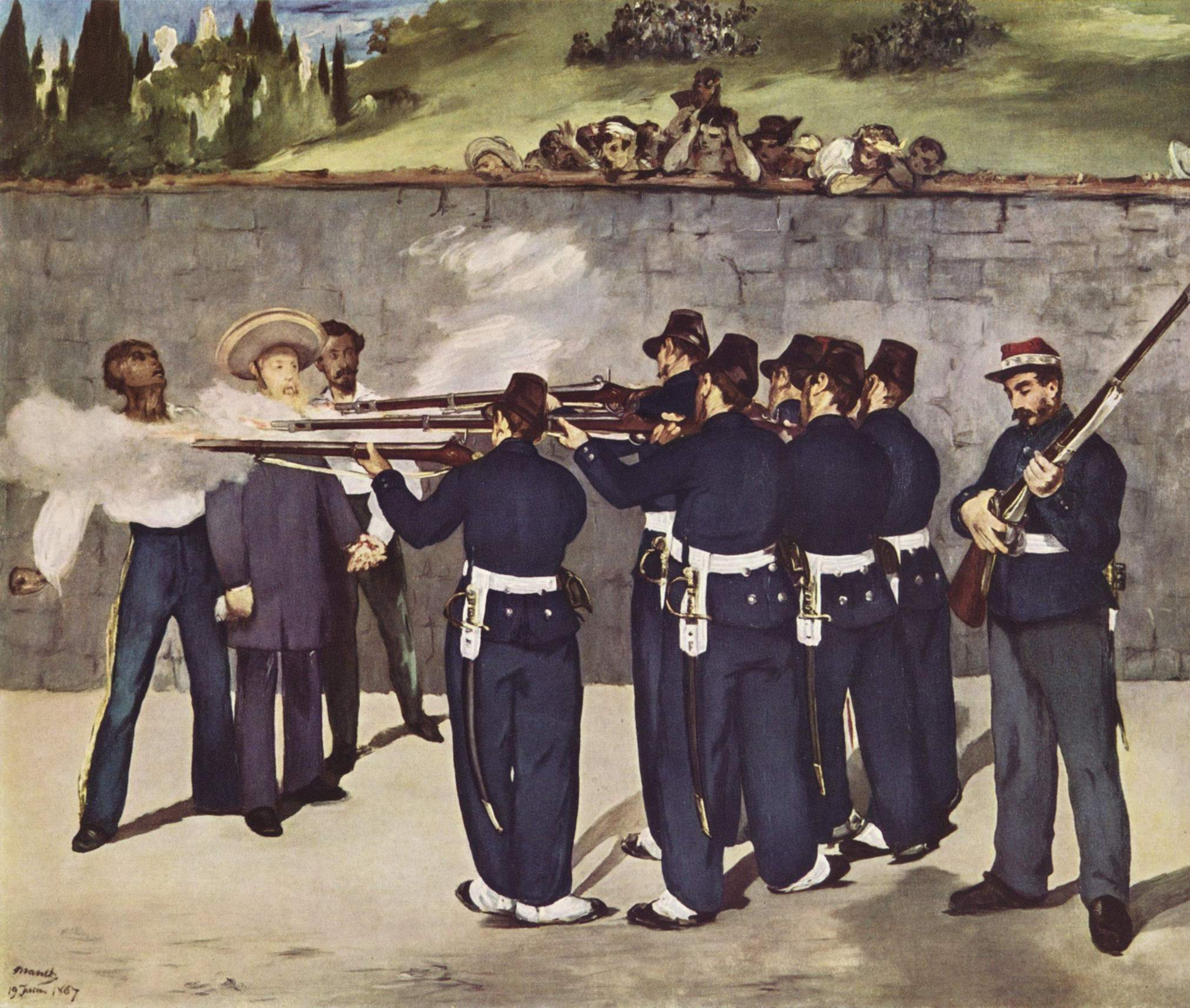
L'Exécution de Maximilien, 1868, version définitive, Kunsthalle de Mannheim.

Manet était encore à vif depuis l'insuccès de son exposition à l'Alma lorsque le 19 juin 1867, et alors même que l'Exposition universelle n’est pas terminée, la nouvelle de l’exécution de Maximilien de Habsbourg, au Mexique, parvient jusqu’à la capitale française. Édouard Manet, depuis toujours fervent républicain, est scandalisé par la manière dont Napoléon III, après avoir imposé l'instauration de Maximilien au Mexique, lui a retiré le soutien des troupes françaises. Le peintre travaille plus d’une année à une grande toile commémorative et historique, de l'été 1867 à la fin 1868.

Il réalise plusieurs versions du même sujet. La première est au musée de Boston, des fragments de la deuxième sont rassemblés à la National Gallery de Londres, l'esquisse définitive est à la Ny Carlsberg Glyptotek de Copenhague, la composition finale, au musée de Mannheim. 

« La version de Boston est d'ailleurs la plus proche de Goya, par l'esprit romantique qui l'anime et par les tons chauds, qu'une harmonie froide de gris, de verts et de noirs remplacera dans les versions suivantes. Alors que Goya saisissait le moment où les soldats mettent en joue, Manet, lui, fixe le coup de feu. Cette version serait le laboratoire primitif de la composition. »

Inspirée du Tres de mayo de Goya, et cependant traitée d’une manière radicalement différente, la scène de L'Exécution de Maximilien satisfait Manet qui l'aurait sans doute proposée au Salon si on ne lui avait pas fait savoir à l'avance qu'il serait refusé. Mais le tableau, connu dans le milieu artistique, fera des émules notamment avec Gérôme et son Exécution du maréchal Ney. « Avec sa séquence des Exécutions, Manet est un exemple du dernier effort pour recréer la grande peinture d'histoire. Il faut attendre Guernica de Picasso (1937), et plus clairement les Massacres de Corée pour voir relevé le défi de Manet, défi que Manet avait lui-même lancé à Goya et à la grande tradition. »
Exposé aux États-Unis par l'amie du peintre, la cantatrice Émilie Ambre au cours de ses tournées en 1879 et 1880, le tableau n'aura qu'un succès relatif. Le triomphe de l'Impressionnisme refoulera pour un moment l'ambition de peindre les grands évènements du temps.

### La Commune de Paris - Manet républicain

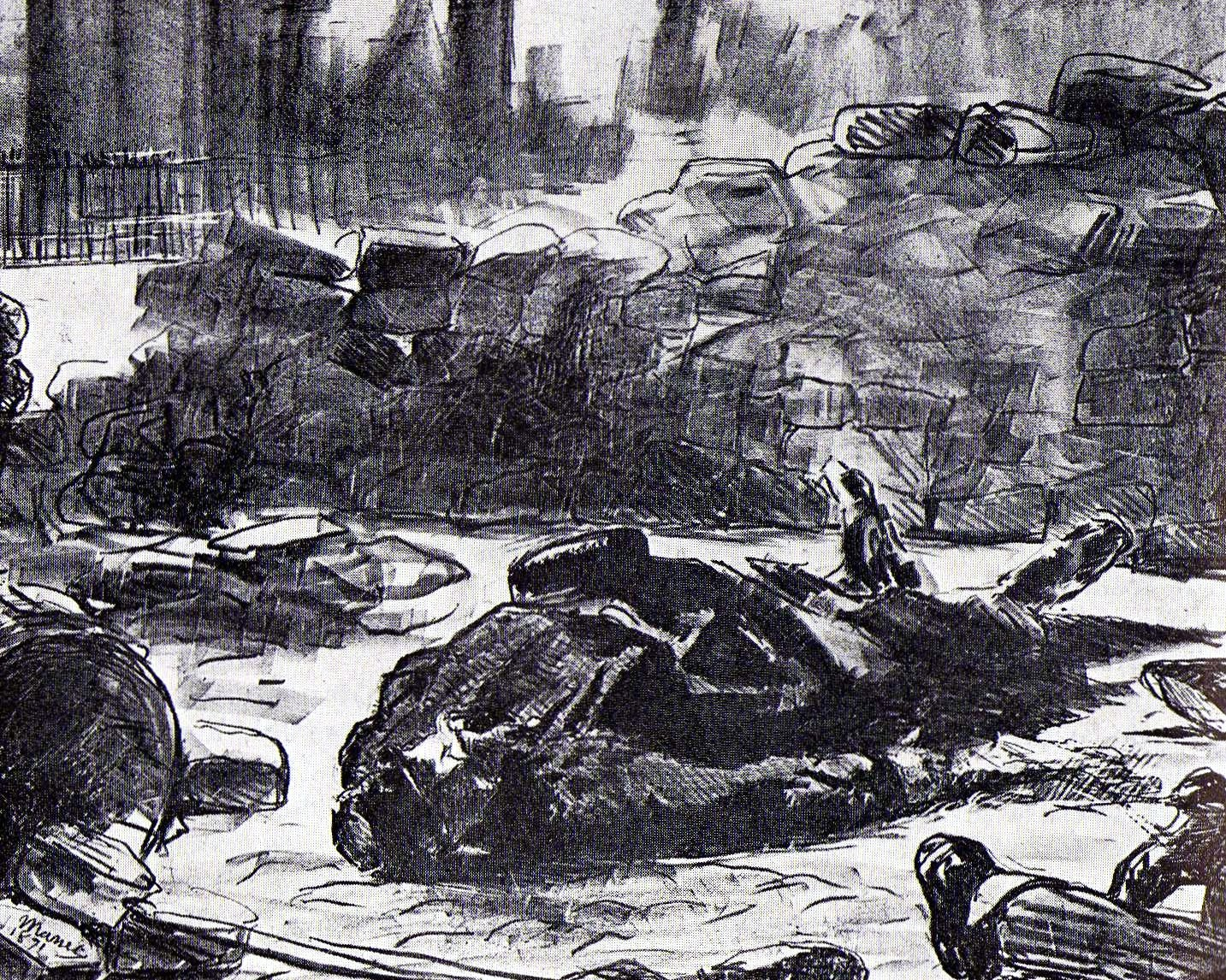
Guerre civile, lithographie (1871-1873).
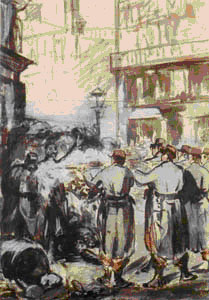
La Barricade, répression de la Commune de Paris, lithographie (1871-1873).
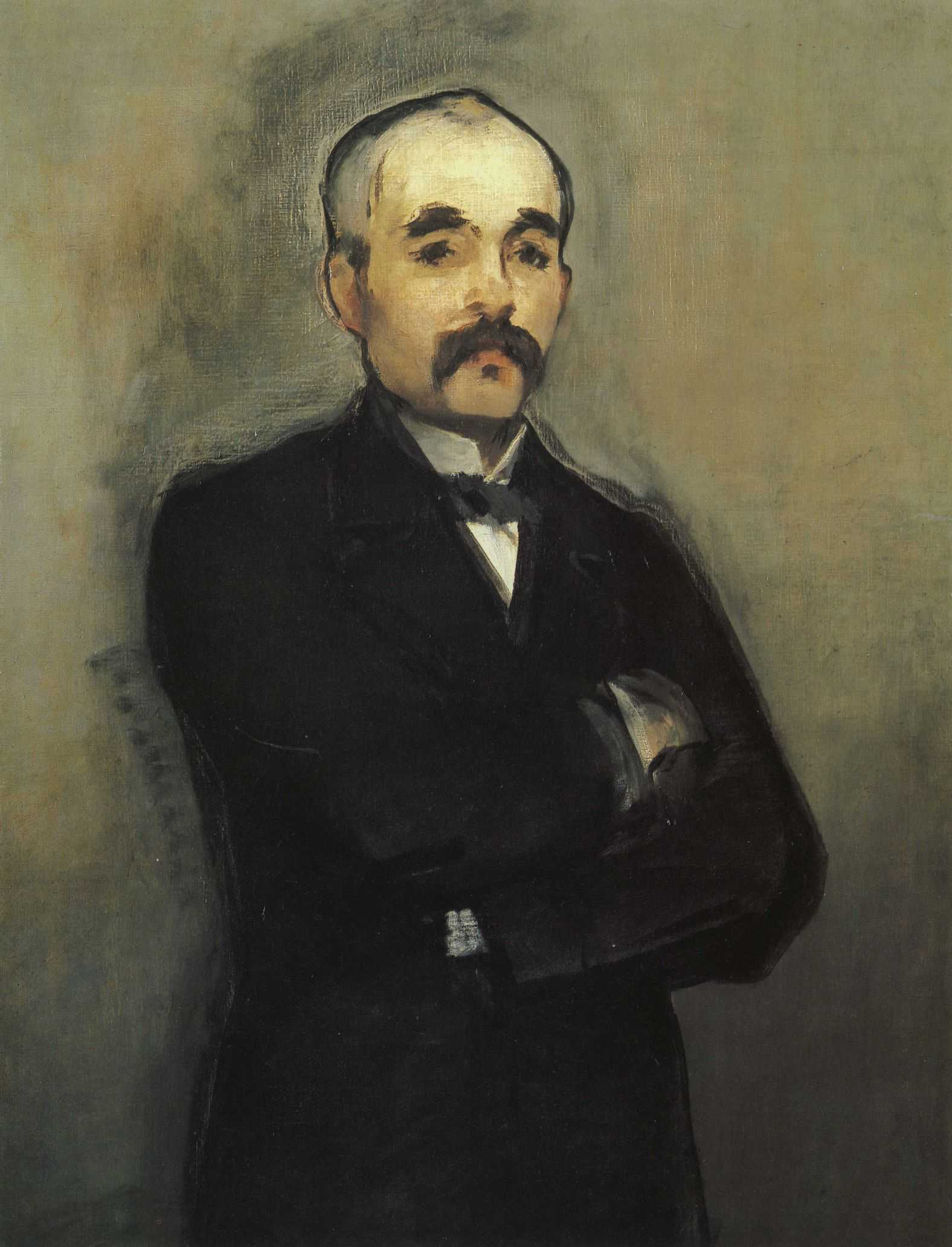
Portrait de Clemenceau, 1879–1880, Paris, musée d'Orsay.

Républicain convaincu, Manet s'engage dans la Garde nationale au moment de la guerre de 1870 en même temps que Degas sous les ordres du peintre Meissonier qui est colonel. Après la capitulation, il séjourne à Bordeaux avant de rentrer à Paris où il retrouve son atelier de la rue Guyot. Les derniers soubresauts de la Commune déchirent Paris, et Manet, qu'elle a élu à sa Fédération des artistes, se désolidarise de ses excès. Toutefois, il regarde avec horreur le caractère sauvage de la répression et l'exprime dans deux lithographies La Barricade (1871-1873 (musée des beaux-arts de Boston) où les fusilleurs dessinés de dos évoquent l'exécution de Maximilien ou Guerre civile (1871, un tirage de 1874 est conservé à la Bibliothèque nationale de France) dans laquelle Manet reprend en l'inversant l'image du Torero mort dans le dessin d'un corps allongé au pied d’une barricade désertée et la charge émotive de l’œuvre est renforcée encore « par un cadrage serré, l’artiste concentre l’attention du spectateur sur ce gisant dont la solitude dit l’ineptie de la répression rapide et sauvage. »

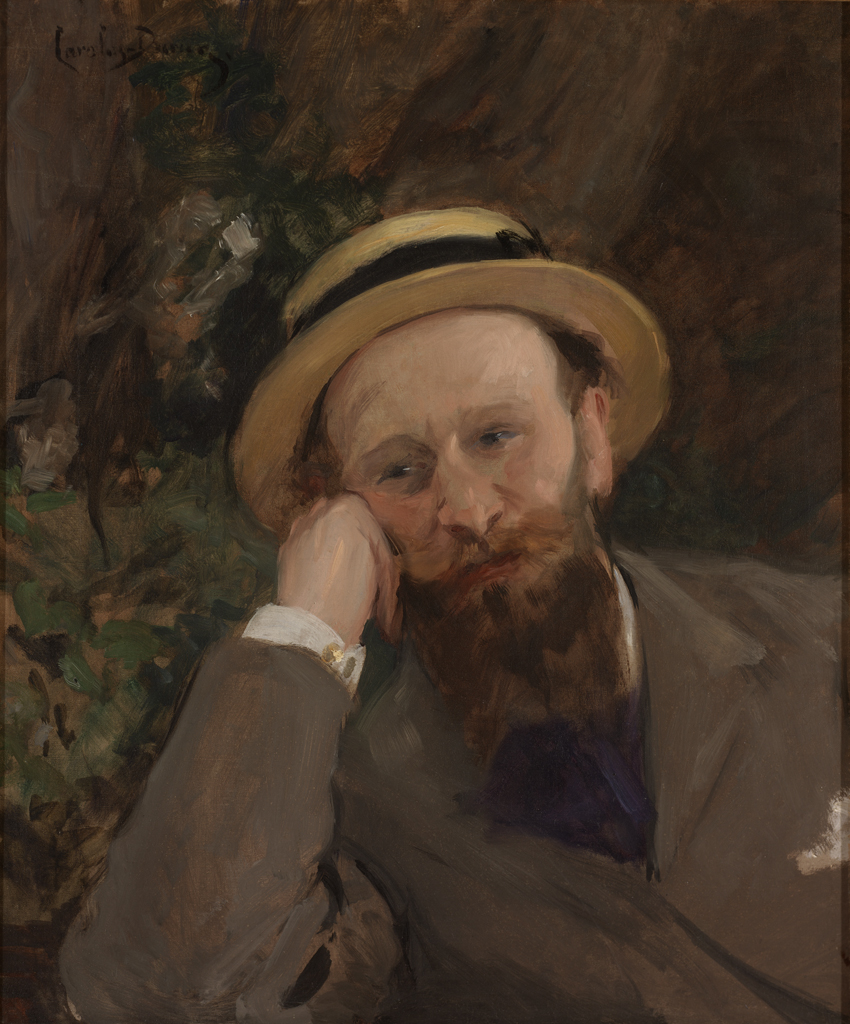
Portrait d'Édouard Manet
Carolus-Duran, 1876
Rhode Island School of Design Museum

Manet est comme ses contemporains frappé par l'aventure d'Henri Rochefort qui, déporté en Nouvelle-Calédonie, après la Commune, s'évade en 1874 et rejoint l'Australie sur une petite baleinière. Républicain mais prudent, « l'artiste a attendu le triomphe des républicains au Sénat et à la Chambre, en janvier 1879, ainsi que le vote d'une loi d'amnistie des communards en juillet 1880 autorisant le retour en France de l'évadé pour s'attaquer au sujet ».
Manet, alors malade, a demandé à rencontrer Rochefort pour obtenir des détails sur l'aventure, et le 4 décembre 1880, il écrit à Stéphane Mallarmé : « J'ai vu Rochefort hier, l'embarcation qui leur a servi était une baleinière de couleur gris foncé; six personnes, deux avirons. Amitiés. » C'est à partir des récits de Rochefort qu'il compose deux tableaux intitulés L'Évasion de Rochefort dont l'un, où les personnages sont plus précis, est conservé au musée d'Orsay à Paris, l'autre étant au Kunsthaus de Zurich. Dès le mois de janvier suivant, en 1881, Manet exécute un portrait d'Henri Rochefort grandeur nature, actuellement conservé au musée de Hambourg.
Un peu auparavant (en 1879-1880) il avait réalisé le portrait de Clemenceau, alors que Georges Clemenceau était président du Conseil, lié à Gustave Manet, frère du peintre, conseiller municipal de La Chapelle (1878-1881), dans le 18e arrondissement de Paris, fief électoral de Clemenceau.

### L'univers de la mer

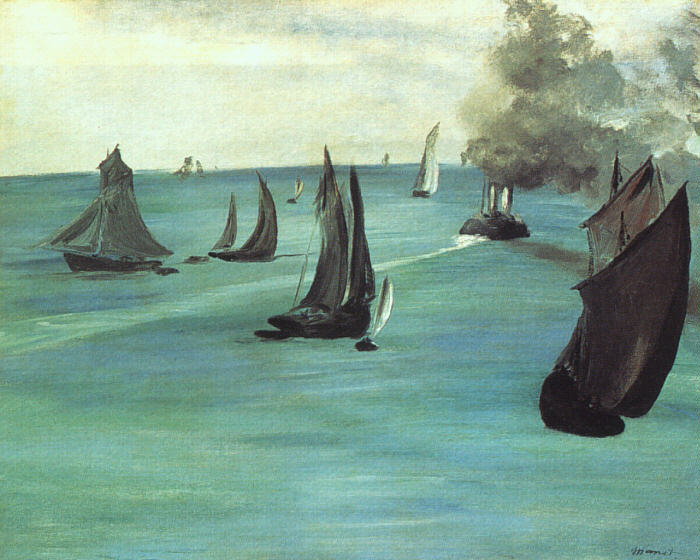
Vue de mer, temps calme, 1864, Institut d'art de Chicago.
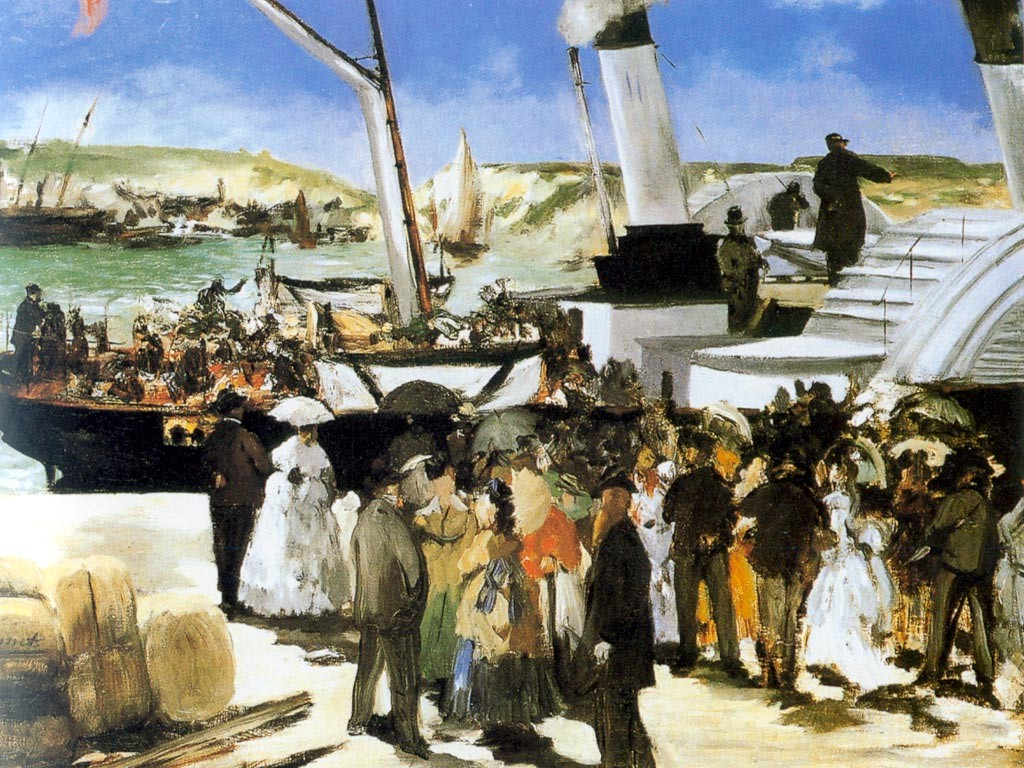
Le Départ du vapeur de Folkestone, 1869, Philadelphia Museum of Art.
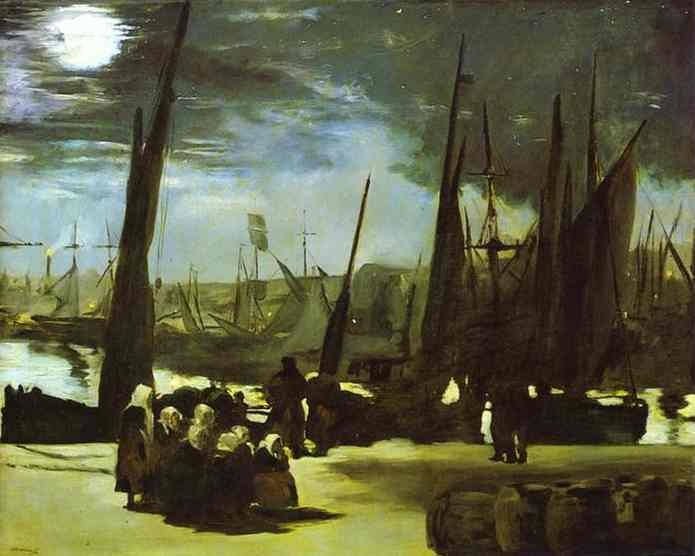
Clair de lune sur le port de Boulogne, 1869, Paris, musée d'Orsay.
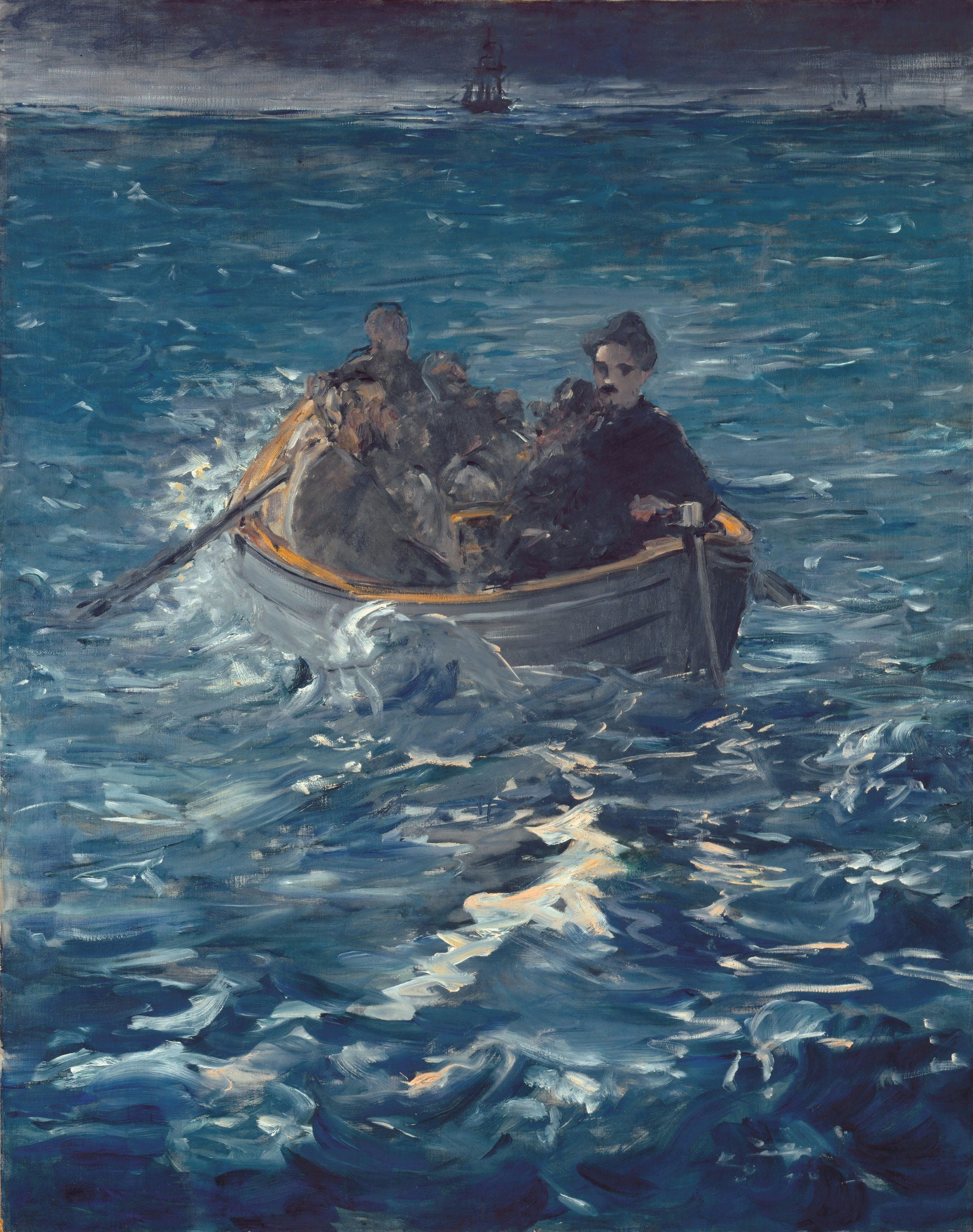
L'Évasion de Rochefort, 1881 (143 × 114 cm), Zurich, Kunsthaus.

À partir de 1868, les Manet ont pris l’habitude de passer leurs étés à Boulogne-sur-Mer, dans le Pas-de-Calais, où ils ont fait l’acquisition d’un appartement. Outre Le Déjeuner dans l'atelier, ces séjours répétés permettent à Édouard Manet de développer un genre qui l’a toujours beaucoup attiré : les marines et l’univers de la mer. Boulogne, important port de pêche, constitue alors une source d’inspiration inépuisable pour un peintre aimant les sujets naturalistes.
Le saisissant Clair de lune sur le port de Boulogne, dépeint le retour d’un bateau de pêche à la nuit tombée et l’attente des femmes de marins, sous la lumière de la lune. De cette scène ordinaire, Manet fait un clair-obscur mystérieux et dramatique, probablement inspiré des paysages nocturnes flamands et hollandais du XVIIe siècle ou des marines au clair de lune de Vernet. Il est possible aussi que Manet ait été inspiré par un petit format de Van der Neer qu'il possédait et qu'il proposa à une vente avant de le retirer. Une cinquantaine d'œuvres de Van der Neer sur des thèmes analogues ont été vendues à Paris entre 1860 et 1880.
Les vacances boulonnaises voient la naissance d’autres toiles importantes, en particulier le Départ du vapeur de Folkestone, en 1869 : Manet y représente le bateau à aubes assurant la liaison avec le port anglais de Folkestone, et sur lequel le peintre avait d’ailleurs embarqué l’année précédente pour visiter Londres. La dame habillée de blanc située le plus à gauche de la composition serait Suzanne Manet, accompagnée de son fils Léon. La toile, à l'inverse du Clair de Lune, est l'un des exemples les plus saisissants de la manière dont Manet sait jouer avec la lumière et les couleurs. Le Bateau goudronné, a été peint sur la plage de Berck, et prend pour thème le travail des pêcheurs.
La jetée de Boulogne est également le sujet de plusieurs œuvres appartenant pour la plupart à des collectionneurs privés à l'exception d'une d'entre elles conservée au musée Van Gogh d'Amsterdam et intitulées à peu près toutes Jetée de Boulogne.
Manet reviendra en 1872-1873 sur le thème des bateaux avec une toile actuellement conservée au musée d'art moderne André-Malraux, au Havre. L'œuvre intitulée Bateaux en mer. Soleil couchant, (MNR 873), d'un format réduit, assez insolite pour une marine, a sans doute été réalisée au cours d'un des séjours du peintre à Berck. Peu après, Claude Monet présentait à l'exposition de 1874 deux tableaux intitulés Impression, soleil levant et Impression soleil couchant qui donnait le « coup d'envoi » du mouvement impressionniste auquel il a donné son nom.

### Cafés et cafés-concerts

Au café, cabaret de Reichshoffen, 1878 (77 × 83 cm), Winterthour, Musée Oskar Reinhart « Am Römerholz ».
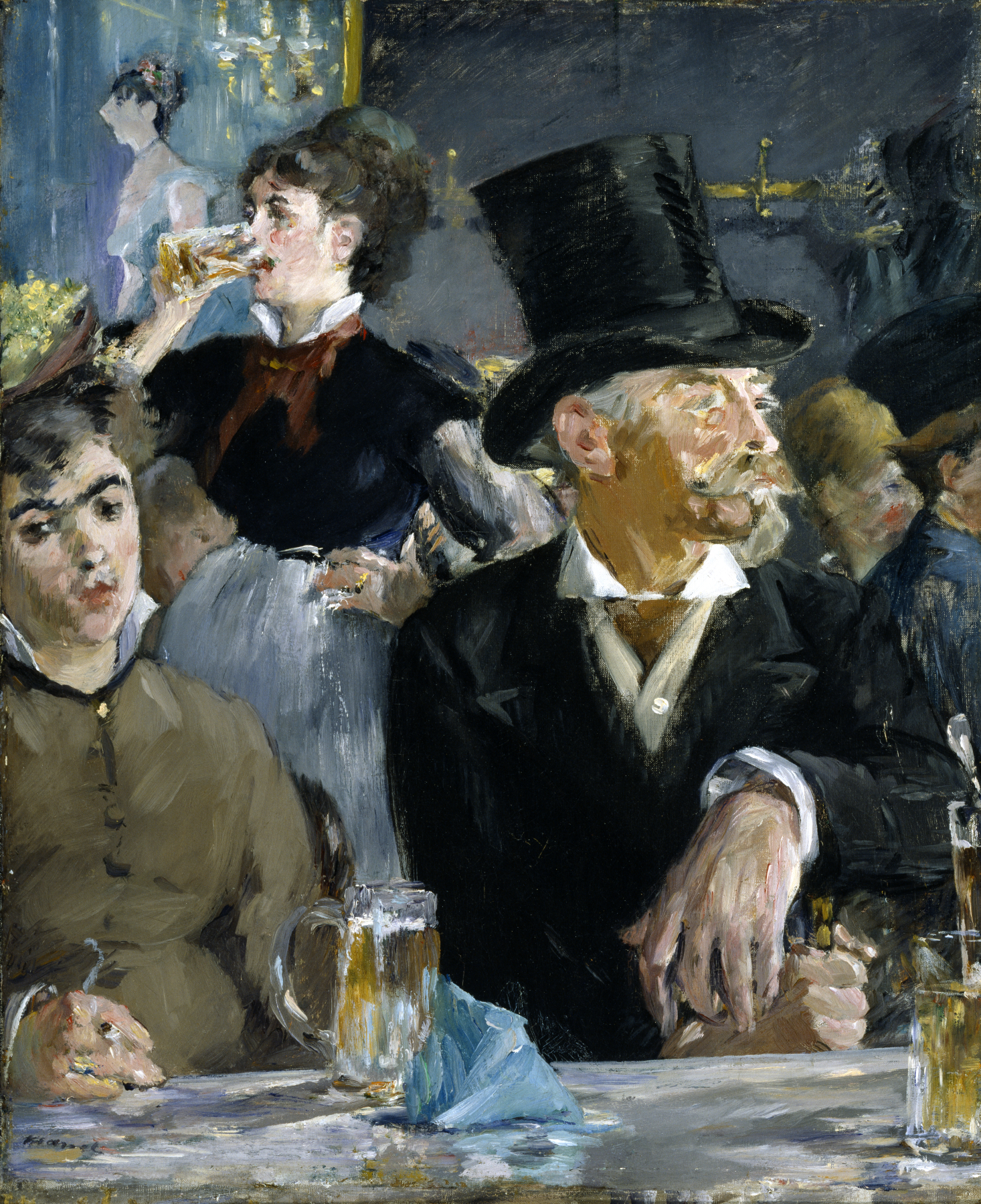
Au Café, Café-concert, Baltimore, Walters Art Museum.
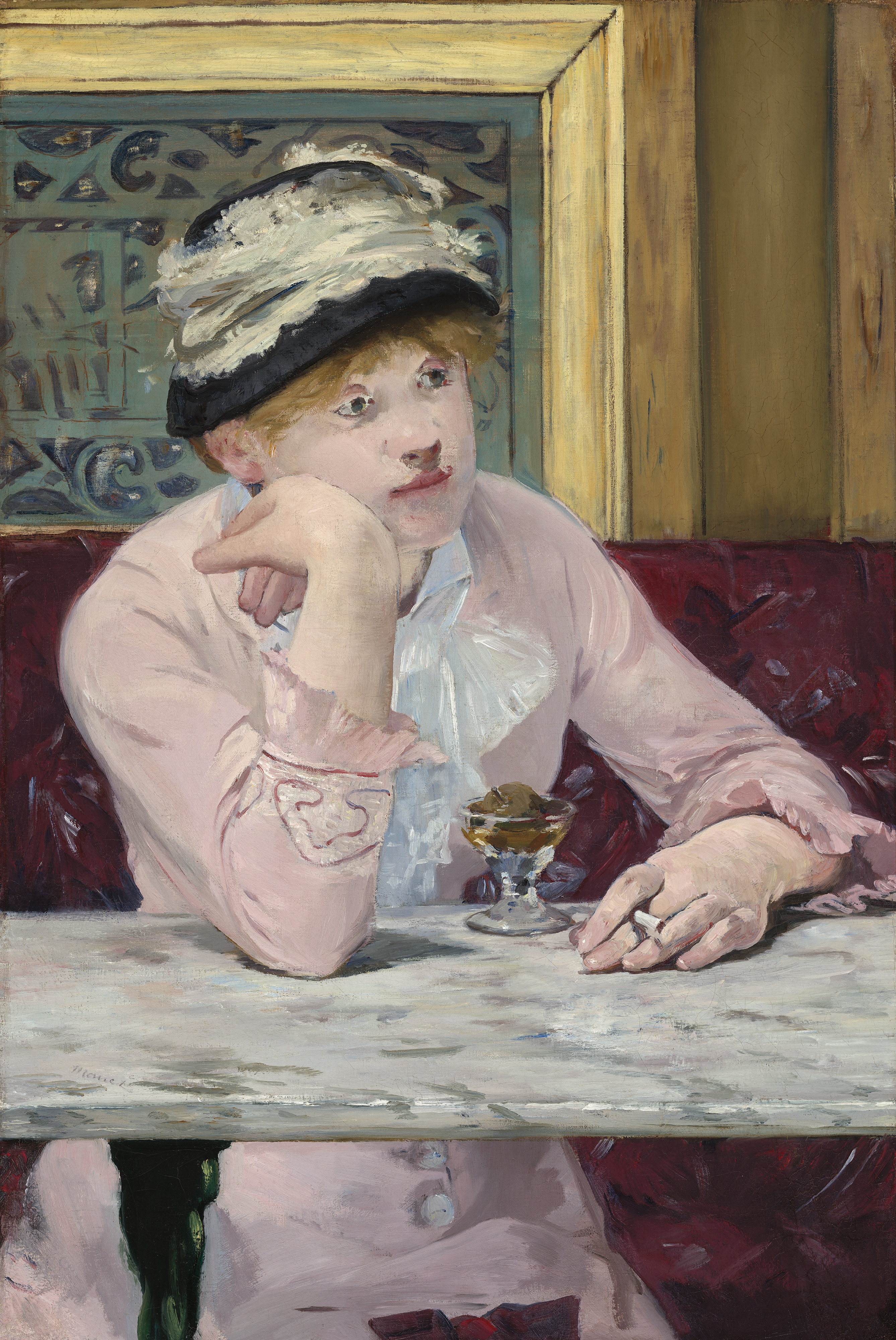
La Prune, 1878 (73,6 × 50,2 cm), Washington, National Gallery of Art.
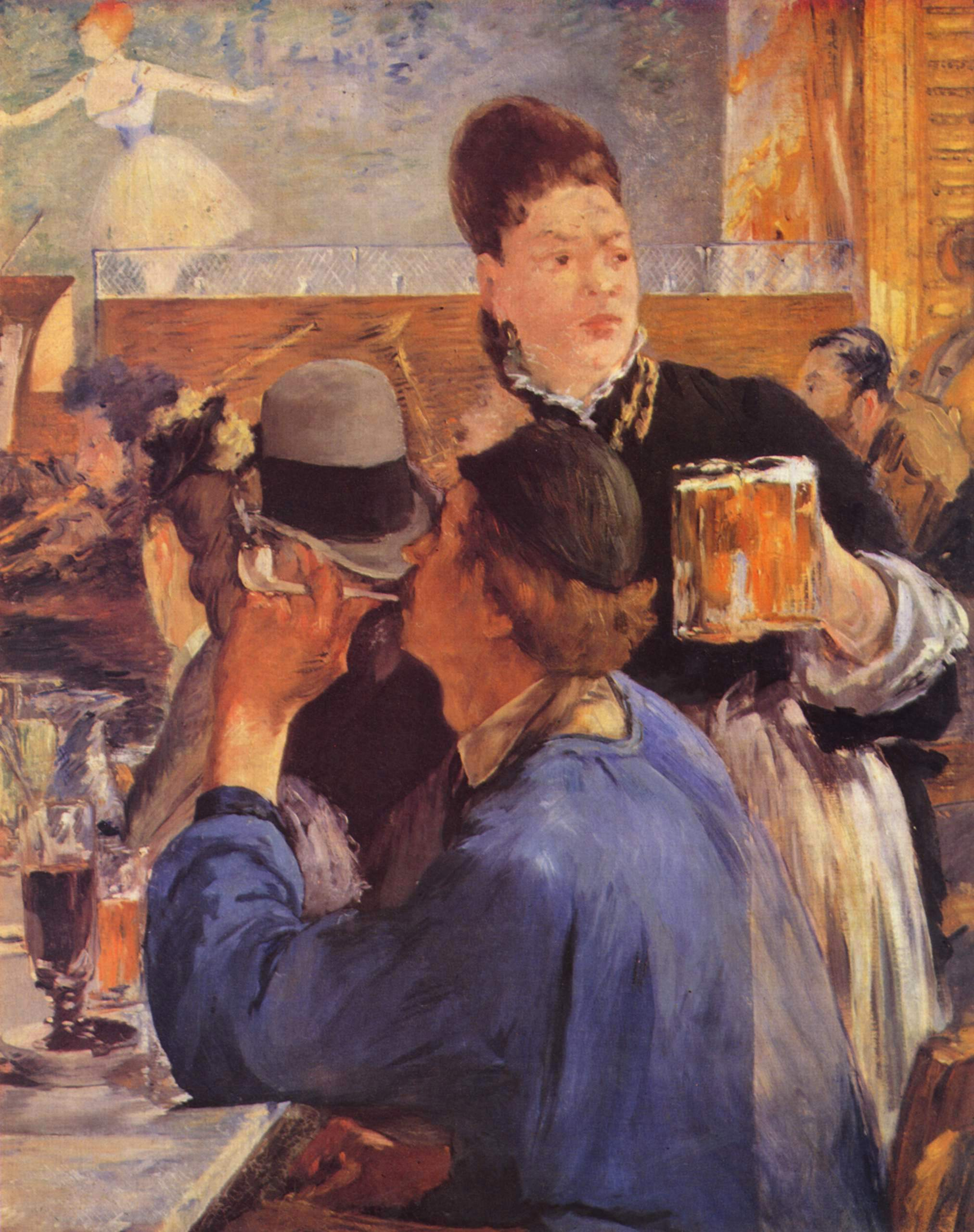
Coin de café-concert, 1878-1879 (97,5 × 77,5 cm), Londres, National Gallery.
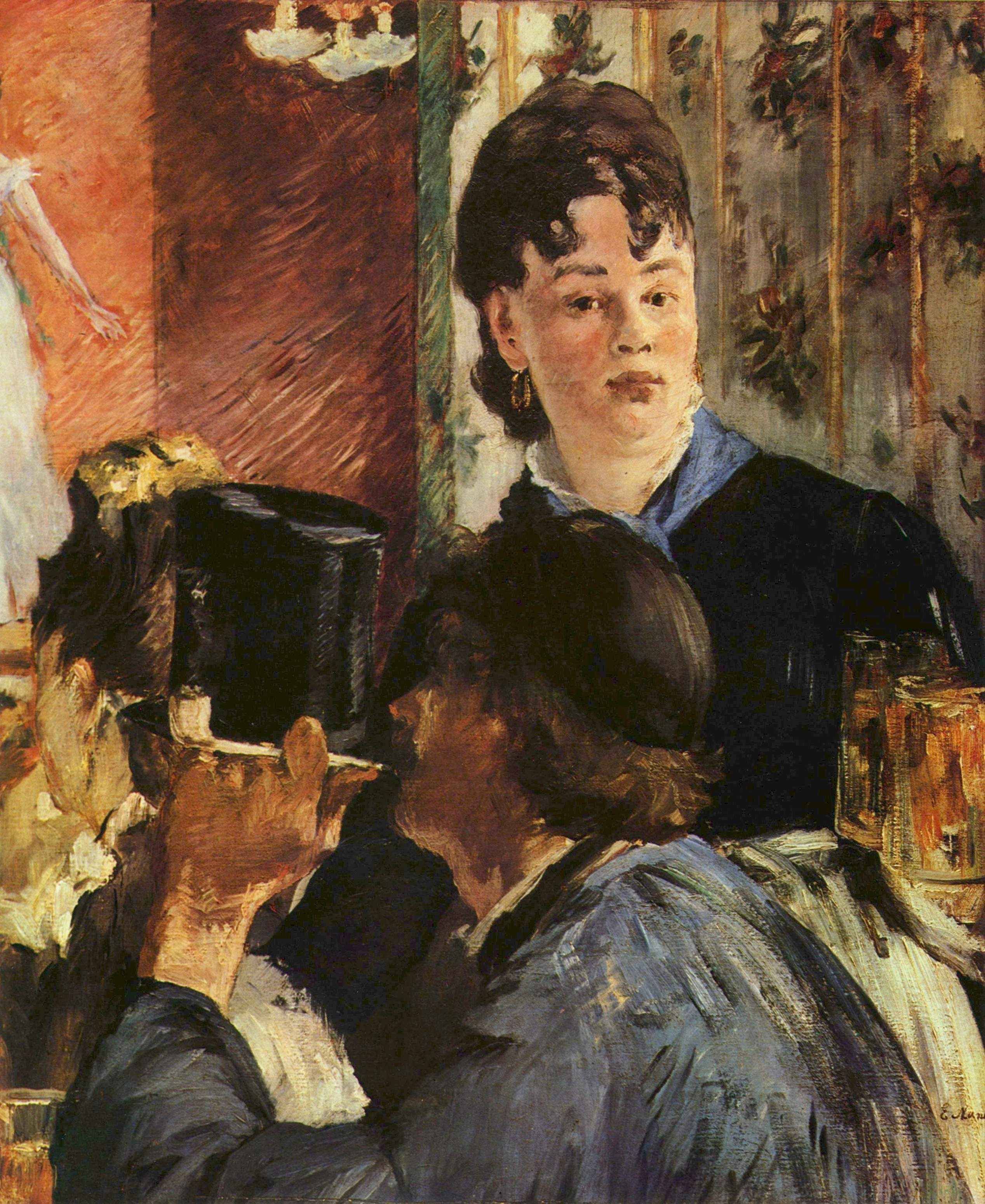
La Serveuse de bocks, 1878-1879 (77,5 × 65 cm), Paris, musée d'Orsay.

Le rôle des cafés, brasseries et cafés concert est aussi important dans la vie artistique au XIXe siècle qu'il peut l'être dans la vie politique. Peintres écrivains, journalistes, collectionneurs s'y retrouvent souvent. Autour de Manet se constitue un « cénacle » qui tient ses assises, à partir de 1866 selon Théodore Duret, le vendredi soir au café Guerbois, situé au 11 Grand-Rue-des-Batignolles devenue de nos jours avenue de Clichy. Deux tables sont réservées à ce groupe qui tient la des discussions tumultueuses d'où sortiront les nouveaux critères de l'art. On retrouve, autour du peintre tous ses camarades de l'atelier Couture et du groupe de 1863 parmi lesquels se trouvent Fantin-Latour, Whistler, Renoir.

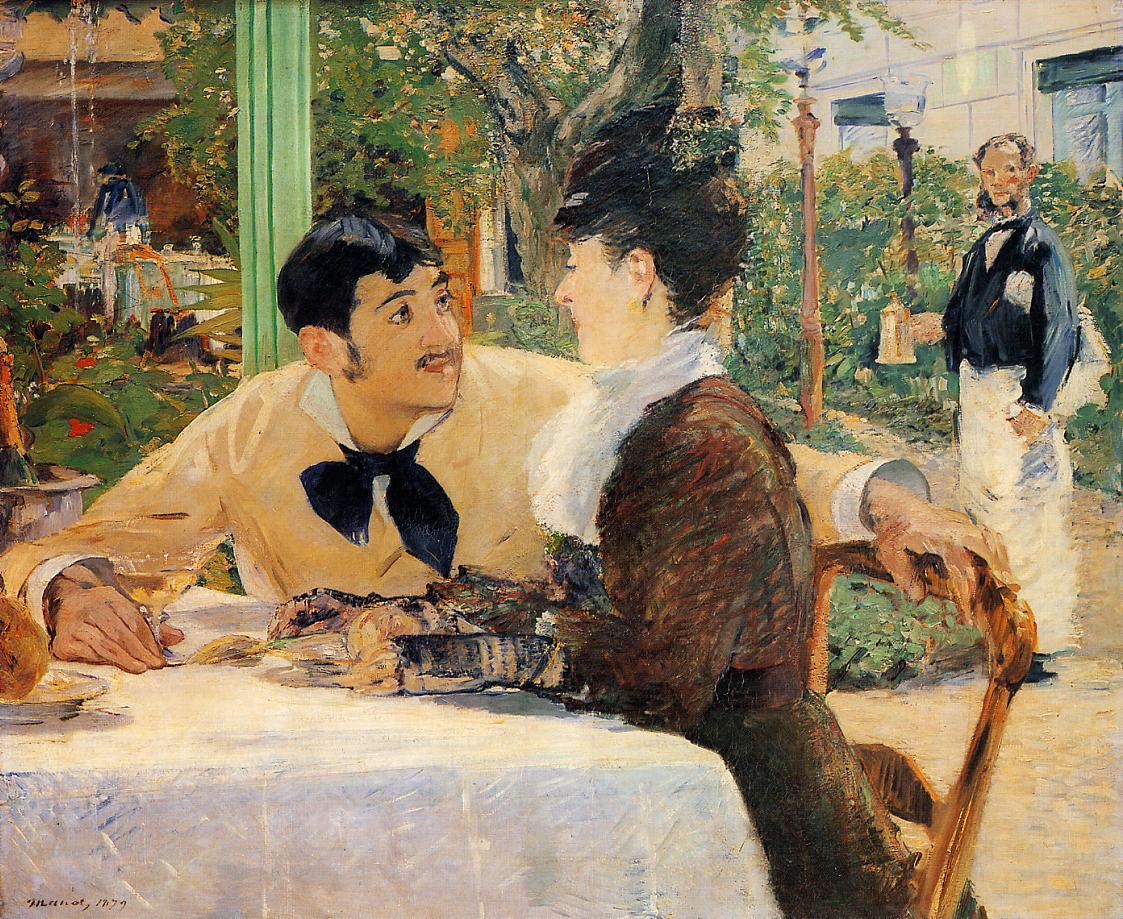
Chez le père Lathuille, 1879, Tournai, musée des beaux-arts.

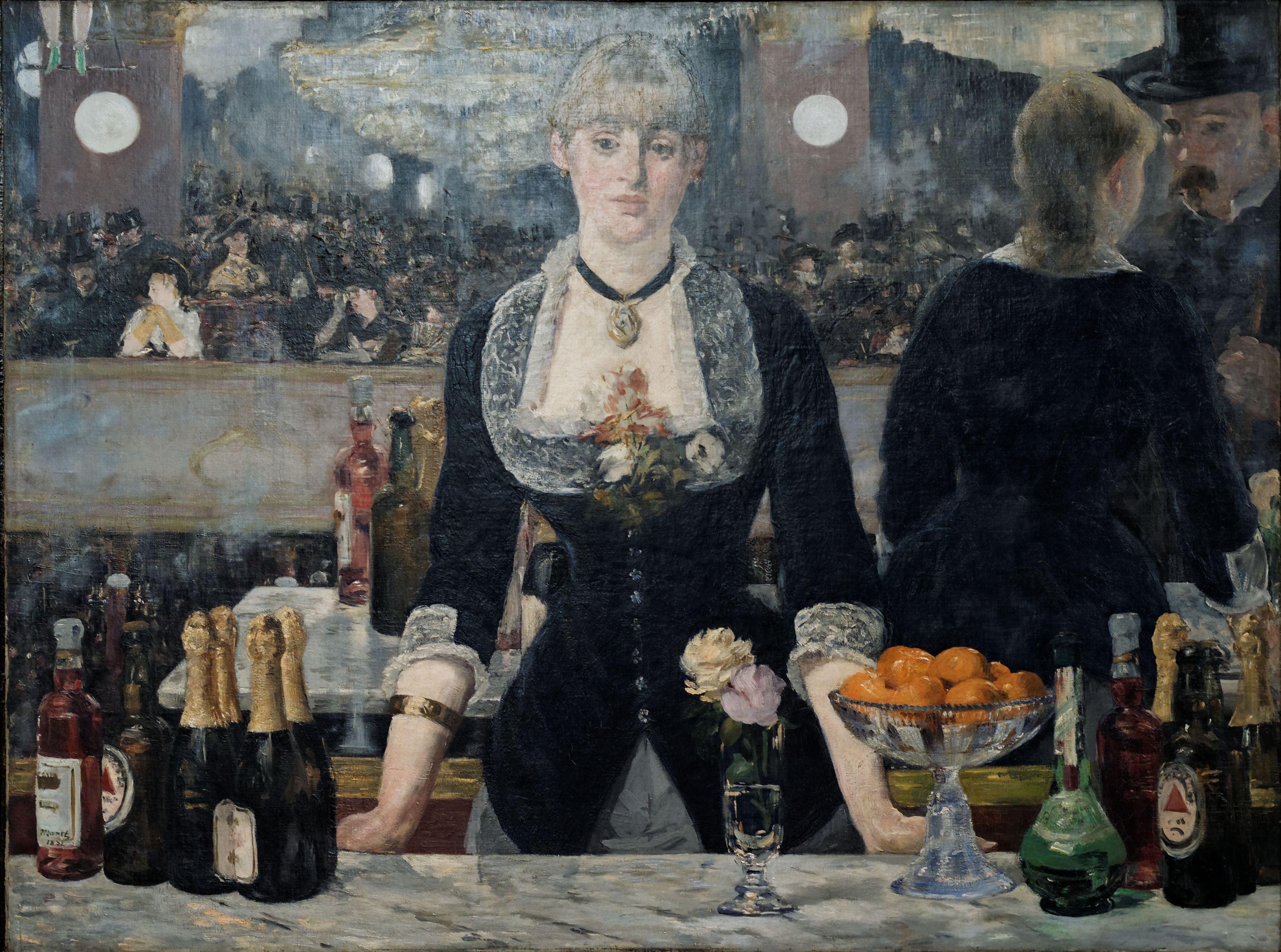
Un bar aux Folies Bergère, 1881-1882, Londres, Institut Courtauld.

Le peintre, qui a son atelier au 34 boulevard des Batignolles de 1864 à 1866, donne rendez-vous chaque soir dans ce grand café qui portera ensuite le nom de Brasserie Muller. Puis, après la guerre de 1870, vers 1875, Manet prendra ses quartiers dans le Café de la Nouvelle Athènes, place Blanche. Ces deux cafés sont de hauts lieux de l'impressionnisme, mais Manet fréquente aussi le lieu de réunion des républicains avancés, futurs membres de la Commune de Paris comme Raoul Rigault, ou Jules Vallès.
Manet a abordé plusieurs fois ce thème des cafés avec par exemple avec Le Bon Bock en 1873 (Philadelphia Museum of Art, Philadelphie, 94 × 83 cm) mais c'est surtout après 1878 que le thème devient notable avec la grande toile intitulée Reichshoffen qui représentait l'intérieur du nouveau cabaret de la rue Rochechouart dans le quartier de Montmartre à Paris. Manet a découpé la toile en deux tableaux séparés : Au café (musée Oskar Reinhart « Am Römerholz », Winterthur, Suisse) et Coin de Café-Concert au cabaret de Reichshoffen - National Gallery, Londres, huile sur toile, 97,1 × 77,5 cm) dont il existe une version réalisée quelques mois plus tard en 1878-1879 et exposée au musée d'Orsay : La Serveuse de bocks (Huile sur toile, 77,5 × 65 cm). D'autres tableaux comme Au café ou La Prune datent de la même période, comme une œuvre moins achevée et moins connue Intérieur d'un café (vers 1880) qui se trouve au Kelvingrove Art Gallery and Museum, Glasgow, Royaume-Uni.
C’est cependant une autre atmosphère, celle d'un restaurant avec jardin, situé avenue de Clichy, qui inspire à l'artiste Chez le père Lathuille (1879), où l'on voit un jeune homme s’empresser auprès d’une jeune femme et lui faire la cour « Il a, au Salon de cette année, un portrait très remarquable de M. Antonin Proust et une scène de plein air, Chez le père Lathuille, deux figures à une table de cabaret, d'une gaieté et d'une délicatesse de tons charmantes . »

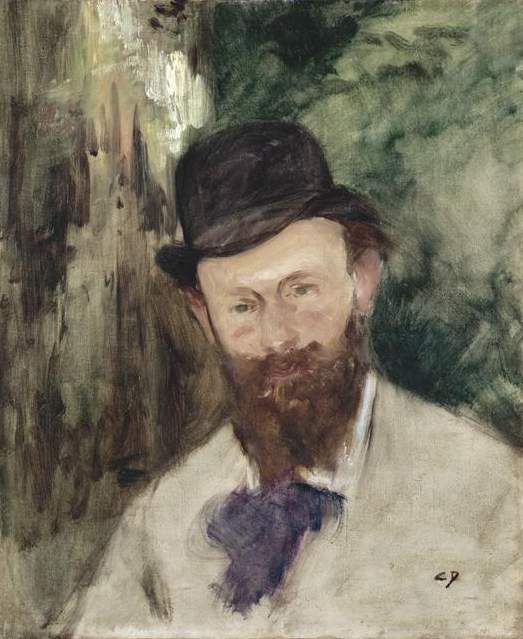
Édouard Manet, vers 1880
par Carolus-Duran
Musée d'Orsay, Paris

C'est en traitant encore l'univers des cafés et des lieux de plaisir que Manet, déjà profondément rongé par la syphilis réalise en 1881-1882, une de ses dernières œuvres majeures intitulée Un bar aux Folies Bergère. La scène, contrairement aux apparences, n’a pas été peinte au bar des Folies Bergère mais elle a été entièrement recréée en atelier. La jeune femme servant de modèle, Suzon, est en revanche une véritable employée de ce célèbre café-concert. Les nombreux éléments présents sur le marbre du bar, qu’il s’agisse des bouteilles d’alcool, des fleurs ou des fruits, forment un ensemble pyramidal allant trouver son sommet, dans les fleurs qui ornent le corsage de la serveuse elle-même. Mais l’aspect qui a le plus retenu l’attention des critiques a été le reflet de Suzon dans le miroir. Ce dernier ne semble pas renvoyer une image exacte de la scène, tant en ce qui concerne la posture de la jeune femme que la présence de l’homme en face d’elle, si rapproché qu’il devrait logiquement tout cacher aux yeux du spectateur. Ce qui selon Huysmans « stupéfie les assistants qui se pressent en échangeant des observations désorientées sur le mirage de cette toile. « [...] Le sujet est bien moderne et l'idée de M. Manet de mettre ainsi sa figure de femme, dans son milieu, est ingénieuse [...] C'est vraiment déplorable de voir un homme de la valeur de M. Manet sacrifier à de tels subterfuges et faire, en somme, des tableaux aussi conventionnels que ceux des autres ! Je le regrette d'autant plus qu'en dépit de ses tons plâtreux, son bar est plein de qualités, que sa femme est bien campée, que sa foule a d'intenses grouillements de vie. Malgré tout, ce bar est certainement le tableau le plus moderne, le plus intéressant que ce salon renferme. »  
Il n'est pas exclu que l'idée d'une composition devant un miroir ait été inspiré à Manet par un tableau de Gustave Caillebotte Dans un café. où un homme debout coupé aux genoux s'appuie contre une table devant un miroir (composition elle-même dérivée du Déjeuner dans l'atelier de Manet.
Cette fausse perspective, si riche d'implications poétiques, a surpris dès le début. La caricature faite par Stop dans Le Journal amusant en témoigne. En légende du dessin, on lit ce commentaire « La Marchande de consolation aux Folies-Bergère: son dos se reflète dans une glace, mais sans doute, par suite d'une distraction du peintre, un monsieur avec lequel elle cause et dont on voit l'image dans la glace, n'existe pas dans le tableau. Nous croyons devoir réparer cette omission- Salon 1882-Le journal amusant. » Comme beaucoup d'autres scène des tableaux de Manet, le Bar aux Folies-Bergères a été entièrement reconstitué en atelier, comme en témoigne e récit de Pierre Georges Jeanniot qui est venu rendre visite au peintre à ce moment-là dans son atelier. Manet, déjà très souffrant avait accueilli le jeune homme en lui disant : « Il peignait alors le Bar aux Folies-Bergères, et le modèle, une jolie fille, posait derrière une table chargée de bouteilles et de victuailles. Il me reconnut tout de suite, me tendit la main, et dit : c'est ennuyeux, je suis obligé de rester assis. J'ai mal aux pieds. Mettez-vous là,. »

### Natures mortes

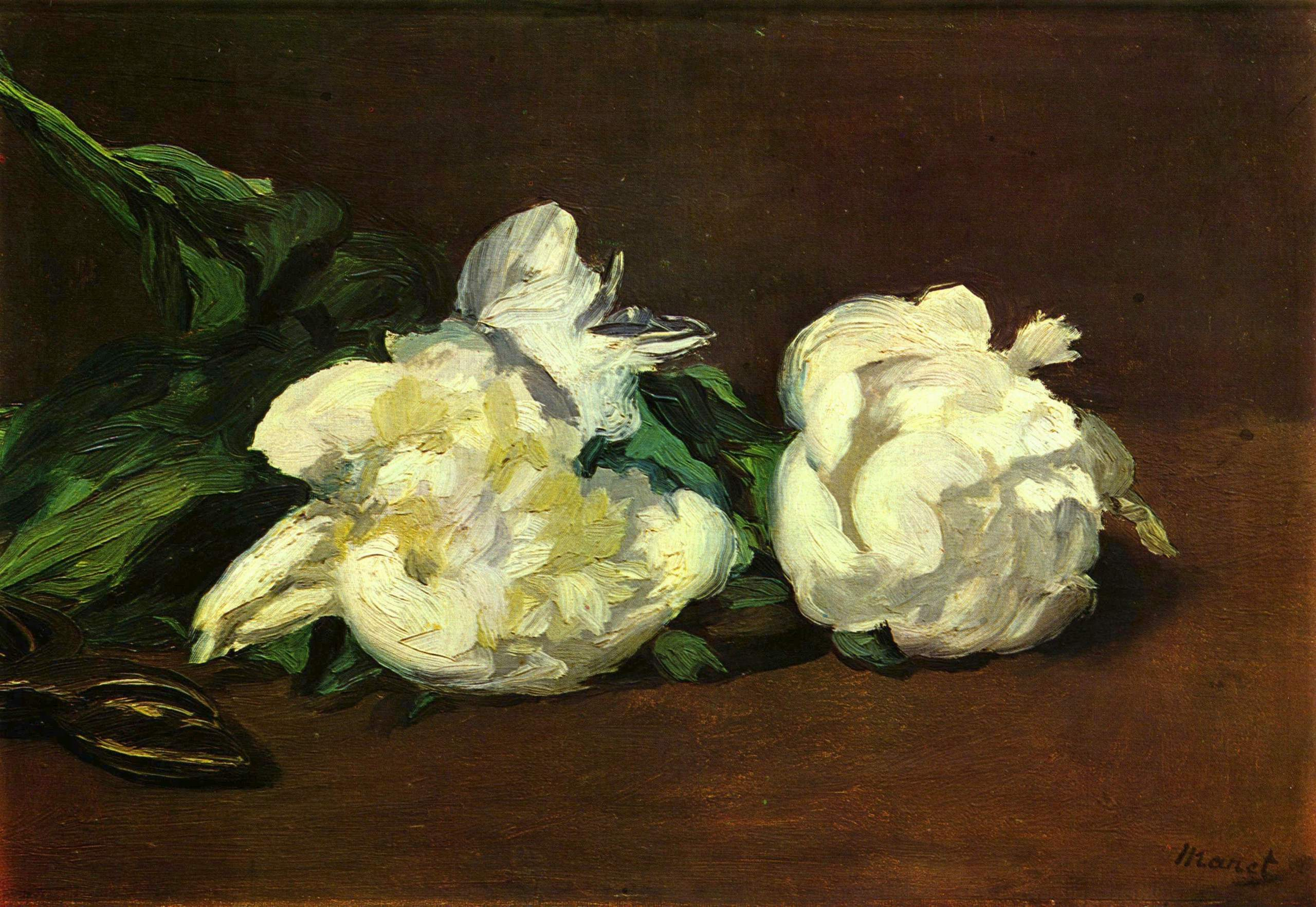
Pivoines blanches, 1864, Paris, musée d'Orsay.
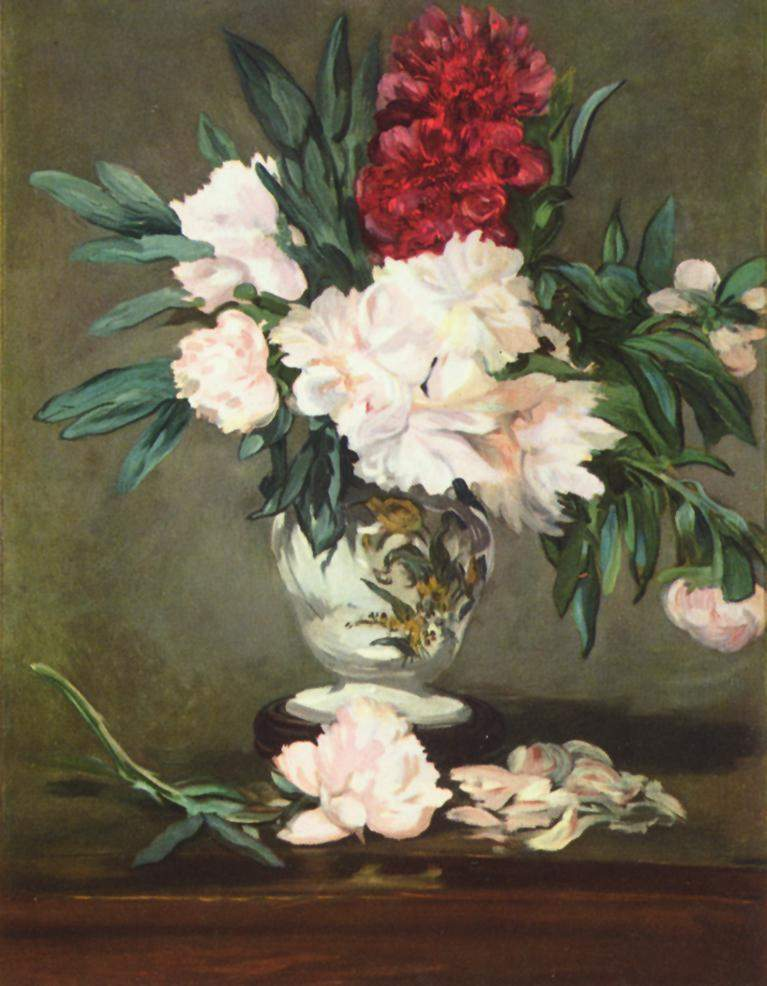
Vase de pivoines sur piédouche, 1864-1865, Paris, musée d'Orsay.
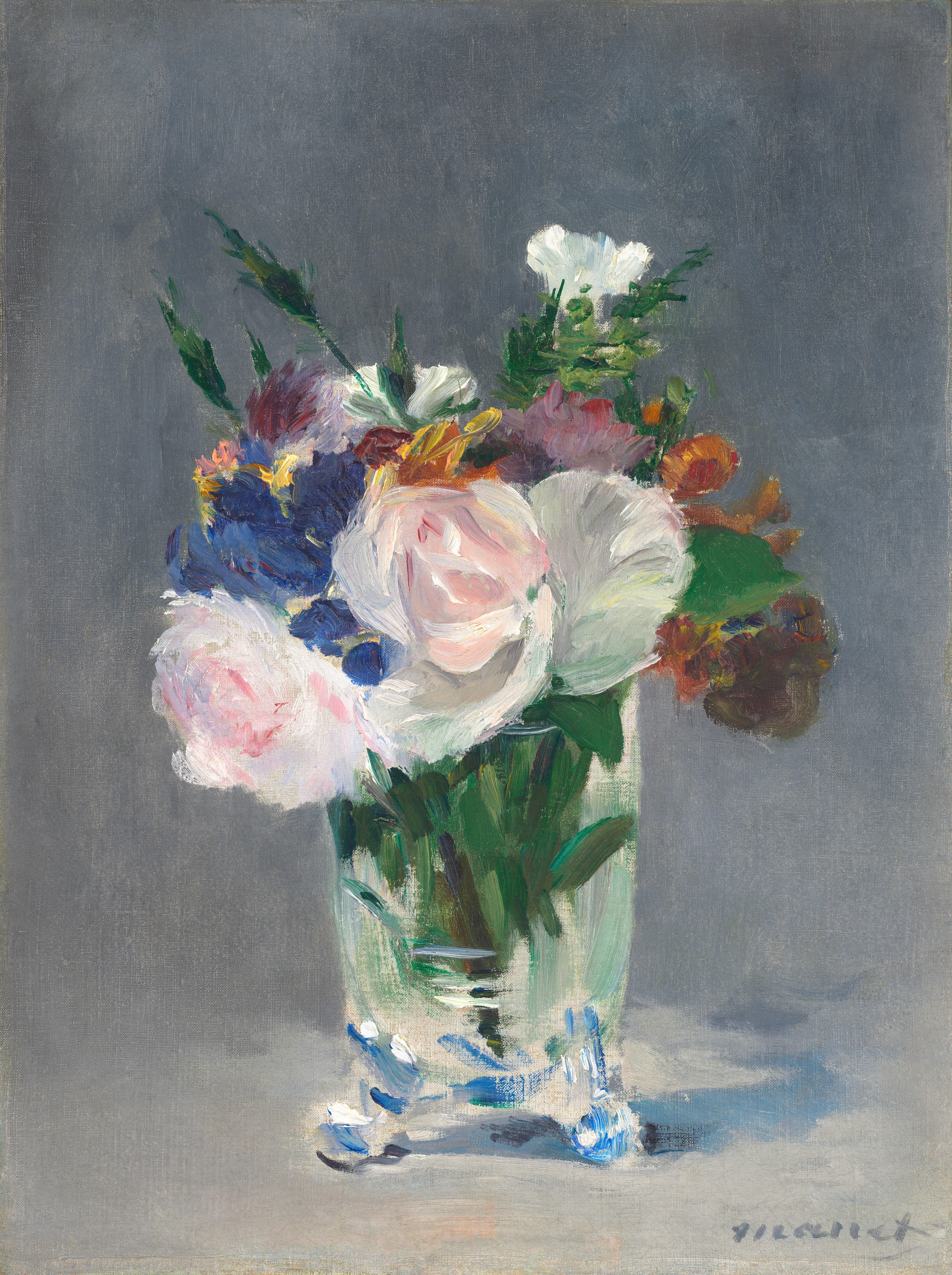
Fleurs dans un vase de cristal, vers 1882, Washington, National Gallery of Art.
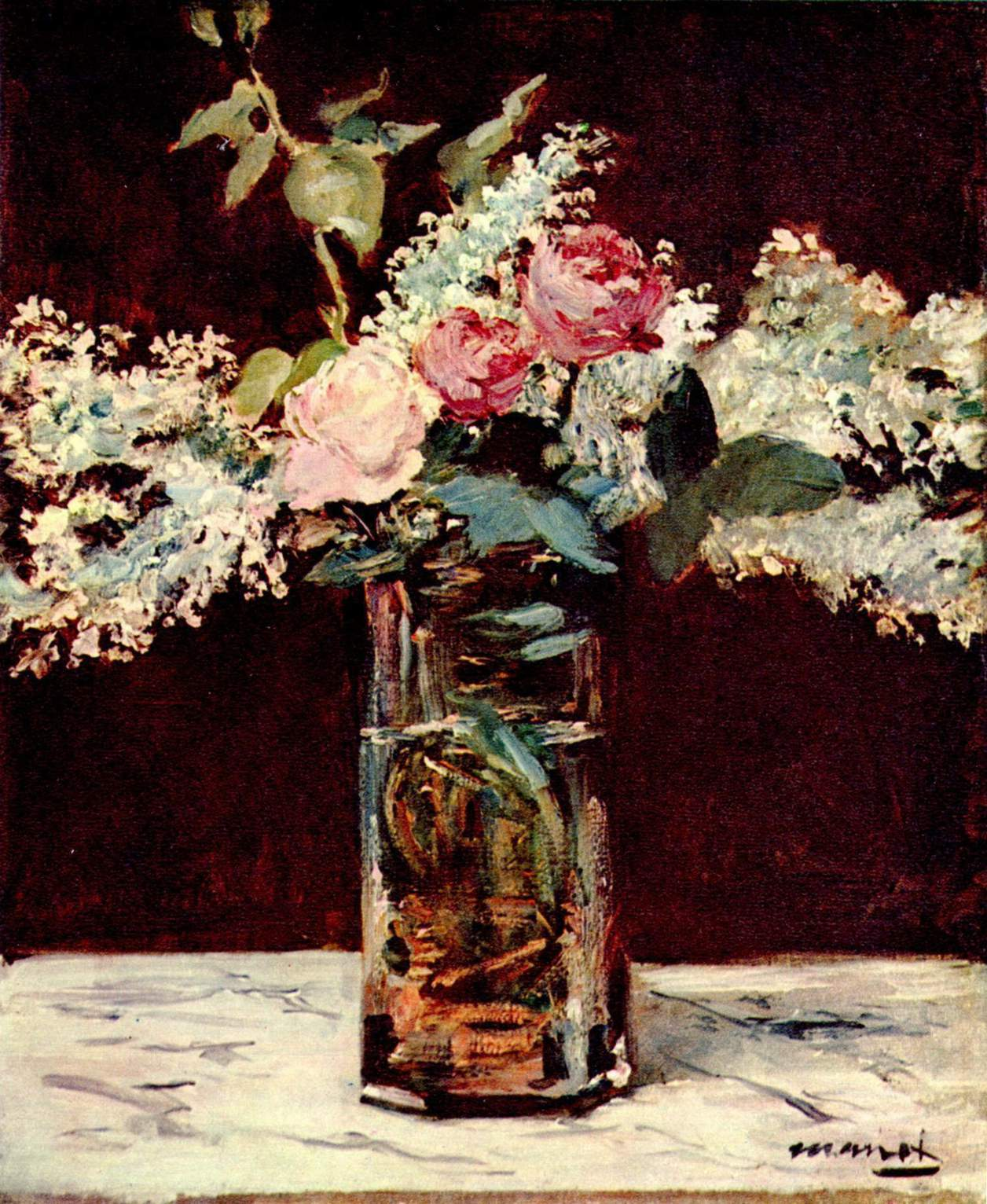
Lilas et roses, 1883, New York, collection privée.
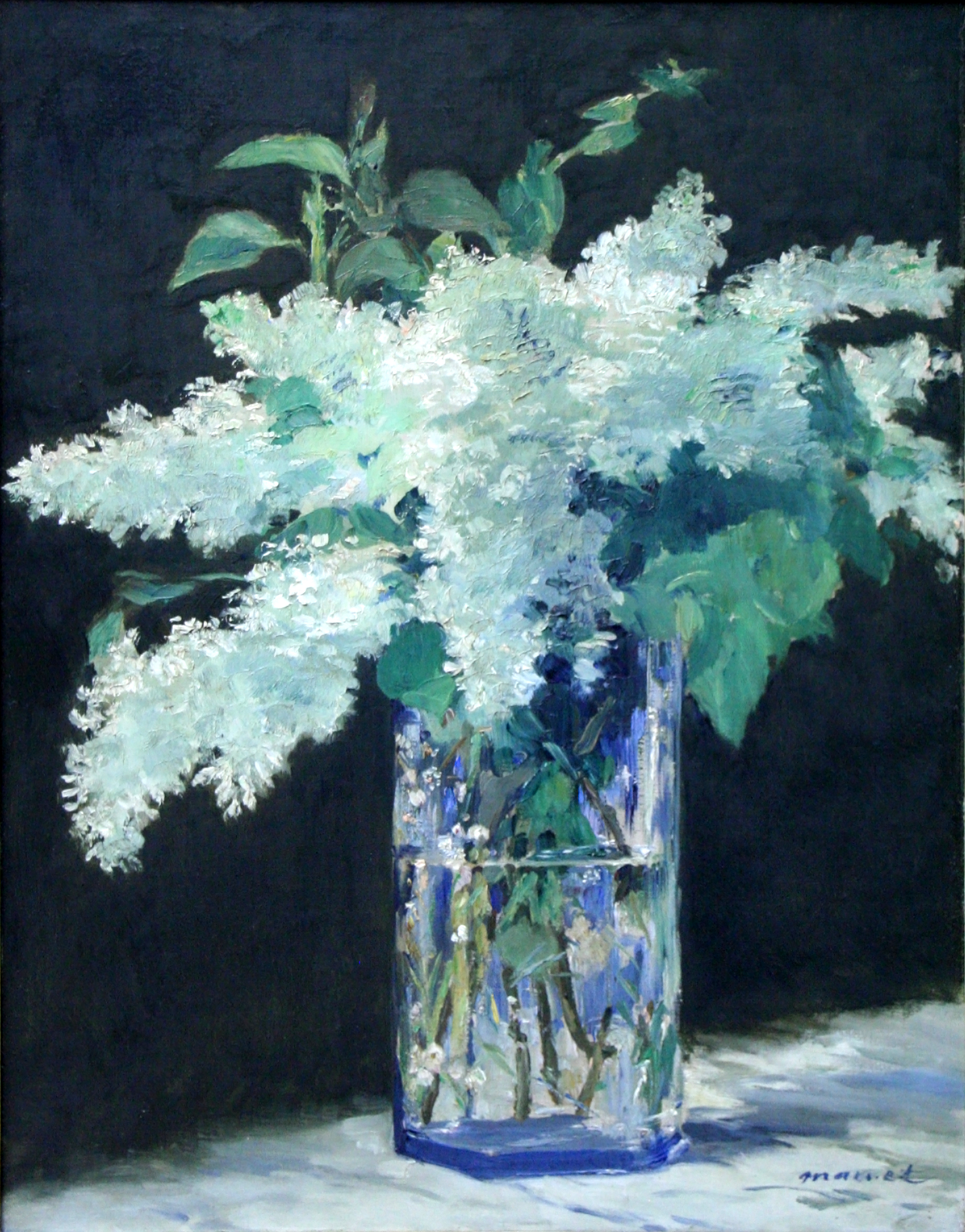
Bouquet de lilas, 1883, Berlin, Alte Nationalgalerie.

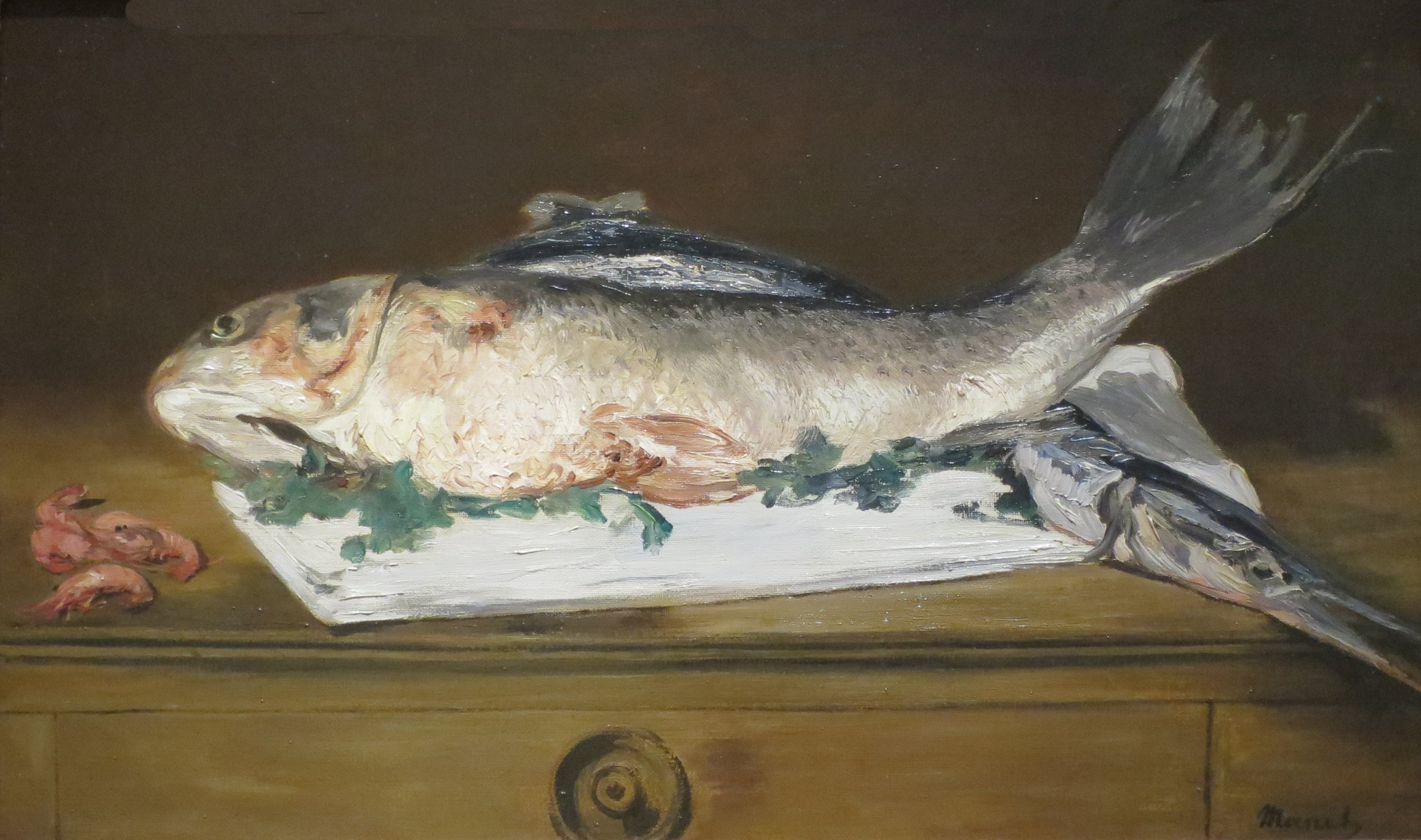
Saumon et crevettes, 1864, Pasadena, Norton Simon Museum.
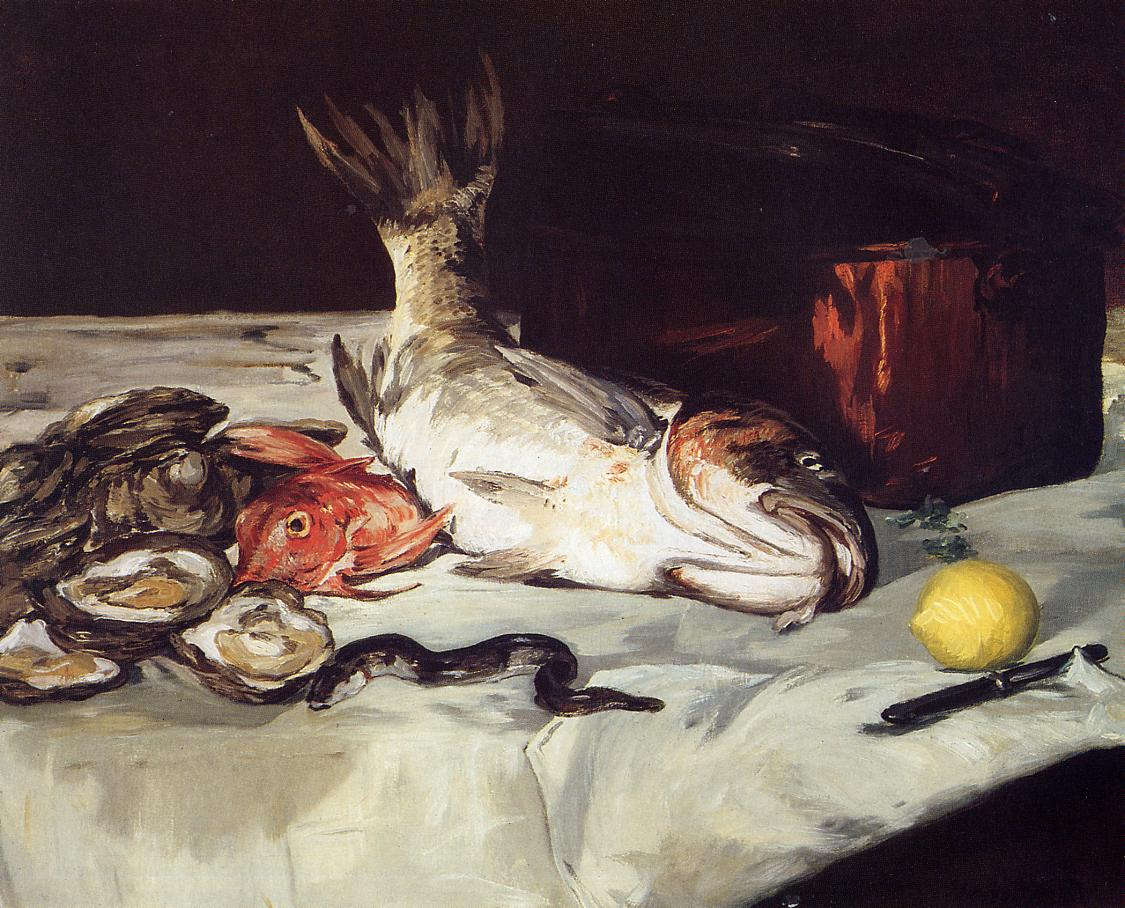
Nature morte au poisson, 1864, Institut d'art de Chicago.
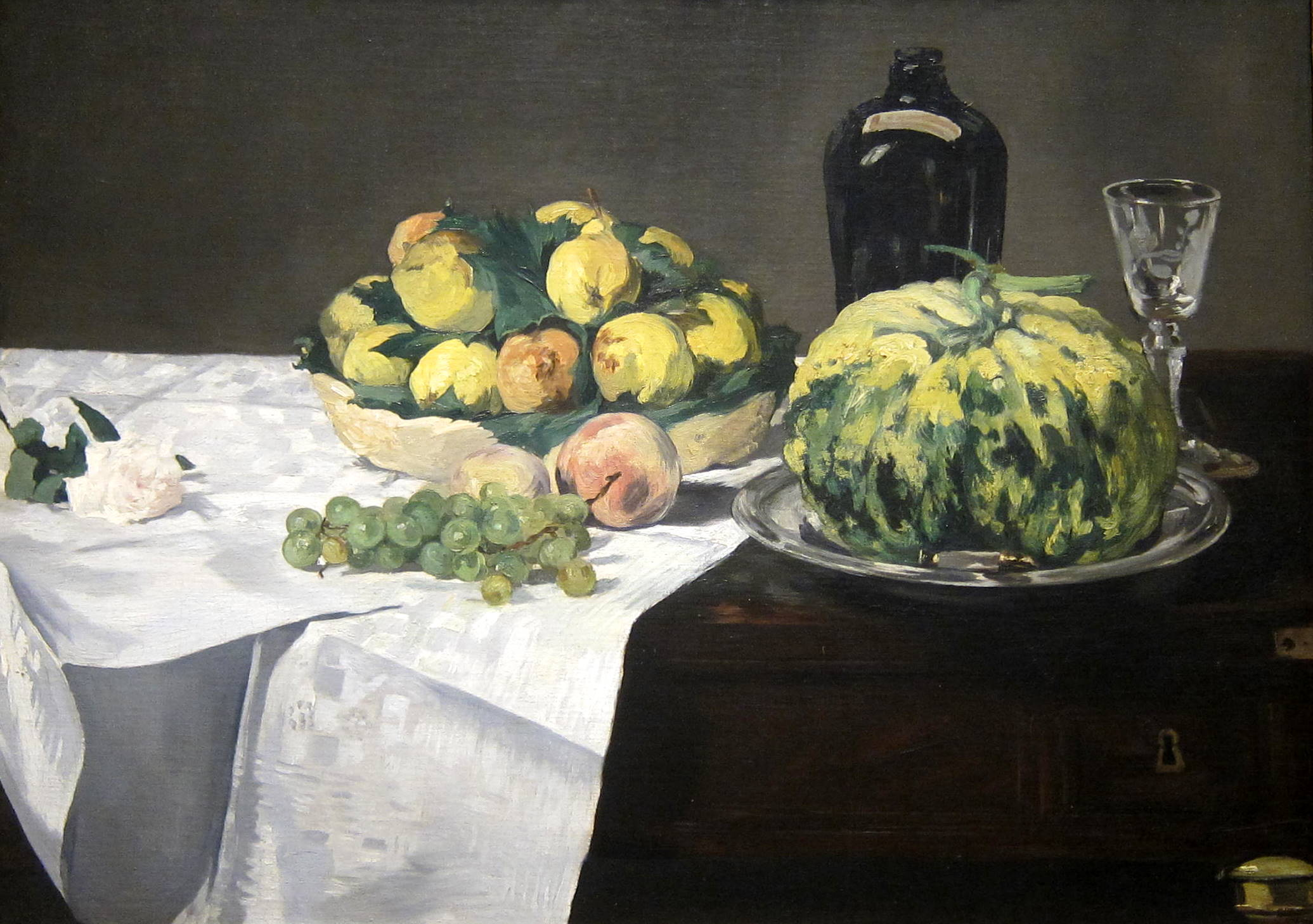
Melon et pêches, 1866, Washington, National Gallery of Art.
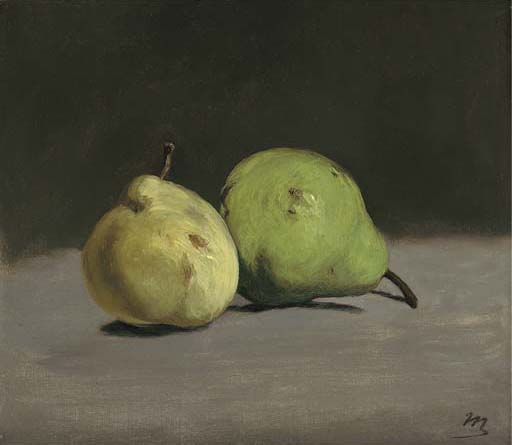
Deux poires, 1864, collection privée.
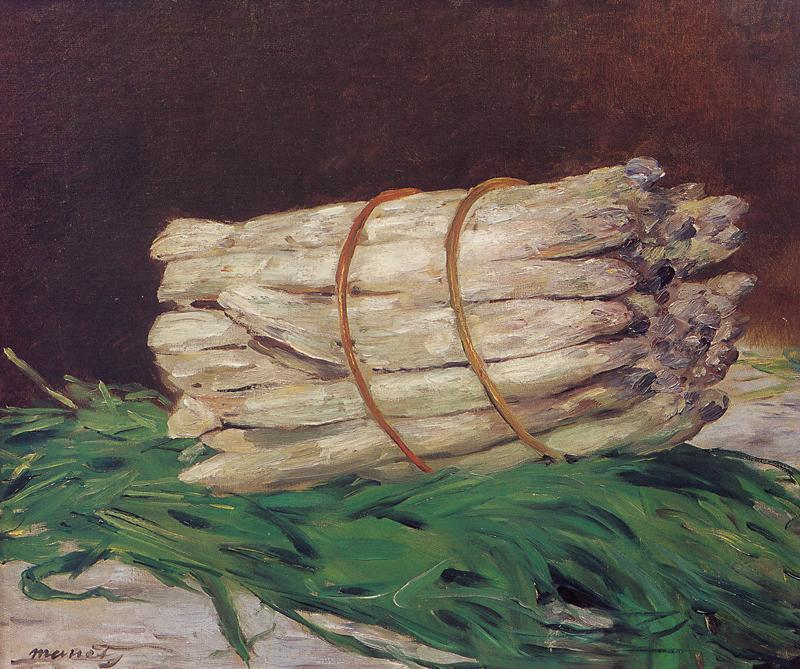
Une botte d'asperges, 1880, Cologne, musée Wallraf-Richartz.
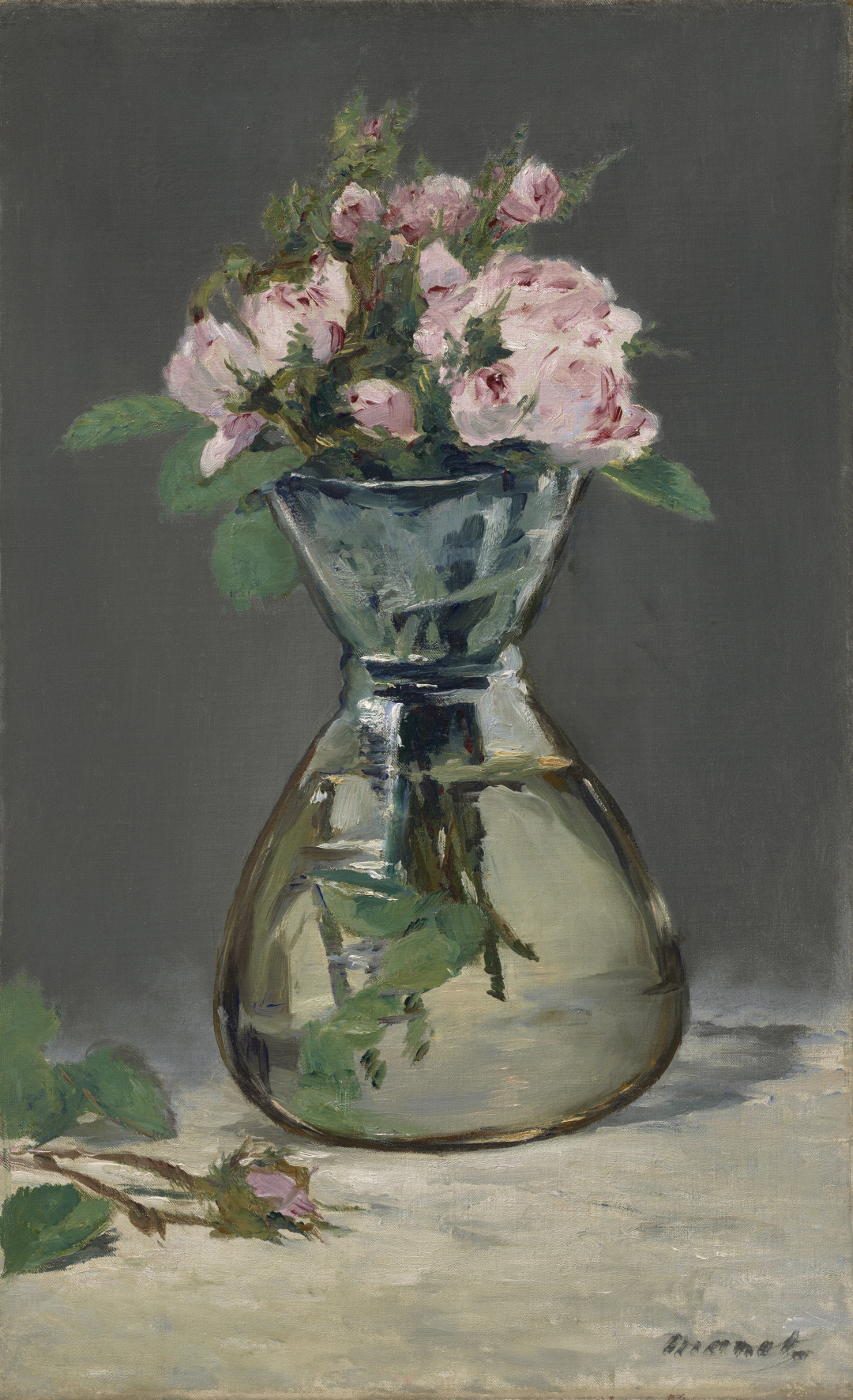
Roses mousseuses dans un vase, 1882, huile sur toile.

Manet aimait aussi les natures mortes : « Un peintre peut tout dire avec des fruits ou des fleurs, ou des nuages seulement », affirmait-il. Une part non négligeable de son œuvre est consacrée à ce genre, avant 1870 surtout puis dans les dernières années de sa vie où la maladie l'immobilise dans son atelier. Certains éléments de ses tableaux constituent de véritables natures mortes comme le panier de fruits dans le Déjeuner sur l'herbe, le bouquet de fleurs dans Olympia ou le pot de fleurs, la table dressée et différents objets dans le Petit déjeuner dans l'atelier. Il en va de même dans les portraits avec le plateau portant verre et carafe dans le Portrait de Théodore Duret ou la table et les livres dans le portrait d’Émile Zola. Mais les natures mortes autonomes ne manquent pas dans l’œuvre de Manet : l'artiste a ainsi plusieurs fois peint poissons, huîtres ou autres mets (Nature morte au cabas et à l’ail, 1861-1862, Louvre Abou Dabi, Anguille et Rouget, 1864 - musée d'Orsay ou La Brioche, 1870 - Metropolitan Museum of Art, New York), rendant ainsi une sorte d'hommage à Chardin. Il a peint plus souvent encore des sujets floraux qui évoquent la peinture hollandaise (roses, pivoines, lilas, violettes) ou encore des fruits et des légumes (poires, melons, pêches, citrons, asperges) ; une anecdote existe à propos d'Une botte d'asperges : Charles Ephrussi ayant acheté le tableau plus cher que le prix proposé, Manet lui fit parvenir un petit tableau (aujourd'hui au musée d'Orsay) représentant une seule asperge avec ce mot « Il en manquait une à votre botte ».
Au-delà du genre traditionnel, les natures mortes d’Édouard Manet retiennent l'attention en constituant parfois de véritables mises en scène dramatiques, comme le montre le tableau du Vase de pivoines sur piédouche (1864) : par la composition des fleurs en train de se faner, des pétales tombées à terre et par le cadrage très serré sur le vase, le regard du spectateur est happé et attiré vers un mouvement de haut vers le bas.

## Gravures et dessins
« L'œuvre gravé de Manet date, presque dans sa totalité, du début de sa carrière entre 1862 et 1868. Bien qu'environ la moitié de cette centaine d'estampes soit demeurée inédite de son vivant, toutes, sans doute, ont été exécutées en vue d'une édition, et la plupart d'après tableaux. Ce sont plutôt des estampes de reproduction au sens où on l'entendait au XVIIIe siècle, ce ne sont pas encore des estampes originales au sens où l'entendront les impressionnistes. Nous sommes entre deux mondes. ce n'est plus l'Ancien Régime, ce n'est pas encore la République. Le capitalisme français fournit un nouveau public. La peinture de Manet vers 1868 traduit de nouvelles valeurs. À cette époque, en revanche, il cesse pour ainsi dire de graver : c'est qu'il existait pour l'estampe d'autres obstacles que les efforts de Manet ébranlèrent, mais ne suffirent pas à lever. »

— Michel Melot

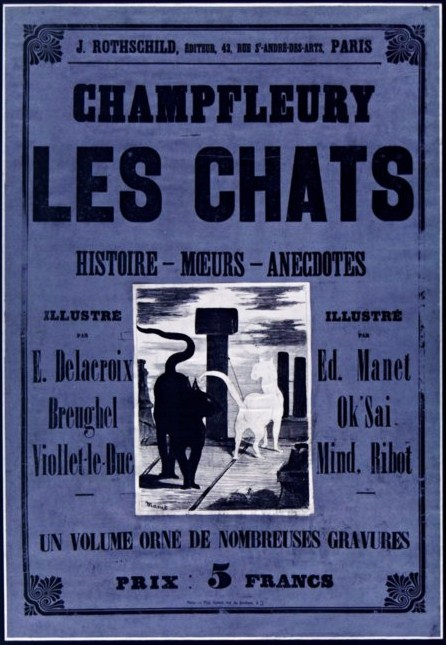
Affiche pour l'album Les Chats de Jules Champfleury, comprenant une lithographie de Manet (1869).

À partir de 1860-1861, Manet travaille la gravure et réalise en tout près d'une centaine d'estampes — soit à ce jour soixante-treize eaux-fortes et vingt-six lithographies et dessins sur bois —, en reprenant pour partie les sujets de certains de ses tableaux, les autres gravures étant totalement originales. Il s'y consacra régulièrement jusqu'en 1869, et y revint épisodiquement par la suite jusqu'en 1882. Des tirages et des retirages furent également réalisés après sa mort.
Il fut initié à cet art par Alphonse Legros et publié sous la forme d'albums par Alfred Cadart, lequel, via la Société des aquafortistes, produit deux livraisons à compter de septembre 1862.
Dresser une chronologie exacte des 99 estampes reste très difficile. La première semble avoir été Manet père I, pointe sèche et eau forte datée et signée, exécutée à la fin de l'année 1860. On peut relever Le Guitarero (1861), Le Buveur d’absinthe (1861-1862), Lola de Valence (1862), L’Acteur tragique (1866), Olympia (1867, parue chez Dentu dans l'étude qu'Émile Zola consacra au tableau), L’Exécution de Maximilien (1868, lithographie), Le Torero mort (1868), La Barricade et Guerre civile (1871, lithographies), Berthe Morisot (1872) et Le Polichinelle (sa seule lithographie en couleurs, 1876).
Il grava aussi des illustrations pour la librairie comme Fleur exotique, inspirée de Goya, destiné au recueil Sonnets et eaux-fortes (A. Lemerre, 1868), Le chat et les fleurs parue dans « Les Chats » de Champfleury (Jules Rothschild, 1869, sans oublier Le Rendez-vous des chats, lithographie pour l'affiche de lancement), les deux portraits de Charles Baudelaire parus dans l'étude signée Charles Asselineau (A. Lemerre, 1869), le frontispice pour Les Ballades de Théodore de Banville (été 1874), et surtout, trois ouvrages dont il est le seul illustrateur original, à savoir huit planches pour Le Fleuve de Charles Cros (La Librairie de l'eau-forte, 1874), quatre planches et deux vignettes pour Le Corbeau (Richard Lesclide, 1875) d’Edgar Allan Poe traduit par Stéphane Mallarmé, et, du même, quatre composition sur bois pour L'Après-midi d'un faune (A. Derenne, 1876).

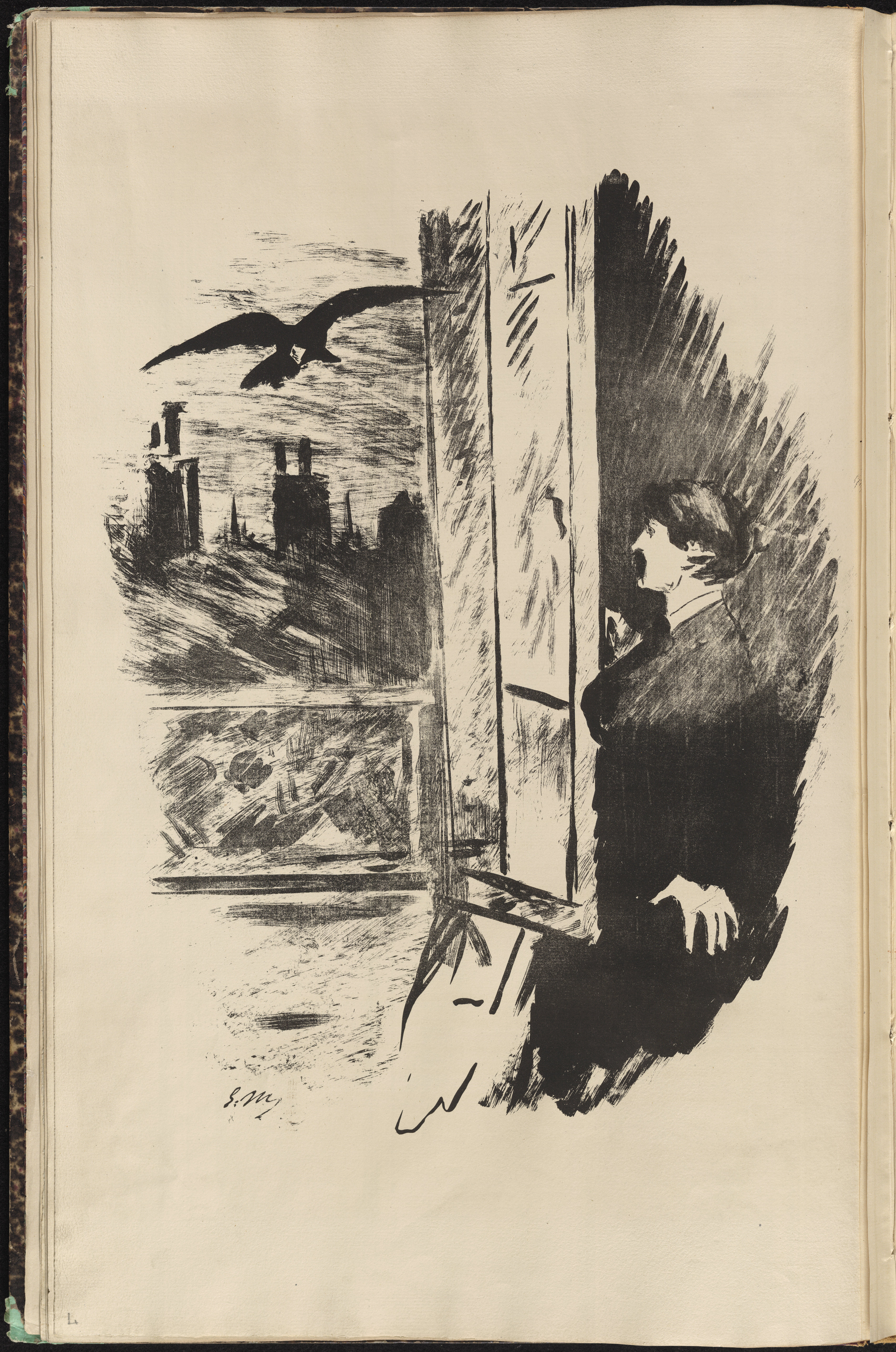
Le Corbeau, 2e planche, 1875.

En 1875, Manet illustre Le Corbeau d'Edgar Allan Poe qui a été traduit par Baudelaire. Il réalise des autographies pour l'ex-libris et quatre illustrations.
Les autographies revêtent une importance particulière pour Manet qui y apporte un grand soin tant par le choix des papiers que par la technique selon Étienne Moreau-Nélaton. Les autographies sont six dessins au pinceau à l'encre autographique, reportés sur zinc et tirés par Lefman. Les feuilles d'images étaient insérées entre les doubles feuilles du texte,. L'éditeur dut se plier aux goûts raffinés du poète et de l'artiste. Stéphane Mallarmé rapporte qu'il était effrayé par la soie noire que Manet voulait mettre au dos du carton, et que le peintre exigeait encore « Un parchemin, un papier vert ou jaune tendre se rapprochant du ton de la couverture. » L'illustration de la première strophe est un dessin assez précis qui détaille le poète à sa table. La suivante, retravaillée maintes fois par l'artiste, est plus impressionnante minuit lugubre, avec un paysage sombre et triste. Dans la troisième planche, le corbeau est toujours perché sur le buste de Pallas, à répéter son sinistre Jamais plus, et Manet, en suivant de très près le texte, a inventé une image extraordinaire pour exprimer la confrontation entre le corbeau et le poète. Et plus on avance dans le texte, plus les planches se font noires jusqu'à la dernière image presque illisible avec le jeu des ombres portées et les larges coups de pinceaux. Le destin du Corbeau, ouvrage pourtant très raffiné, fut très décevant. Selon Henri Mondor et Jean Aubry, « son format trop volumineux, les illustrations d'Édouard Manet, fort discuté encore en 1875, la singularité, pour le gros des lecteurs, du poème de Poe, le nom encore à peu près inconnu de Mallarmé, tout concourut à éloigner les acquéreurs possibles. » L'année suivante, L'Après-midi d'un faune de Mallarmé, qui devait paraître chez l'éditeur Alphonse Derenne, allait recevoir un meilleur accueil, sans pour autant connaître le succès.
Selon Léon Rosenthal, quatre planches de Manet auraient disparu et n'existeraient qu'à l'état de photographies : Le chanteur des rues, L'homme au chapeau de paille, La Posada et Les voyageurs.
Manet a également utilisé la technique de la mine de plomb et le lavis à l'encre de chine pour deux Annabel Lee (1879-1881). La première Jeune femme au bord de la mer (46,2 × 29 cm) se trouve à Rotterdam, au musée Boijmans Van Beuningen, la deuxième à Copenhague au Statens Museum for Kunst. Plus tôt, il avait abordé cette technique avec À la fenêtre (27 × 18 cm, musée du Louvre, Cabinet des dessins) et Marine au clair de lune (20 × 18 cm, idem).
En 1877-1878, Manet produit deux fiacres. L'un à la mine de plomb (Cabinet des dessins du Louvre), l'autre au crayon noir et lavis d'encre bleu. L'Homme au béquilles (27 × 20 cm) actuellement conservé au Metropolitan de New York, est le personnage que l'on retrouve de dos dans La Rue Mosnier aux drapeaux. Traité au lavis d'encre de chine, cet invalide habitait le quartier de l'Europe. Le dessin était un projet de couverture pour Les Mendiants, chanson de son ami Ernest Cabaner sur des paroles de Jean Richepin.

## Dernières années et postérité

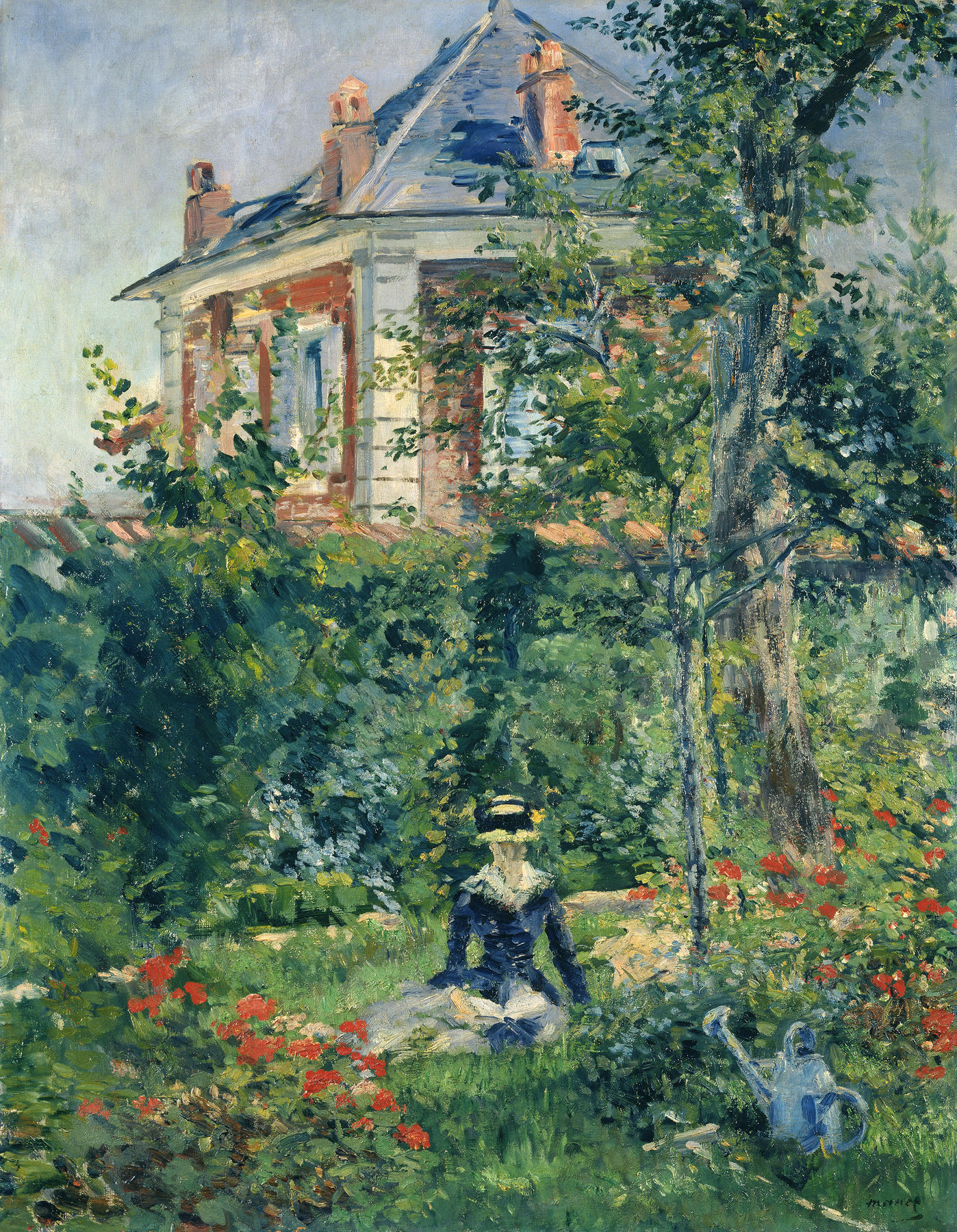
Une Fille dans le jardin à Bellevue représentant une maison du sentier des Pierres-Blanches à Meudon-Bellevue, 1880, Zurich, Fondation et Collection Emil G. Bührle.

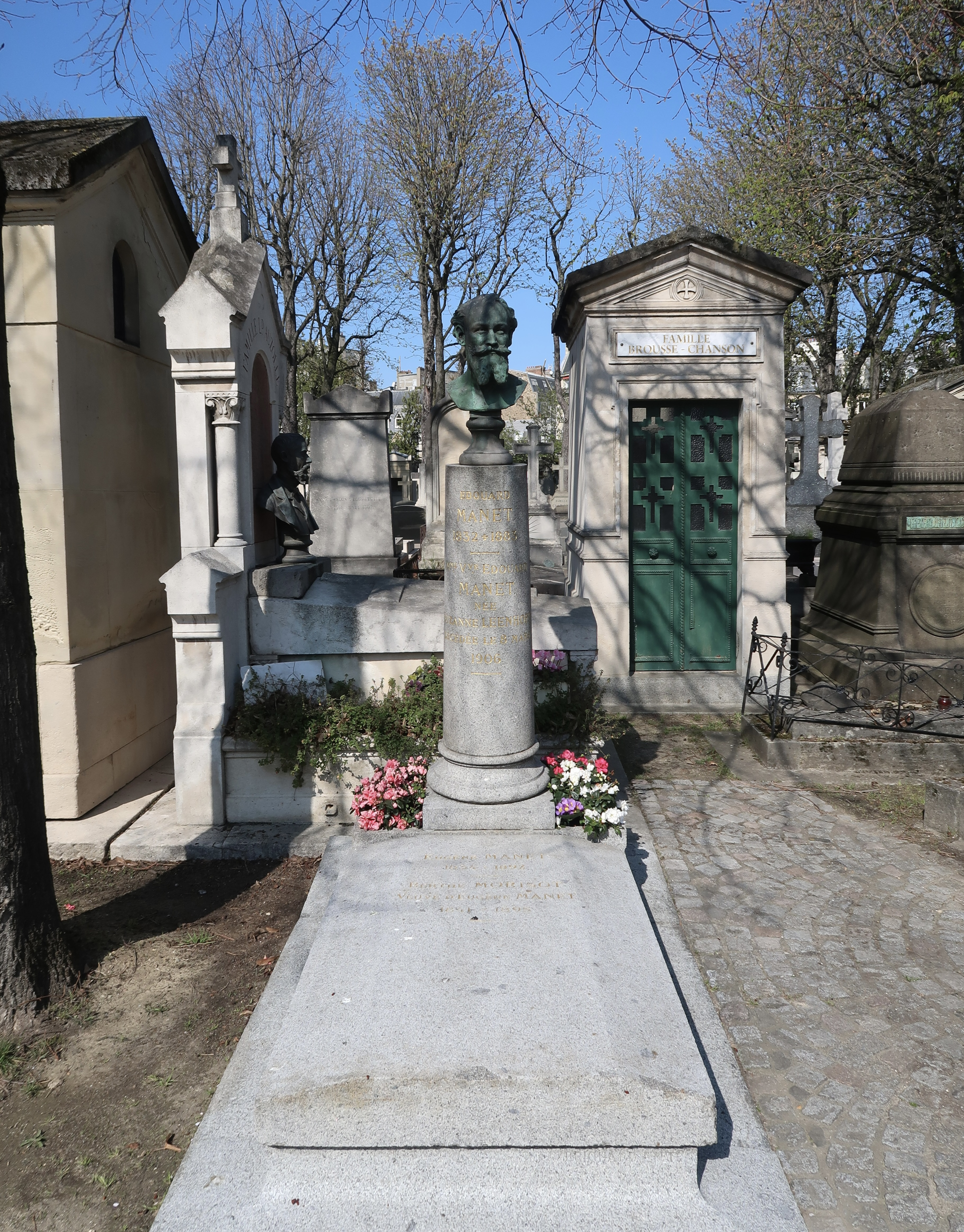
La tombe de Manet, Paris, cimetière de Passy.

Édouard Manet, malade, séjourne en 1879 en compagnie de sa femme pendant six semaines dans l'établissement hydrothérapique fondé par le docteur Louis Désiré Fleury à Meudon-Bellevue. Lorsqu'il y retourne pour une cure de quatre mois en mai 1880, il séjourne au sentier des Pierres-Blanches où il peindra plusieurs tableaux. Il obtient même un prix au Salon de 1881 et est décoré de la Légion d'honneur par son ami Antonin Proust devenu ministre des Beaux-Arts : l'attribution est décidée malgré des oppositions fin 1881 et la cérémonie a lieu le 1er janvier 1882.
Affaibli depuis plusieurs années, il peint durant les deux dernières années des toiles de petit format qu'il exécute assis (nombreuses petites natures mortes de fruits et de fleurs, comme Roses mousseuses dans un vase), mais surtout des portraits de ses visiteuses au pastel, technique moins fatigante que la peinture à l'huile. Il s’éteint finalement le 30 avril 1883 au 39, rue de Saint-Pétersbourg à l’âge de 51 ans, des suites d’une ataxie locomotrice résultant elle-même d'une syphilis contractée à Rio. La maladie, outre les nombreuses souffrances et la paralysie partielle des membres qu’elle lui avait causées, a ensuite dégénéré en une gangrène qui a imposé de lui amputer le pied gauche onze jours avant sa mort.
L’enterrement a lieu le 3 mai 1883 au cimetière de Passy, en présence notamment d’Émile Zola, d'Alfred Stevens, de Claude Monet, d'Edgar Degas et de bien d’autres de ses anciennes connaissances. D’après Antonin Proust, son camarade de toujours, se voyaient dans le convoi funèbre « des couronnes, des fleurs, beaucoup de femmes ». Degas, quant à lui, aurait dit alors de Manet qu’« il était plus grand que nous ne pensions ».
Sa tombe se trouve dans la 4e division du cimetière, une épitaphe gravée par Félix Bracquemond en 1890 « Manet et manebit » (en latin : « Il demeure et demeurera », jeu de mots sur le nom du peintre) peut résumer le sentiment général du monde des arts après sa disparition. Il est inhumé avec sa femme Suzanne, avec son frère Eugène ainsi qu'avec sa belle-sœur Berthe. Son buste ornant sa tombe est l’œuvre du sculpteur et peintre hollandais Ferdinand Leenhoff, frère de la compagne de Manet,.
Manet décrié, insulté, ridiculisé est devenu le chef de file reconnu des « avant-gardistes ». Si le peintre a été lié aux acteurs du courant impressionniste, il est à tort considéré aujourd’hui comme l'un de ses pères. Il en est un puissant inspirateur autant par sa peinture que par ses thèmes de prédilection. Sa manière de peindre, soucieuse du réel reste en effet foncièrement différente de celle de Claude Monet ou de Camille Pissarro. Certaines de ses œuvres sont proches de l'impressionnisme, c'est le cas de L'Évasion de Rochefort, Portrait de Claude Monet peignant sur son bateau-atelier à Argenteuil et Une allée dans le jardin de Rueil. Si Manet s'est tenu à l'écart de l'impressionnisme, il a cependant soutenu ses représentants, en particulier sa belle-sœur Berthe Morisot, lors de la première exposition de la Première exposition des peintres impressionnistes .

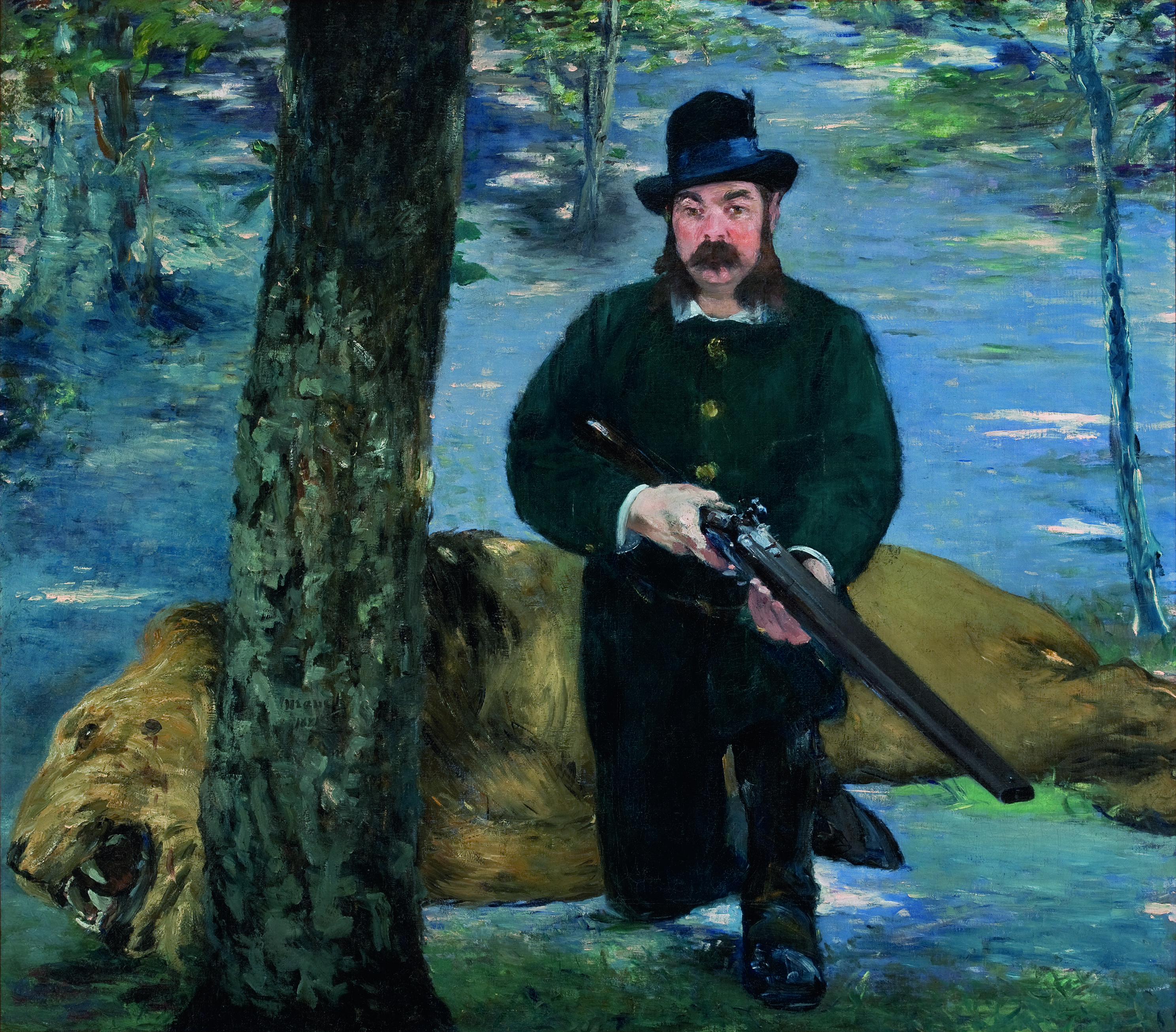
Pertuiset, le chasseur de lions (1881), musée d'art de São Paulo.

Le maître laisse plus de 400 toiles et d’innombrables pastels, esquisses et aquarelles qui constituent un œuvre pictural majeur à l'influence certaine sur les artistes de son temps comme le groupe des Batignolles et bien au-delà : Manet est en effet reconnu internationalement comme l’un des plus importants précurseurs de la peinture moderne ; ses tableaux majeurs sont visibles dans les plus grands musées du monde. C'est en 1907, ironie de l’histoire de la peinture, qu'Olympia « refusée » en 1863, entre, 44 ans après sa création, au musée du Louvre (elle est aujourd'hui conservée au musée d'Orsay).
Édouard Manet tient une place importante dans le roman d'Olivier Rolin Un chasseur de lions (2008), auprès de l'aventurier cocasse et dérisoire Eugène Pertuiset dont il peignit en 1881 le portrait « en Tartarin ».

Édouard Manet, Eva Gonzalès (1869-1870), Londres, National Gallery.

En l’an 2000, l’une de ses toiles s’est vendue à plus de vingt millions de dollars. En 2014, chez Christie's à New York, le tableau Le Printemps, propriété d'un collectionneur et de sa famille depuis plus de cent ans, est adjugé pour la somme de 65 millions de dollars (52 millions d'euros),.
En 2004, un brocanteur de Genève aurait découvert un tableau inconnu de Manet caché sous une croûte. Il affirme avoir identifié dans le portrait d'une ravissante jeune femme, Méry Laurent, le modèle et une maîtresse d'Édouard Manet. La toile initiale jugée scandaleuse par son caractère érotique aurait été masquée et oubliée. L'attribution de ce tableau à Édouard Manet n'est cependant pas confirmée.
Le 22 juin 2010, un autoportrait d'Édouard Manet a été vendu à Londres 22,4 millions de livres sterling (27 millions d'euros), un montant record pour une œuvre du peintre français.
En 2012, à la suite d'une vente aux enchères, le musée Ashmolean Museum d'Oxford a pu acquérir le Portrait de Mademoiselle Claus peint en 1868, grâce à une souscription publique de 7,83 millions de livres sterling. Le tableau a été interdit d'exportation de Grande-Bretagne, par le Reviewing Committee on the Export of Works of Art.
Sa seule élève connue fut Eva Gonzalès (1849-1883) qui lui fut présentée en 1869 par Alfred Stevens. Elle rencontra dans l'atelier de Manet Berthe Morisot, qui fut jalouse de son amitié avec le maître. Il fit un tableau d'elle peignant une nature morte en 1870, toile aujourd'hui conservée dans les collections du musée de la National Gallery à Londres.